# Magnus Carlsen
Pour les articles homonymes, voir Carlsen.
Sven Magnus Øen Carlsen (prononcé /sʋɛn ˈmɑŋnʉs øːn ˈkɑːɭsn̩/), né le 30 novembre 1990 à Tønsberg en Norvège, est un joueur d'échecs norvégien, grand maître international, numéro un mondial au classement Elo, et champion du monde entre 2013 et 2023.
Au 1er mai 2014, le classement Elo de Carlsen s'élevait à 2 882 points. Il s'agit du classement le plus haut de l'histoire, devançant celui de Garry Kasparov qui avait atteint 2 851 points Elo en 1999. Il atteint une nouvelle fois les 2 882 points Elo le 1er août 2019, et même les 2 889 points Elo virtuellement (non officiellement).
Carlsen est champion du monde depuis sa victoire contre Viswanathan Anand en 2013, réitérée en 2014 contre ce même adversaire puis en 2016 contre Sergueï Kariakine, en 2018 contre Fabiano Caruana et en 2021 contre Ian Nepomniachtchi. Il a aussi été champion du monde de parties rapides et de blitz, ce dernier titre ayant été obtenu pour la première fois en 2009.
Carlsen a attiré l'attention du monde des échecs par sa victoire au tournoi C du tournoi de Wijk aan Zee en janvier 2004, à l'âge de treize ans, puis en devenant la même année le deuxième (huitième en avril 2025) grand maître le plus précoce de l'histoire des échecs, seulement devancé par Sergueï Kariakine au moment de sa nomination. En 2009-2010, Kasparov contribua à la préparation de Carlsen.
En novembre 2009, après avoir obtenu un résultat exceptionnel au tournoi de Nankin, Magnus Carlsen atteint le classement Elo de 2 801 et est le cinquième joueur à dépasser le seuil de 2 800 Elo depuis l'instauration du classement par la Fédération internationale des échecs en 1970 dont le deuxième Européen après le Bulgare Veselin Topalov le 1er janvier 2006. En obtenant un classement Elo de 2 810 en janvier 2010, Magnus Carlsen occupa pour la première fois la place de numéro un mondial, alors qu'il n'avait que dix-neuf ans et un mois, devenant le plus jeune numéro un de l'histoire des échecs.
En mars 2013, Carlsen finit premier du tournoi des candidats de Londres. Ce succès le désigne comme le challenger qui affronte le champion du monde en titre, l'Indien Viswanathan Anand pour le Championnat du monde d'échecs 2013. Il s'impose face à son adversaire par un score de 6,5 – 3,5 à l'issue d'un match qu'il a dominé, faisant de lui l'un des plus jeunes champions du monde d'échecs de l'histoire. Il est le premier joueur de l'histoire à ravir les trois couronnes mondiales en gagnant en juin 2014, à Dubaï, les championnats du monde de parties rapides et de blitz. En décembre 2019, il remporte à nouveau les deux titres mondiaux en parties rapides et en blitz à Moscou.
Après sa victoire ex æquo à la Coupe Sinquefield (Saint-Louis) 2019, il prolonge une série unique pour un champion du monde en titre de six tournois (en cadence longue exclusivement) gagnés consécutivement sans perdre une seule partie (soixante-deux parties disputées). De 1986 à 1990, Kasparov avait gagné consécutivement onze tournois (cinq parties perdues). En outre, Magnus Carlsen est resté invaincu durant cent-vingt-cinq parties en cadence lente (tournois individuels, coupe d'Europe des clubs et match pour le championnat du monde confondus) après sa défaite à Bienne le 31 juillet 2018 contre Shakhriyar Mamedyarov, ce qui constitue un record pour un champion du monde en titre.

## Biographie et carrière

### Le «Mozart des échecs» (1999 à 2004)

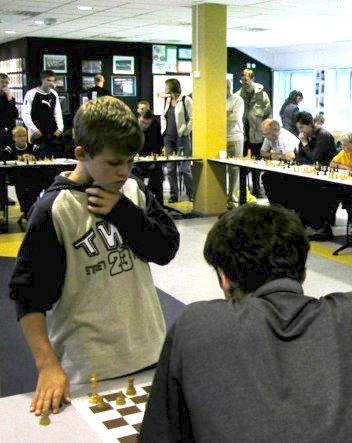
Carlsen donnant une partie simultanée en Norvège en juillet 2004.

Carlsen nait à Tønsberg puis vit à Lommedalen, Bærum, près d'Oslo. Son père est consultant informatique et sa mère ingénieure en chimie ; il a trois sœurs.
Il apprit à jouer à cinq ans et disputa son premier tournoi à l'âge de huit ans (en juillet 1999). Un an plus tard, à neuf ans, il devint champion de Norvège des moins de onze ans. Il était entraîné par le grand maître international Simen Agdestein. En octobre 2000, il marqua la moitié des points à son premier tournoi international, l'open de Bad Wiessee. En septembre 2001, il participa au championnat d'Europe des clubs avec son club à Panormos. En 2002, Carlsen finit deuxième au championnat du monde des moins de 12 ans remporté par Ian Nepomniachtchi et termina également derrière lui au championnat d'Europe des moins de 12 ans à Peñíscola. En janvier 2003, il réalisa sa première norme de maître international au tournoi de Gausdal. À l'automne 2003, il quitta l'école pendant une année pour se consacrer aux échecs. Il termina troisième au championnat d'Europe des moins de 14 ans de 2003. La même année, il atteignit la neuvième place au championnat du monde d'échecs de la jeunesse.
Le résultat qui attira réellement l'attention sur lui fut sa victoire au tournoi C de Wijk aan Zee en janvier 2004 avec 10,5 points sur 13, ne perdant qu'une seule partie (contre le mieux classé du groupe, Duško Pavasovič), gagnant sa première norme de grand maître, et réalisant une performance Elo de 2 702. En particulier, sa victoire dans l'avant-dernière ronde contre Sipke Ernst dans laquelle Carlsen sacrifia du matériel au 18e coup pour finir par mater au 29e est remarquable. Cette partie gagna le prix du public de la meilleure partie de la ronde, incluant toutes les parties jouées dans les tournois A et B, alors que les 23 premiers coups avaient déjà été joués dans la partie Almagro Llanas-Gustafsson, Madrid 2003 (qui avait fini par une nulle).
La victoire de Carlsen dans le groupe C le qualifia pour le groupe B en 2005, et fit écrire à Lubomir Kavalek dans le Washington Post qu'il était le « Mozart des échecs ». D'après une interview avec son mentor Agdestein, lui-même grand maître à 18 ans, Carlsen est meilleur que lui au même âge. Carlsen est réputé pour avoir une excellente mémoire et utiliser un large répertoire d'ouvertures.

### Grand maître à treize ans (2004)

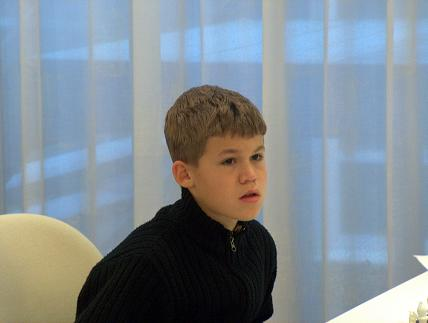
Magnus Carlsen en 2004.

Carlsen obtint sa seconde norme de grand maître international (GMI) à l'open Aeroflot de Moscou en février 2004. Au sixième open international de Dubaï, en avril 2004, Carlsen obtint sa troisième norme de GMI, suffisante pour obtenir le titre, après 4 victoires et 4 nulles. Il devint ainsi le plus jeune GMI en activité du moment et le second plus jeune à obtenir le titre après l'Ukrainien Sergueï Kariakine, qui obtint le titre en 2002 à l'âge de 12 ans et 7 mois.
En mars 2004, à l'âge de 13 ans, Magnus Carlsen affronte à deux reprises l'ancien champion du monde Garry Kasparov, lors d'un tournoi de blitz à Reykjavik (Islande). Le Russe l'emporte par une partie nulle et une victoire,.
Pendant l'été 2004, Carlsen était le plus jeune participant du championnat du monde 2004 à Tripoli. Lors du premier tour, il affrontait Levon Aronian. Après deux parties à cadence lente qui se terminèrent par la nulle, les deux joueurs disputèrent un premier départage en parties rapides (25 minutes pour chaque joueur) qui se terminèrent par l'égalité, puis Carlsen fut battu lors de la deuxième partie du départage en blitz (5 minutes par joueur).
À la fin de l'année, Carlsen finit deuxième (au départage) du championnat de Norvège, derrière Berge Østenstad, et participa à sa première olympiade d'échecs à Calvià. Au premier échiquier de l'équipe de Norvège, il marqua 3 points sur 5 (+2 –1 =2).

### La route vers les sommets (2005 à 2008)

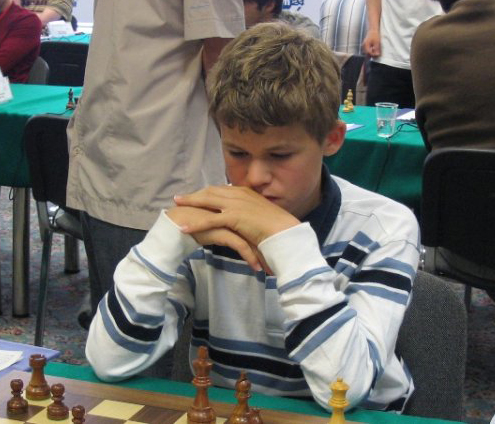
Carlsen à Varsovie en 2005.

En juillet 2005, Carlsen finit deuxième du championnat de Norvège, après un match de départage contre Simen Agdestein. À la fin de l'année 2005, Carlsen participa à la coupe du monde FIDE à Khanty-Mansiïsk en Russie, qualificative pour le tournoi des candidats au championnat du monde d'échecs 2007. Dans ce tournoi à élimination directe, au premier tour, il se défait du 44e joueur mondial, le Géorgien Zurab Azmaiparashvili, en gagnant 2–0 en jeu semi-rapide, après avoir fait 1–1 dans les parties longues. Ensuite, il battit le Tadjik Farroukh Amonatov et le Bulgare Ivan Chéparinov, pour se qualifier dans les seize meilleurs du tournoi. Ces joueurs étaient mieux classés que Carlsen. Il fut battu 1,5-2,5 par Ievgueni Bareïev, l'empêchant de finir dans les huit premières places. Il gagna ensuite contre Joël Lautier 1,5-0,5 et Vladimir Malakhov 3,5-2,5, s'assurant ainsi une place dans les dix premiers, ce qui le qualifiait pour le prochain tournoi des candidats disputé à Elista (Russie) en 2007.
C'était le meilleur résultat jamais obtenu par un joueur norvégien dans un championnat du monde d'échecs. Cela faisait également de Carlsen le plus jeune « prétendant » de l'histoire des tournois des candidats au championnat du monde (devant Bobby Fischer et Garry Kasparov).
En 2006, Magnus Carlsen termine à la première place ex æquo du tournoi B de Wijk aan Zee (il est deuxième au départage) et bat deux fois Aleksandr Morozevitch au tournoi de Bienne mais termine deuxième ex æquo derrière Morozevitch. La même année, il devient champion de Norvège à seize ans, après deux échecs en 2004 et 2005 ; il remporte également le tournoi Bosna de Sarajevo et réalise une performance Elo de 2 820 à l'olympiade d'échecs de Turin.

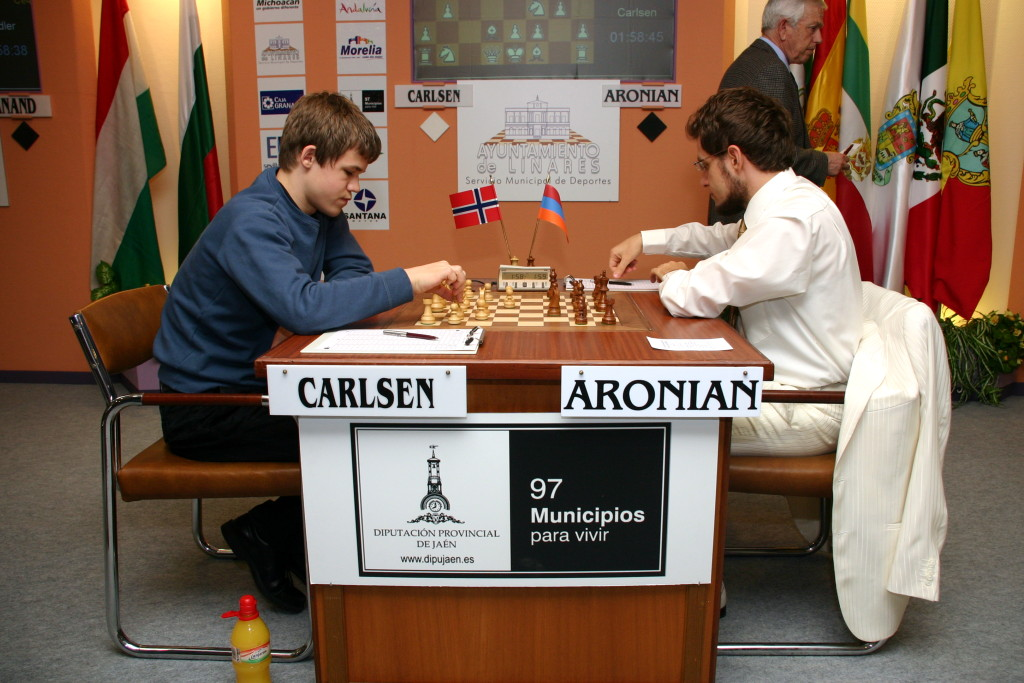
Carlsen contre Levon Aronian à Linares en 2007.

En 2007, le champion de Norvège était invité dans deux super-tournois. Au tournoi de Wijk aan Zee A, il termine à une peu reluisante treizième et avant-dernière place sur 14, sans aucune victoire à son actif. En revanche, il réalise une très bonne performance au tournoi de Linares, où il termine troisième sur huit, avec une victoire contre Morozevitch, deux victoires contre Vassili Ivantchouk et une victoire contre Veselin Topalov. De retour à Bienne, il remporte le tournoi des grands maîtres en battant Alexander Onischuk (2 650 Elo) au départage. Lors des matchs des candidats de 2007 (à Elista), étape vers le championnat du monde d'échecs 2007, il est éliminé en huitième de finale (premier tour) par Levon Aronian lors des parties de départage en blitz.

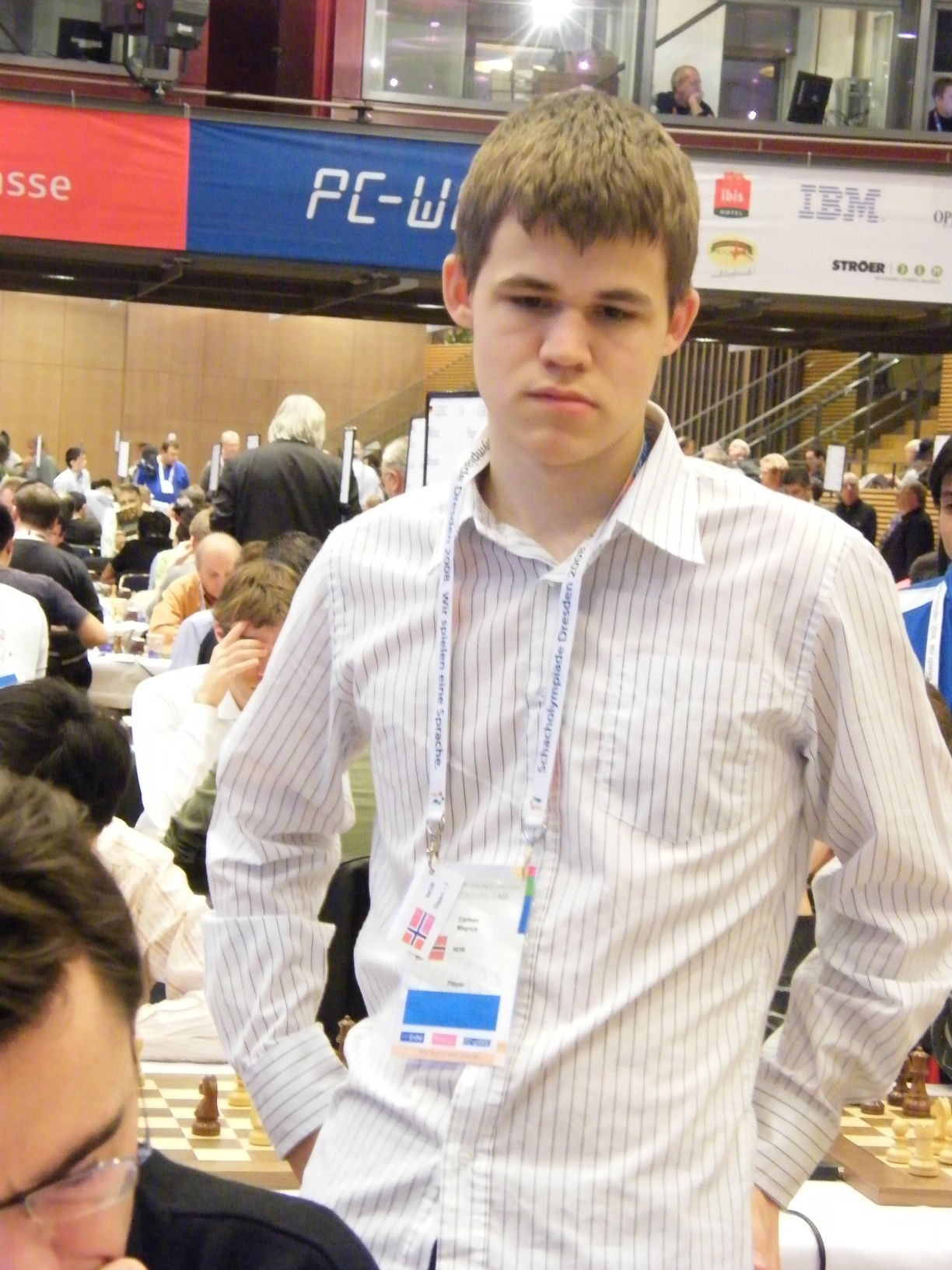
Magnus Carlsen à l'olympiade de Dresde en 2008.

En janvier 2008, à dix-sept ans, Magnus Carlsen remporte le tournoi de Wijk aan Zee, ex æquo avec Levon Aronian, et devient le plus jeune joueur à remporter un tournoi de catégorie 20. Puis, il termine à nouveau 2e du tournoi de Morelia-Linarés, pour sa deuxième participation consécutive à ce super-tournoi.
En avril-mai 2008, il est premier ex æquo avec Vugar Gashimov et Wang Yue au Grand Prix FIDE de Bakou de catégorie 19 (moyenne Elo de 2 717), avec 8 points sur 13, réalisant une performance Elo de 2 800.
En mai 2008, il bat en match semi-rapide, par 5 points sur 8 (2 gains et 6 nulles) Péter Lékó alors 10e meilleur joueur mondial.
En juin 2008, il remporte le tournoi Aerosvit en Ukraine, de catégorie 19 (moyenne Elo de 2 711), invaincu avec 8 points sur 11 et réalisant une performance Elo de 2 877. Il est à ce moment-là virtuellement le deuxième joueur mondial derrière Anand avec un Elo anticipé de 2 791,5, mais ce tournoi n'est pas comptabilisé dans le classement Elo de juillet 2008.
De juillet 2008 à juillet 2009, sa progression, jusque-là rapide, connaît un certain ralentissement. Régulièrement bien placé dans les tournois auxquels il participe, il perd régulièrement les parties décisives (par exemple, la dernière partie face à Alexeï Chirov au MTel de Sofia 2009 ; contre Wang Yue à Wijk aan Zee en 2009 et contre Vladimir Kramnik à Dortmund 2009) et ne parvient à remporter aucune de ces compétitions (Festival de Bienne 2008, finale du grand chelem de Bilbao 2008, tournois de Wijk aan Zee 2009, Linares 2008 et 2009, MTel Sofia 2009 et Dortmund 2009).
En octobre 2008, il voit pour la première fois son classement Elo baisser depuis janvier 2007.
Dans une note de son blog datée du 5 décembre 2008, Magnus Carlsen et son père rendent publique la décision de se retirer du Grand Prix FIDE 2008-2010 en protestation contre le changement brutal des règles de qualification du cycle du championnat du monde 2009-2012.

### Plus jeune numéro un mondial (2009 à 2011)

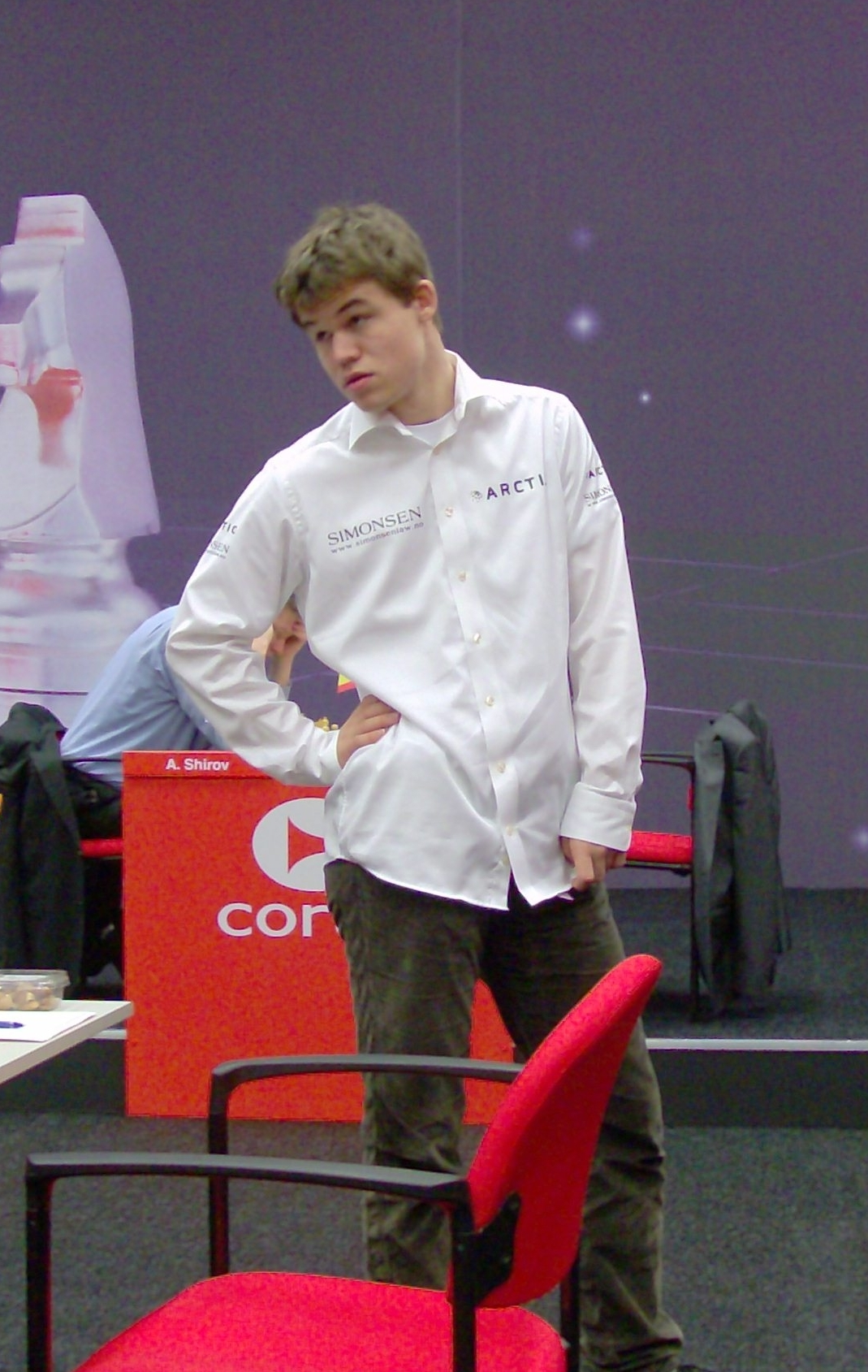
Carlsen en 2010.

En septembre 2009, la collaboration avec Garry Kasparov en tant qu'entraîneur de Magnus est rendue publique. Le mois suivant, Magnus Carlsen remporte le tournoi de Nankin avec huit points sur dix et réalise une performance exceptionnelle de plus de 3 000 points Elo en étant invaincu et après avoir battu chacun des cinq autres participants. Il devance le numéro un mondial Veselin Topalov, deuxième du tournoi, de deux points et demi.
Le 1er novembre 2009, Carlsen atteint le classement Elo de 2 801, ce qui fait de lui le cinquième et le plus jeune joueur de l'histoire à passer la barre des 2 800.
Pour sa première sortie en tant que no 2 mondial, il finit, en novembre 2009, deuxième ex æquo au Mémorial Tal, un tournoi de catégorie 21, avec 5,5 points sur 9 (derrière Kramnik). Au passage, il réussit à gagner des points Elo et devient virtuellement le no 1 mondial.
Le 18 novembre 2009, il devient champion du monde de blitz avec 31 points sur 42 à Moscou ; il est le plus jeune joueur à avoir obtenu ce titre.

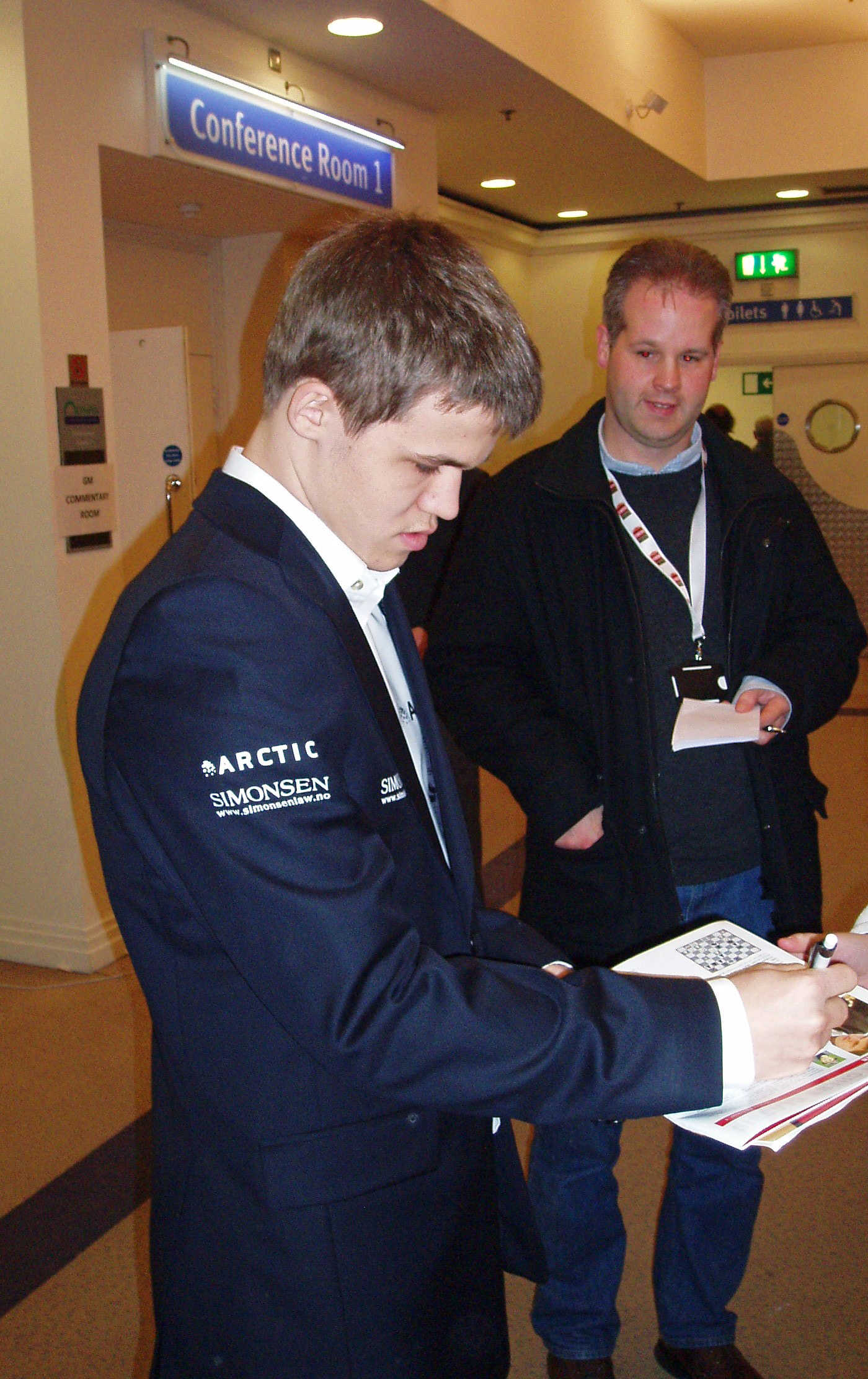
Magnus Carlsen à Londres en 2009.

Le 1er janvier 2010, Carlsen occupe la première place du classement Elo à dix-neuf ans et neuf mois (Kasparov avait atteint la première place à vingt ans et neuf mois, en janvier 1984, et Kramnik à vingt ans et sept mois en janvier 1996).
Le 31 janvier 2010, Carlsen remporte la 72e édition du prestigieux tournoi de Wijk aan Zee, seul premier avec un score de 8,5 (+5 =7 -1) sur 13, devant Vladimir Kramnik (8/13) et Alexeï Chirov (8/13). Sa défaite de la 9e ronde contre Kramnik met fin à une série de 36 parties où il est demeuré invaincu.
En mars 2010, Carlsen atteint le classement de 2 813, soit le deuxième meilleur de tous les temps après celui de Garry Kasparov. La fin de la collaboration avec Kasparov est annoncée. Le 25 mars 2010, il finit 1er ex æquo avec Vassili Ivantchouk au tournoi Amber avec 8/11 en parties rapides et 6,5/11 en parties à l'aveugle.
Fin juin 2010, Carlsen gagne le « tournoi des rois » en Roumanie par 7,5/10 (5 gains et 5 nulles), devançant Radjabov et Guelfand de deux points au classement final. Il réalise une performance à 2 920 dans ce tournoi. Fin août, il remporte un tournoi de partie rapides à Kristiansund en Norvège devant Anand, réalisant un score de 3,5/6 dans la phase qualificative et battant Anand 1,5-0,5 dans les départages. Le 10 septembre 2010, Magnus Carlsen remporte une partie en ligne organisée selon le principe de la partie majoritaire, c'est-à-dire que le coup le plus souvent suggéré sera retenu. Trois grands maîtres de haut niveau, le Français Maxime Vachier-Lagrave, l'Américain Hikaru Nakamura, la Hongroise Judith Polgar, ont aidé les participants en suggérant des coups. Au cours de l'Olympiade de Khanty-Mansiysk, de septembre à octobre 2010, Magnus Carlsen réalise un score de 4,5/8 et concède trois défaites face à Baadur Jobava, Michael Adams et Sanan Siouguirov.

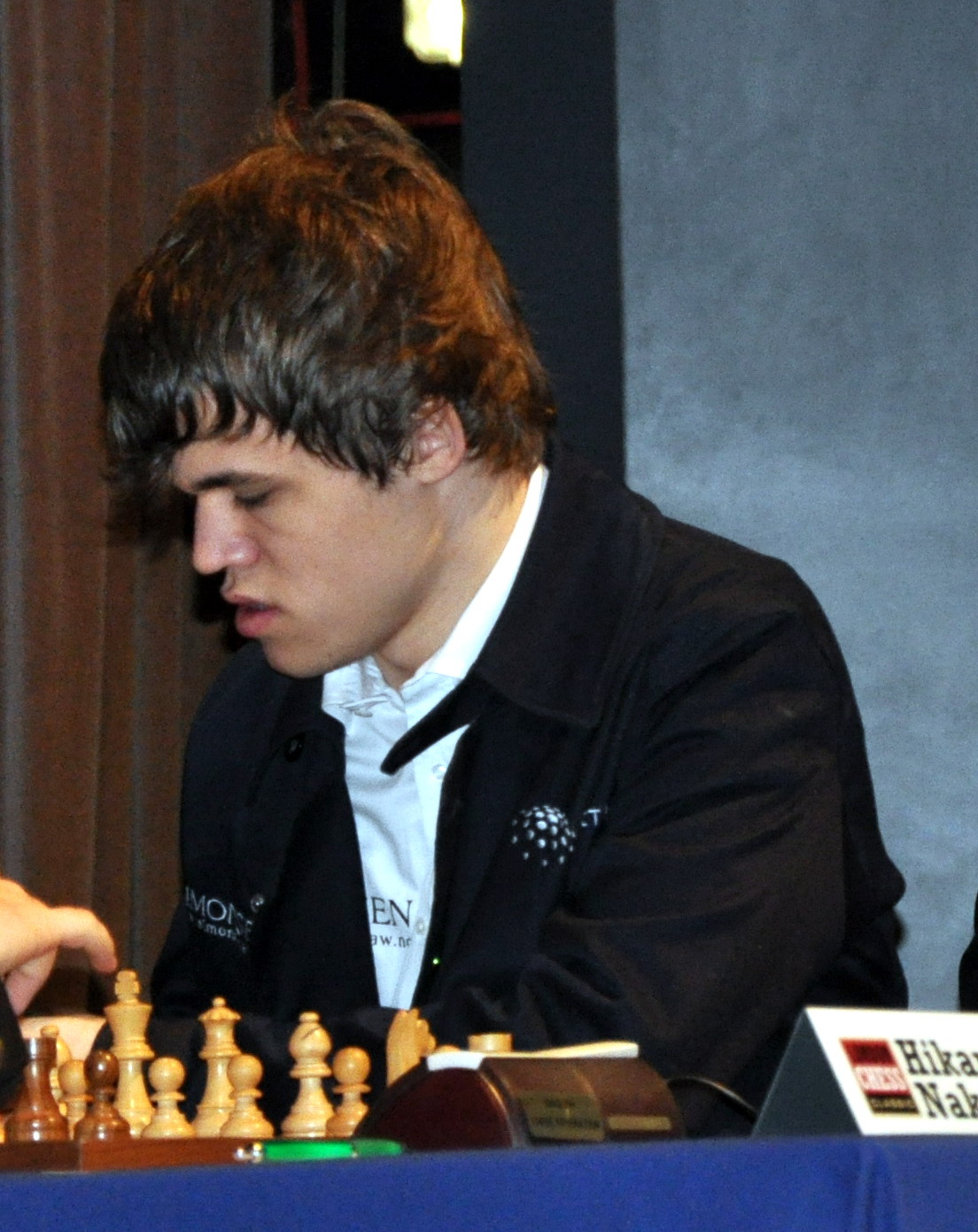
Magnus Carlsen à Londres en 2010.

En octobre 2010, à la Finale du grand chelem d'échecs de Bilbao, un tournoi à deux tours, qui est le premier tournoi de catégorie 22 (avec une moyenne Elo de 2 789), il essuie deux défaites, contre Kramnik et contre Anand. Il finit troisième, le tournoi est remporté par Kramnik. En octobre 2010, Carlsen remporte le fort tournoi de Nankin (moyenne Elo 2 766) devant Anand et Bacrot, réalisant une performance de 2 901 Elo. Au classement de novembre, il perd 24 points Elo à la suite de ses résultats à l'Olympiade et à Bilbao. Le tournoi de Nankin n'a pas été comptabilisé pour ce classement. Lors de la cérémonie d'ouverture de Championnat du monde de Blitz 2010 à Moscou, Carlsen se voit décerner l'Oscar des échecs pour l'année 2009. En décembre 2010, Carlsen gagne le tournoi Chess Classic de Londres avec 4.5/7 (+4, =1, -2) devant Anand et Luke McShane qui font le même score mais ont moins de parties gagnées.
En janvier 2011, Carlsen termine troisième du tournoi de Wijk aan Zee, devancé par Nakamura et Anand. Par conséquent, au classement Elo du 1er mars 2011, il perd passagèrement la position en tête du classement Elo de la FIDE au profit d'Anand. Il la recouvre cependant, quatre mois plus tard (le 1er juillet), après sa victoire au tournoi des rois à Mediaș. Il remporte ensuite successivement le festival d'échecs de Bienne (en juillet 2011) et la finale du grand chelem d'échecs de Bilbao (en septembre-octobre 2011), un tournoi de catégorie 22 (moyenne Elo : 2 788). En novembre 2011, Magnus Carlsen remporte le Mémorial Tal 2011 à Moscou, de catégorie 22 (moyenne Elo de 2 776), ex æquo avec Levon Aronian au nombre de points : 5,5 points sur 9 (deux victoires et sept nulles), mais premier au départage (nombre de parties disputées avec les Noirs). Fin 2011, son classement Elo est de 2 826.

### Depuis 2012: le joueur le mieux classé de l'histoire

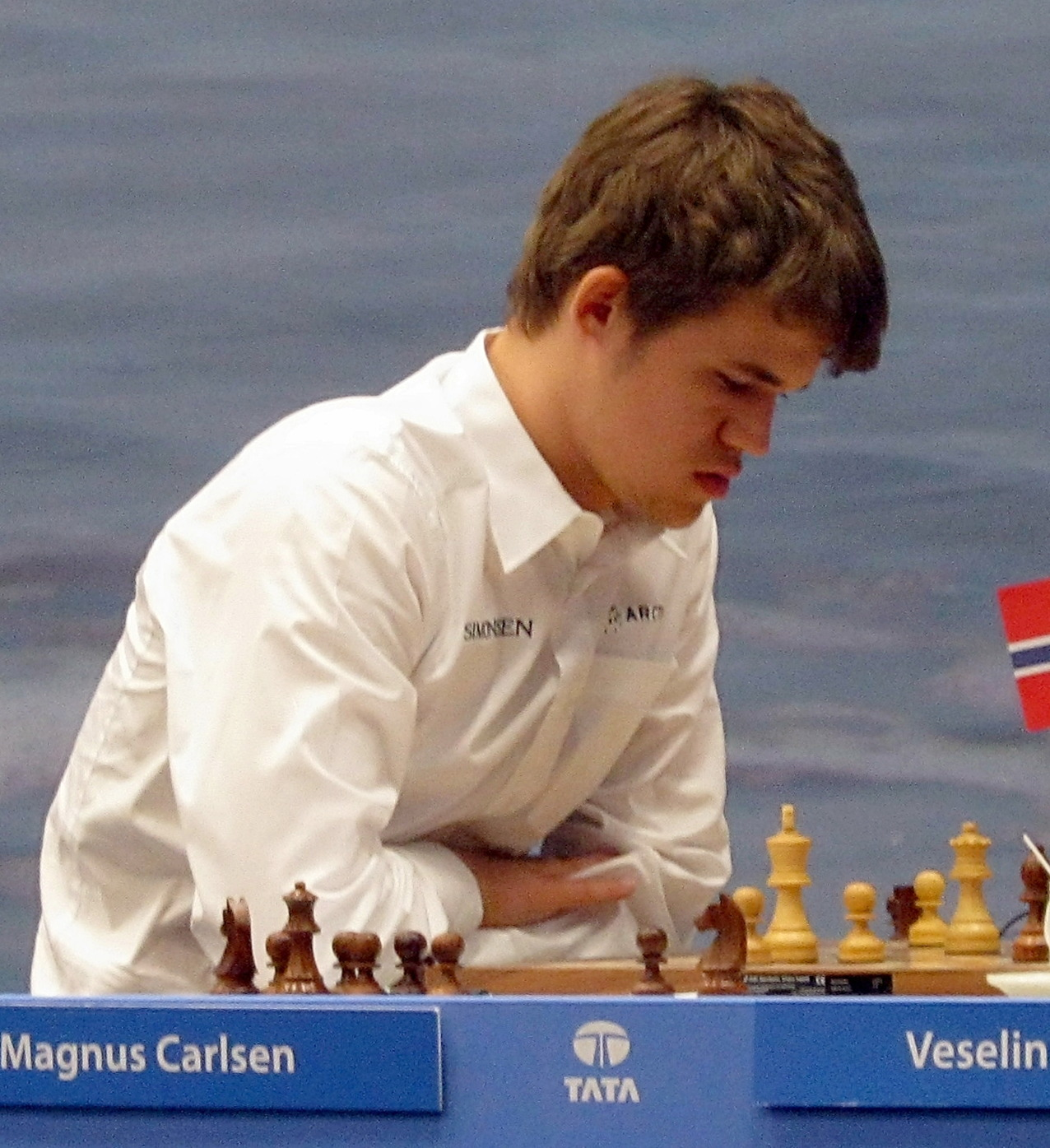
Carlsen (assis) au tournoi de Wijk aan Zee en janvier 2012.

Au début 2012, Carlsen atteint 2 835 points Elo, classement qu'il conserve après le tournoi de Wijk aan Zee 2012 où il est devancé par Levon Aronian.

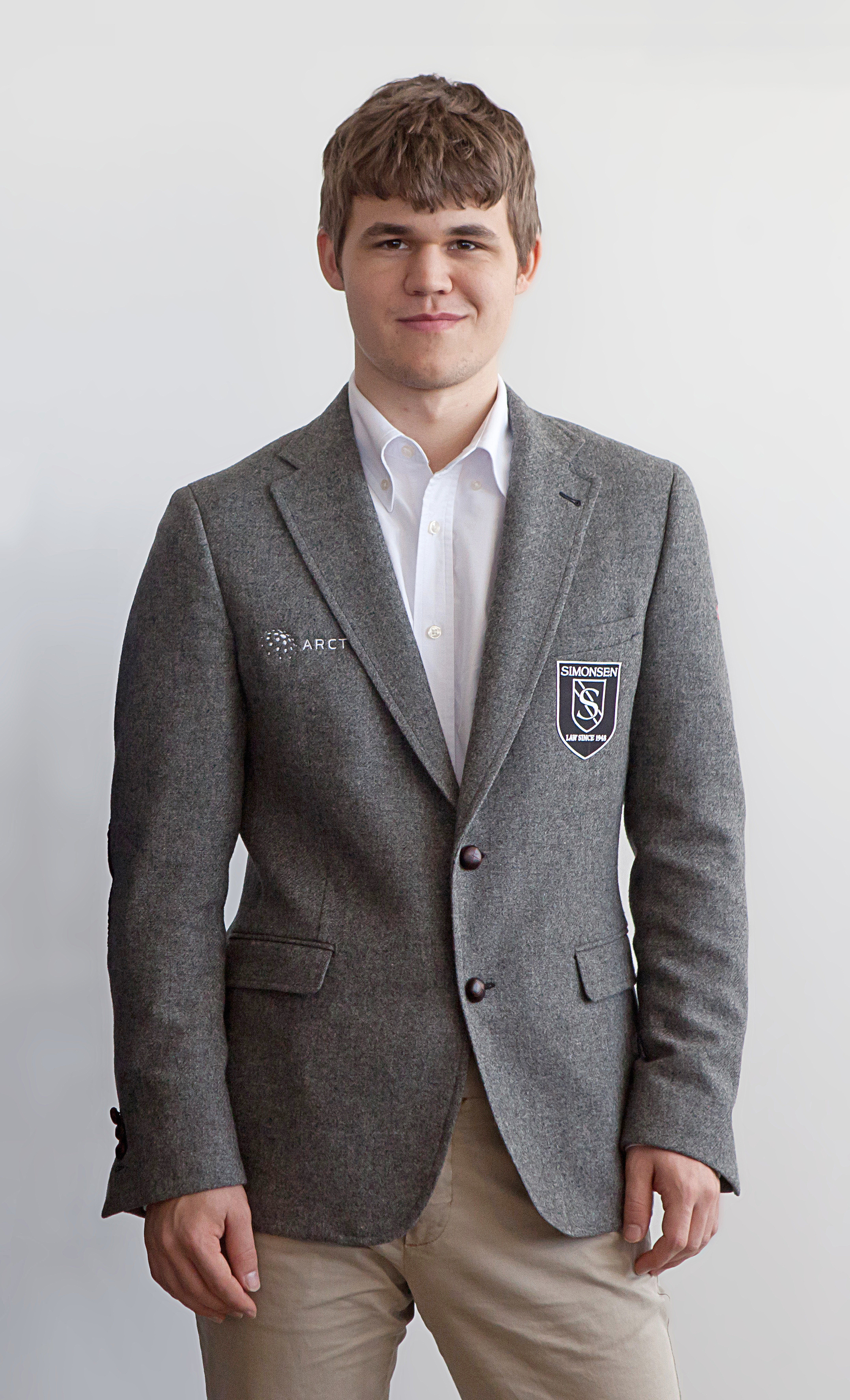
Portrait de Magnus Carlsen en avril 2012.

En juin 2012, il remporte pour la deuxième fois consécutive le mémorial Tal, tournoi de catégorie XXII (moyenne Elo de 2 776) et après une deuxième place au festival d'échecs de Bienne (devancé par Wang Hao), il obtient un classement Elo de 2 843 le 1er septembre. En septembre-octobre 2012, Carlsen remporte pour la deuxième fois de suite le tournoi d'échecs de Bilbao, de catégorie XXII (moyenne Elo de 2 781) et le 1er novembre 2012, il atteint le classement de 2 848, à trois points du record de Garry Kasparov de juillet 1999.
En décembre 2012, il remporte pour la troisième fois (après 2009 et 2010) le London Chess Classic par 6,5/8 (+5 =3) avec une performance de 2 990.
Le 1er janvier 2013, son nouveau classement Elo de 2 861 est avalisé par la FIDE, ce qui en fait la meilleure performance de l'histoire de cette évaluation, dix points au-delà de la performance de Kasparov, acquise 13 ans avant. Son classement Elo atteint 2 872 le 1er février 2013, ce qui constitue le nouveau record mondial. Son classement au 1er juillet 2013 est de 2 862.
En janvier 2013, Carlsen remporte pour la troisième fois le tournoi de Wijk aan Zee. Du 12 au 24 juin 2013, il participe au mémorial Tal et finit deuxième avec 5,5/9 devancé par Gelfand.
En septembre 2013, il gagne la coupe Sinquefield (Sinquefield Cup) à Saint-Louis avec 4.5 points sur 6 (+3, =3, -0) et une performance de 2 968 devant les trois autres participants : Nakamura (3,5/6), Aronian (2,5/6) et Kamsky (1,5/6).

### Champion du monde en 2013

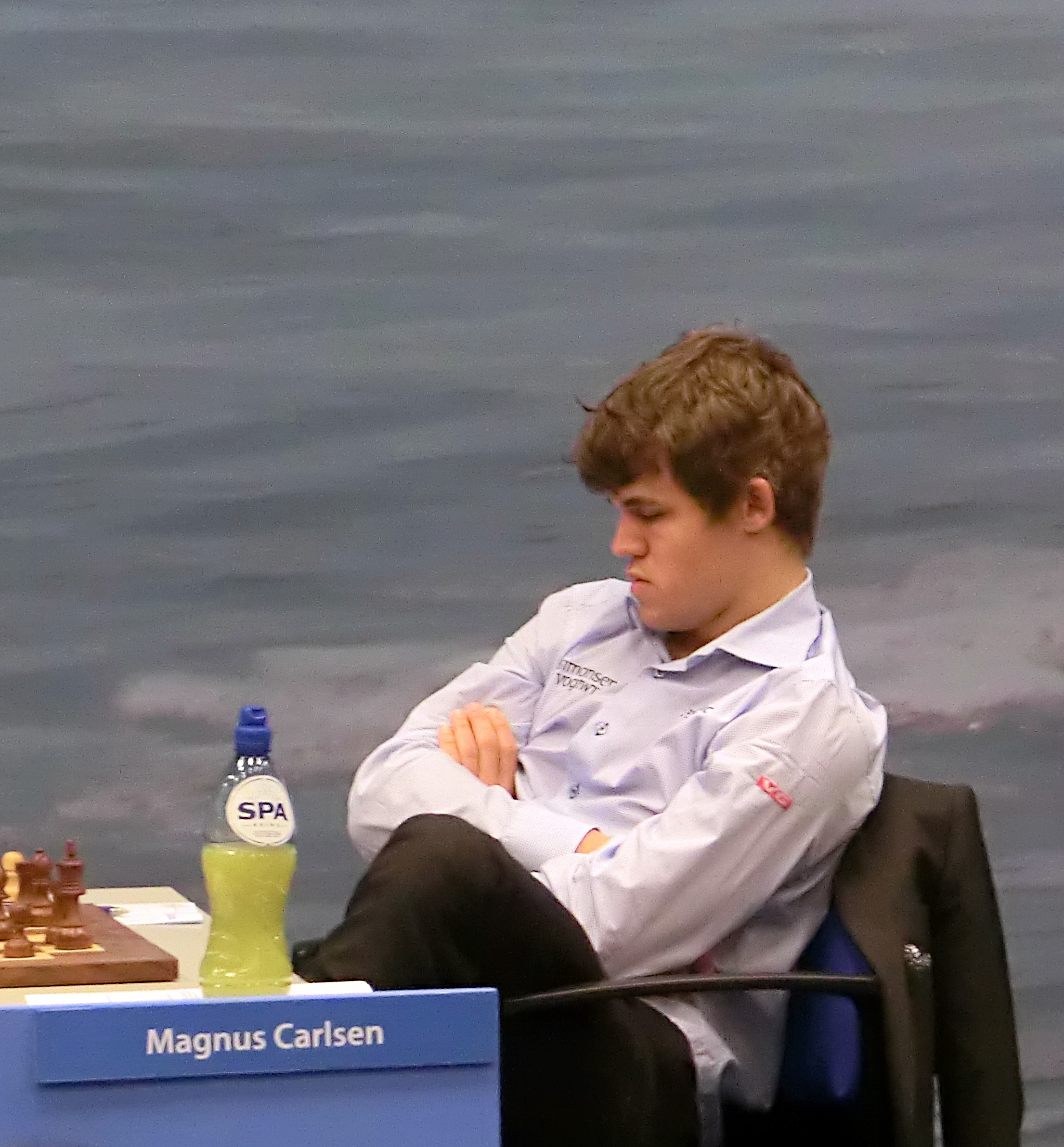
Carlsen au tournoi de Wijk aan Zee en janvier 2013.

En mars 2013 , Magnus Carlsen finit premier du tournoi des candidats de Londres grâce à un nombre de victoires supérieur à celui de Vladimir Kramnik. Il est qualifié pour la finale du championnat du monde de 2013 qui l'oppose à Viswanathan Anand en octobre-novembre 2013.
Après deux parties nulles sans grand risque dans les deux premières rondes, le match s'anima dans les rondes 3 et 4 où, à la suite de deux longues batailles, aucun point ne fut marqué. Même si le score était toujours de 2-2, Carlsen avait réussi à fatiguer Anand. Stratégie payante car dès la ronde 5 après le jour de repos, Carlsen marque le premier point avec les pièces blanches. Le lendemain, Anand probablement encore sous le choc ne joua pas à son meilleur niveau et perdit pour la première fois de sa carrière avec les pièces blanches contre Magnus Carlsen. Anand ne se relèvera pas de ces deux défaites consécutives. Il parvient à annuler encore deux parties avant de tenter le tout pour le tout à la neuvième ronde. Cette partie, sans compromis et d'une énorme complexité tactique, perdant les modules d'analyse et la plupart des commentateurs et grands maîtres qui regardaient le match, donne Carlsen vainqueur une dernière fois après une grosse bourde d'Anand. Mené au score par 6-3, Anand devait l'emporter trois fois d'affilée et encore au départage, chose pratiquement impossible ; il se contentera d'essayer de finir sur une nulle au lieu d'une défaite. Mais Carlsen, lui, joua la dixième partie jusqu'au bout en cherchant à tout prix le gain. Finalement il n'y parvint pas et c'est sur le score de 6,5-3,5 que Magnus Carlsen devint le nouveau champion du monde .

### Défense du titre mondial (2014)

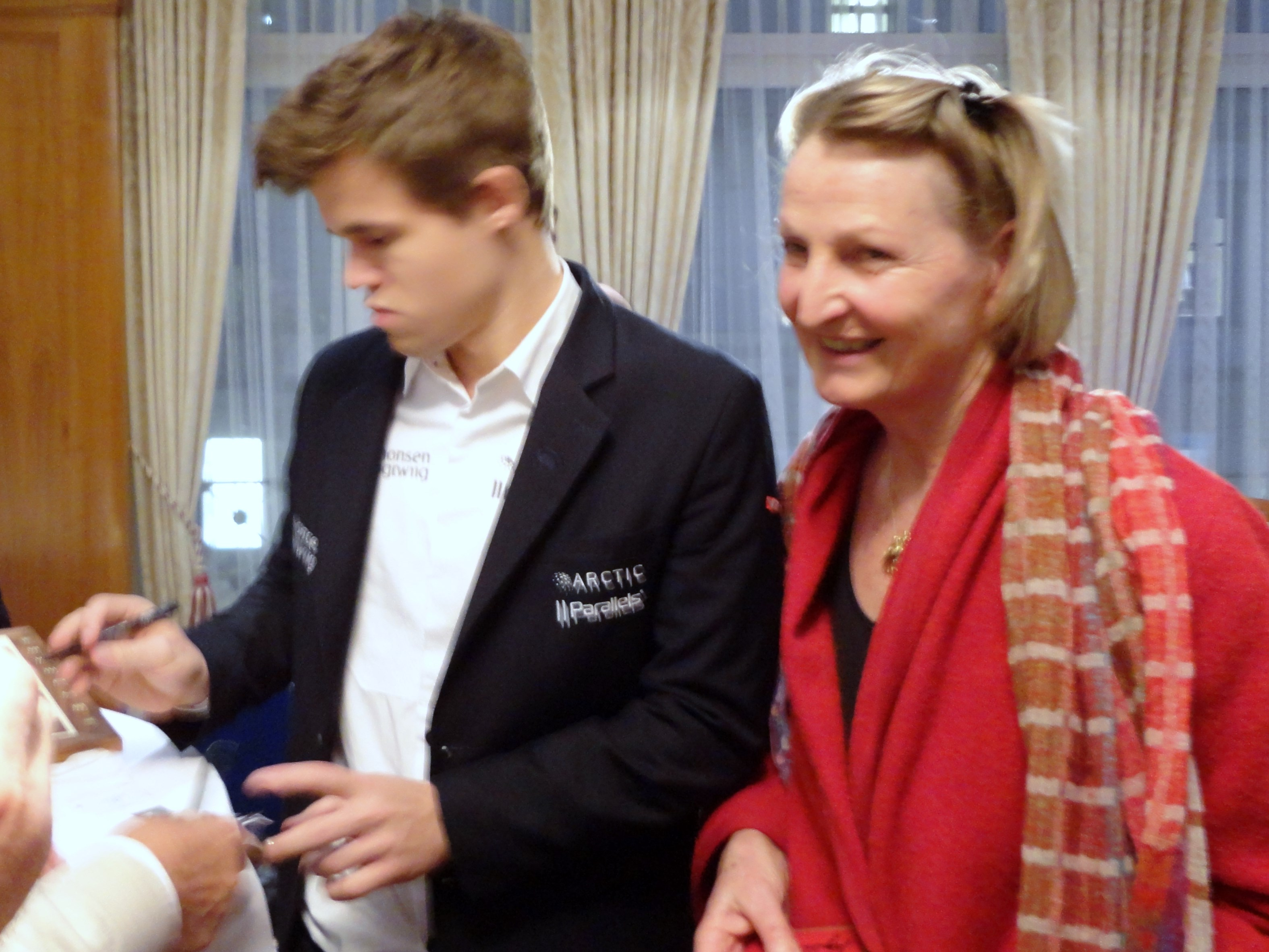
Carlsen signant des autographes au tournoi de Zurich 2014.

En février 2014, Carlsen disputait le tournoi de Zurich, le Zurich Chess Challenge, un tournoi à deux tours où le premier tour se disputait en parties lentes (« classiques ») et le deuxième tour en parties rapides. Il remporta le premier tour (parties « classiques ») ainsi que le classement combiné du tournoi devant Aronian, Caruana, Nakamura, Anand et Guelfand.
En novembre 2014, il défend victorieusement son titre de champion du monde face à Viswanathan Anand qui a remporté le tournoi des candidats du championnat du monde d'échecs 2014. Magnus Carlsen l'emporte 6½ – 4½ (+3 -1 =7).

### Vainqueur duGrand Chess Tour2015
En juin 2015, il signe son plus mauvais résultat depuis l'olympiade d'échecs de 2010 en marquant moins de la moitié des points (3,5 sur 9) lors du tournoi Norway Chess 2015. Il termine à la septième-huitième place sur dix joueurs du tournoi de Stavanger remporté par Topalov. En octobre 2015, il participe au championnat d'Europe par équipes avec la Norvège et ne marque que la moitié des points en sept parties (deux victoires, deux défaites et deux parties nulles).
En décembre 2015, Carlsen finit premier au départage du tournoi Chess Classic de Londres et remporte le classement général du Grand Chess Tour composé du Norway Chess, de la Coupe Sinquefield et du tournoi de Londres.
En 2016, Carlsen ne participa qu'à deux étapes du Grand Chess Tour 2016, les tournois blitz et rapide de Paris et Louvain, et finit quatrième du classement général du Grand Chess Tour.

### Match contre Kariakine (2016)
En novembre 2016, Magnus Carlsen affronte le vainqueur du tournoi des candidats, Sergueï Kariakine, à New York. Il remporte le match à l'issue des parties de départages (3 à 1) après avoir égalisé le match des parties « classiques » (6 à 6).

### Vainqueur du Grand Chess Tour 2017
En 2017, Carlsen remporte le championnat du monde de blitz et les deux tournois blitz et rapide du Grand Chess Tour 2017 (Paris et Louvain), ce qui lui permet, avec une deuxième place à la Coupe Sinquefield, d'occuper la première place au classement général du Grand Chess Tour. Au début de l'automne, du 23 septembre au 1er octobre, il remporte l'open de l'île de Man.

### Match contre Caruana (2018)

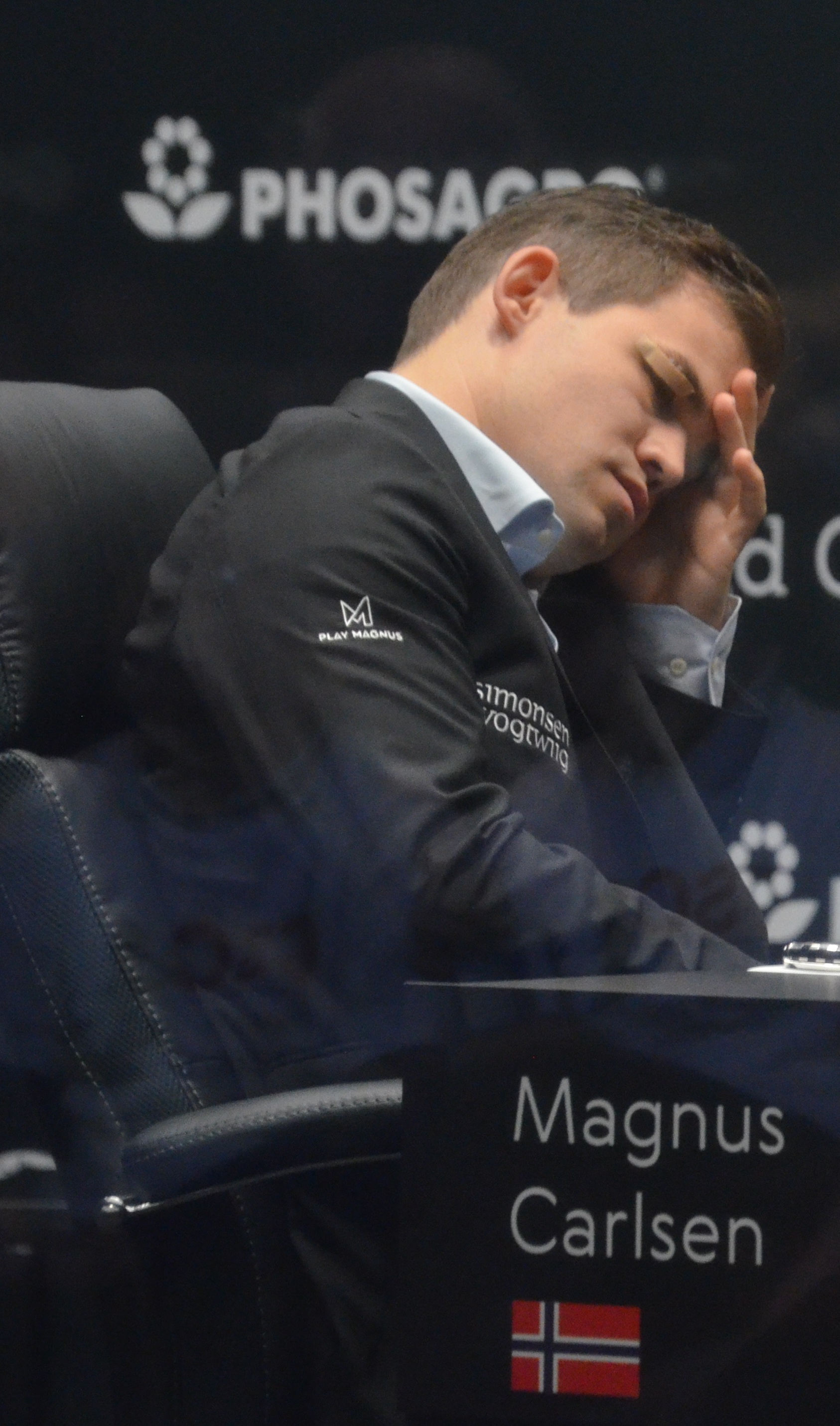
Lors du championnat du monde 2018

En 2018, Carlsen remporte le tournoi de Wijk aan Zee (après départage), le tournoi d'échecs de Şəmkir et la coupe Sinquefield (ex æquo avec Aronian et Caruana). Il ne prend part ni à l'Olympiade d'échecs de 2018, ni aux tournois rapides et de blitz du Grand Chess Tour.
En novembre 2018, Magnus Carlsen affronte le vainqueur du tournoi des candidats, Fabiano Caruana, à Londres. Il remporte le match 9-6 après départages en parties rapides (6-6 =12 en cadence classique, puis 3-0 en parties rapides).

### Série d'invincibilité (2018-2020)
En 2018, Carlsen perdit deux parties classiques (à cadence lente) : 
- lors du tournoi Norway Chess de Stavanger contre Wesley So ;
- lors de l'avant-dernière ronde du tournoi de Bienne face à Shakhriyar Mamedyarov.

Après cette défaite, il fut invaincu pendant cent une parties classiques jusqu'à l'Open de l'île de Man 2019 (« tournoi Grand Suisse FIDE Chess.com »), dépassant le record de Ding Liren.
Au 10 avril 2020, Carlsen est invaincu pendant 125 parties lentes (42 victoires et 83 parties nulles) : 
- la dernière ronde du tournoi de Bienne[41] ;
- 9 parties au tournoi de Saint-Louis (Coupe Sinquefield) en 2018 ;
- 6 parties à la Coupe d'Europe des clubs d'échecs 2018 ;
- 12 parties nulles au match de championnat du monde contre Caruana ;
- 13 parties au tournoi de Wijk aan Zee 2019 ;
- 9 parties au tournoi d'échecs de Şəmkir (mémorial Gashimov) 2019 ;
- 9 parties à Baden-Baden et Karlsruhe (tournoi Grenke 2019) ;
- 9 parties à Stavanger (tournoi Norway Chess 2019) ;
- 11 parties à Zagreb (Grand Chess Tour 2019) ;
- 11 parties au tournoi de Saint-Louis (Coupe Sinquefield) en 2019 ;
- 11 parties à l'Open de l'île de Man 2019 ;
- 3 parties de deuxième division de ligue norvégienne en 2019[42] et 2020[41] ;
- 4 parties lentes au tournoi Chess Classic de Londres[43] 2019 ;
- 13 parties au tournoi de Wijk aan Zee 2020[44],[45] ;
- 4 parties au début du tournoi Norway Chess 2020[40].

Sa série a été stoppée par le joueur polonais Jan-Krzysztof Duda lors de la cinquième ronde du tournoi Norway Chess.

### Vainqueur du Magnus Carlsen Tour (2020)
En 2020, Magnus Carlsen remporte quatre des cinq tournois du Magnus Carlsen Tour dont la grande finale à quatre qu'il gagne face à Hikaru Nakamura.

### Match contre Nepomniachtchi (2021)

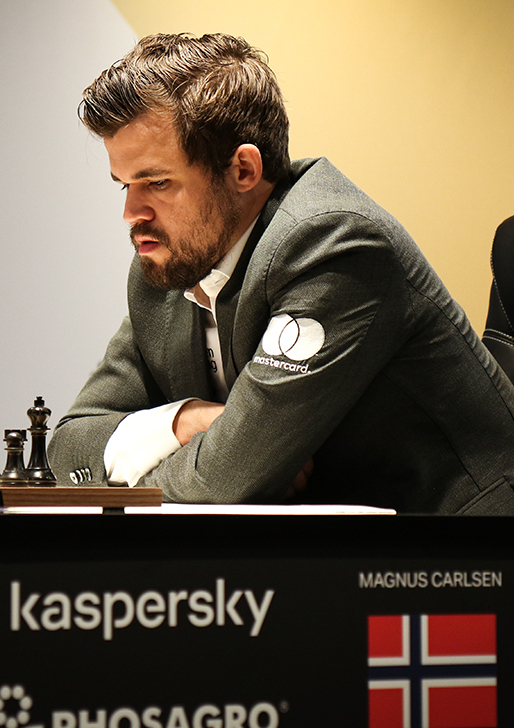
Magnus Carlsen lors du championnat du monde 2021.

En novembre et décembre 2021, Magnus Carlsen affronte le vainqueur du tournoi des candidats, Ian Nepomniachtchi, à Dubaï. Il remporte le match après onze parties classiques  (7,5 à 3,5),.

### Renoncement au titre pour 2023
Alors qu'une revanche contre Ian Nepomniachtchi se profile après la victoire du Russe au tournoi des candidats de 2022, Magnus Carlsen renonce à défendre son titre lors du championnat du monde d'échecs 2023 et laisse sa place au Chinois Ding Liren, deuxième du tournoi des candidats,. En  effet, Magnus Carlsen avait annoncé qu'il ne jouerait un nouveau match de championnat du monde que si Alireza Firouzja s'avérait être le vainqueur du tournoi des candidats, ce qui ne fut pas le cas.
En championnat du monde d'échecs classique, Carlsen est l'auteur de plusieurs performances : 19 parties nulles consécutives, la partie la plus longue de l'histoire du championnat (136 coups dans la sixième partie du championnat du monde d'échecs 2021, partie  qu'il a finalement remportée), et une invincibilité toujours en cours de 27 parties (le record d'invincibilité en championnat du monde étant de 36 parties, détenu par Anatoli Karpov).

### L'affaire Carlsen-Niemann (2022)
Le 4 septembre 2022, lors de la troisième ronde (partie classique) du prestigieux tournoi de la Coupe Sinquefield, Carlsen s'incline face au jeune Américain Hans Niemann, alors âgé de 19 ans et figurant à la 49e place mondiale, au terme d'une partie globalement maîtrisée depuis l'ouverture par Niemann. Le lendemain, Carlsen annonce par un tweet au contenu ambivalent qu'il se retire du tournoi, ce qu'il n'a jamais fait auparavant. Rapidement, la majorité des commentateurs, des joueurs, et de la communauté échiquéenne interprète cette décision comme une accusation implicite de triche portée à l'encontre du jeune grand maître américain. Au cours des jours suivants, ce dernier est alternativement accusé ou dédouané par de nombreuses personnalités de premier plan du monde des échecs, y compris par des joueurs du top mondial tels qu’Hikaru Nakamura (à charge) ou Levon Aronian (à décharge),,. Le 7 septembre, au cours d'une interview d'après-partie devenue virale, Hans Niemann clame sans ambiguïté son innocence. Le 20 octobre, Niemann porte plainte devant un tribunal du Missouri contre Carlsen et plusieurs autres joueurs qui l’ont accusé de tricherie : il réclame notamment cent millions de dollars de dommages et intérêts, soit la plus grande somme jamais réclamée en dommages et intérêts dans le monde des échecs.
Le 2 décembre 2022, chess.com, Magnus Carlsen et Hikaru Nakamura déposent officiellement une demande de rejet de la procédure de Niemann à la cour de l’est du Missouri. Fin juin 2023, la justice américaine rejette les plaintes de Hans Niemann.
En août 2023, dans un communiqué commun, Chess.com, Magnus Carlsen et Hans Niemann annoncent qu'un accord commun a été trouvé. Selon cet accord, il n'y aura pas d'autre action judiciaire dans cette affaire. Hans Niemann retrouve le droit de jouer sur la plateforme Chess.com et Magnus Carlsen affirme qu'il jouera contre Niemann s'ils devaient s'affronter dans un tournoi. Chess.com réaffirme que Niemann a triché sur sa plateforme mais aussi confirme n'avoir aucune preuve de tricherie de Niemann lors de sa partie contre Carlsen lors de la coupe Sinquefield,.

Le 2 juin 2025 il n'exclut pas d'arrêter définitivement les parties longues pour se concentrer sur des cadences plus courtes et les échecs 960.

## Classement Elo

### De 2004 à 2011: ascension vers la première place mondiale

Évolution du classement Elo de Magnus Carlsen entre 2001 et 2016.

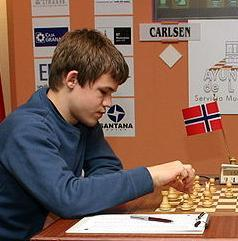
Carlsen à Linares en 2007.

Magnus Carlsen entra dans le classement des vingt meilleurs joueurs de moins de vingt ans (juniors) en octobre 2004. Il entra dans le classement des cent premiers mondiaux (Top 100) de la Fédération internationale des échecs en janvier 2006.
| Année | Publication    | Classement Elo | Parties | Évolution | Rang mondial | Âge (records personnels) | Rang junior |
| ----- | -------------- | -------------- | ------- | --------- | ------------ | ------------------------ | ----------- |
| 2004  | janvier 2004   | 2 484          | 45      |           |              |                          |             |
| 2004  | avril 2004     | 2 552          | 35      |           |              |                          |             |
| 2004  | juillet 2004   | 2 567          | 32      |           |              |                          |             |
| 2004  | octobre 2004   | 2 581          | 23      |           |              | 13 ans, 10 mois          | 19e junior  |
| 2005  | janvier 2005   | 2 553          | 35      |           |              |                          |             |
| 2005  | avril 2005     | 2 548          | 22      |           |              |                          |             |
| 2005  | juillet 2005   | 2 528          | 15      |           |              |                          |             |
| 2005  | octobre 2005   | 2 570          | 32      |           |              |                          |             |
| 2006  | janvier 2006   | 2 625          | 40      | +55       | 89e          | 15 ans, 1 mois           | 7e junior   |
| 2006  | avril 2006     | 2 646          | 13      | +21       | 63e          | 15 ans, 4 mois           | 8e          |
| 2006  | juillet 2006   | 2 675          | 27      | +29       | 31e          | 15 ans, 7 mois           | 4e          |
| 2006  | octobre 2006   | 2 698          | 46      | +23       | 21e          | 15 ans, 10 mois          | 2e junior   |
| 2007  | janvier 2007   | 2 690          | 11      | −8        | 24e          |                          | 2e junior   |
| 2007  | avril 2007     | 2 693          | 27      | +3        | 22e          |                          | 2e junior   |
| 2007  | juillet 2007   | 2 710          | 19      | +17       | 17e          | 16 ans, 7 mois           | 2e junior   |
| 2007  | octobre 2007   | 2 714          | 25      | +4        | 16e          | 16 ans, 10 mois          | 2e junior   |
| 2008  | janvier 2008   | 2 733          | 37      | +19       | 13e          | 17 ans, 1 mois           | 1er junior  |
| 2008  | avril 2008     | 2 765          | 27      | +32       | 5e           | 17 ans, 4 mois           | 1er junior  |
| 2008  | juillet 2008   | 2 775          | 16      | +10       | 6e           | 17 ans, 7 mois           | 1er junior  |
| 2008  | octobre 2008   | 2 786          | 31      | +11       | 4e           | 17 ans, 10 mois          | 1er junior  |
| 2009  | janvier 2009   | 2 776          | 17      | −10       | 4e           |                          | 1er junior  |
| 2009  | avril 2009     | 2 770          | 27      | −6        | 3e           | 18 ans, 4 mois           | 1er junior  |
| 2009  | juillet 2009   | 2 772          | 12      | +2        | 3e           |                          | 1er junior  |
| 2009  | septembre 2009 | 2 772          | 10      | 0         | 4e           |                          | 1er junior  |
| 2009  | novembre 2009  | 2 801          | 10      | +29       | 2e           | 18 ans, 11 mois          | 1er junior  |
| 2010  | janvier 2010   | 2 810          | 16      | +9        | 1er          | 19 ans, 1 mois           | 1er junior  |
| 2010  | mars 2010      | 2 813          | 13      | +3        | 1er          | 19 ans, 3 mois           | 1er junior  |
| 2010  | mai 2010       | 2 813          | 0       | 0         | 1er          |                          | 1er junior  |
| 2010  | juillet 2010   | 2 826          | 10      | +13       | 1er          | 19 ans, 7 mois           | 1er junior  |
| 2010  | septembre 2010 | 2 826          | 0       | 0         | 1er          |                          | 1er junior  |
| 2010  | novembre 2010  | 2 802          | 14      | −24       | 2e           |                          | 1er junior  |
| 2011  | janvier 2011   | 2 814          | 16      | +12       | 1er          | 20 ans, 1 mois           |             |
| 2011  | mars 2011      | 2 815          | 13      | +1        | 2e           |                          |             |
| 2011  | mai 2011       | 2 815          | 0       | 0         | 2e           |                          |             |
| 2011  | juillet 2011   | 2 821          | 10      | +6        | 1er          |                          |             |
| 2011  | septembre 2011 | 2 823          | 10      | +2        | 1er          |                          |             |
| 2011  | novembre 2011  | 2 826          | 10      | +3        | 1er          | 20 ans 11 mois           |             |

### Depuis 2012: numéro un mondial

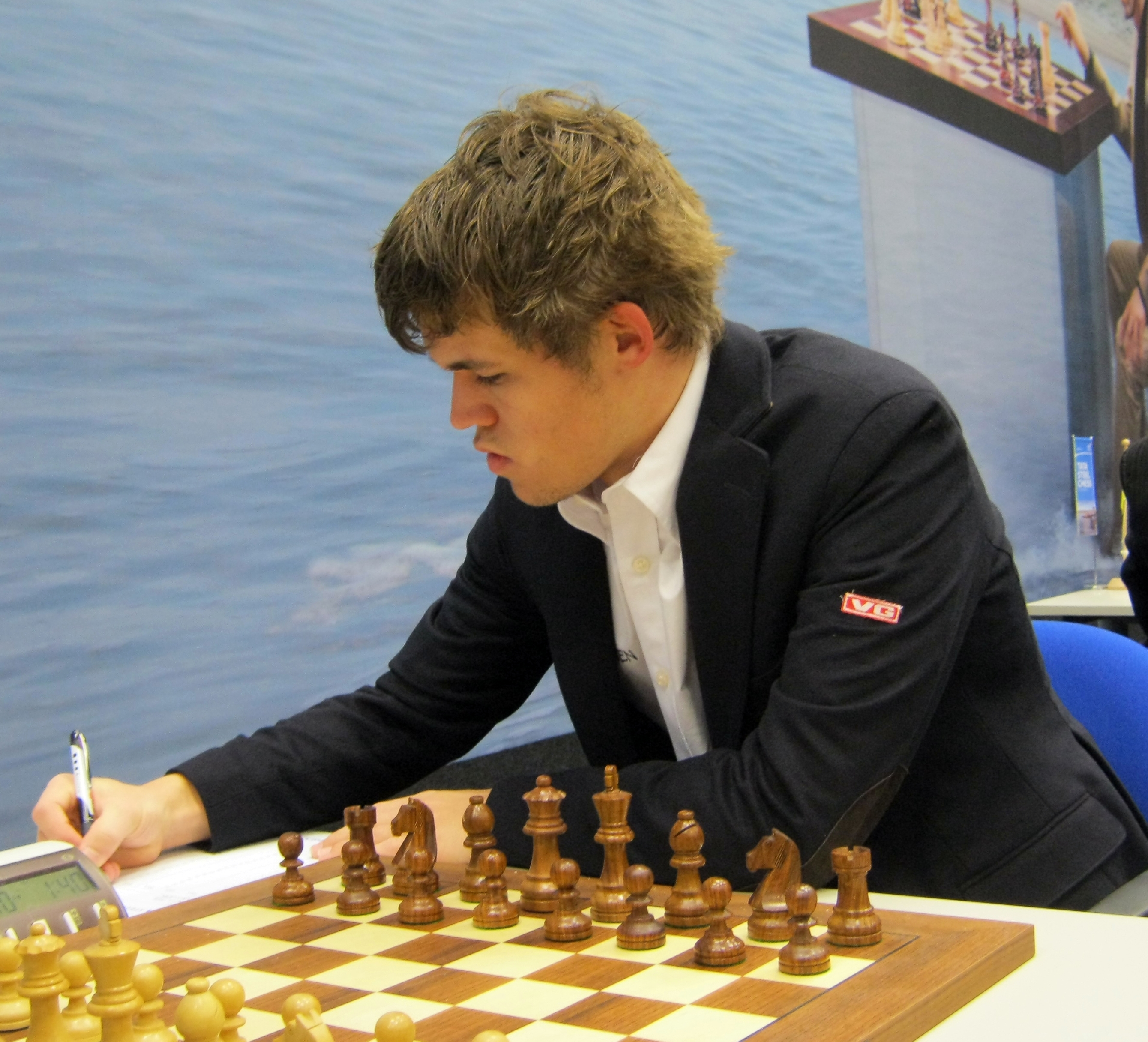
Carlsen au tournoi de Wijk aan Zee en janvier 2012.

Depuis 2005 et le départ de Kasparov, Carlsen est le joueur qui a été numéro un junior et numéro un mondial le plus souvent : 15 fois, soit pendant trois ans (de 2008 à 2010), numéro un junior et plus de 60 mois numéro un au classement mondial : de janvier à octobre 2010, en janvier-février 2011 et sans interruption depuis juillet 2011.
En janvier 2013, Carlsen atteint un classement Elo de 2 861 points dépassant le meilleur classement obtenu par Garry Kasparov en juillet 1999. Il atteint son meilleur classement Elo en parties classiques en mai 2014 et août 2019.

## Palmarès

### Premiers prix
Magnus Carlsen a remporté :
- cinq matchs de championnat du monde d'échecs (en 2013, 2014, 2016, 2018 et 2021) ;
- huit championnats du monde de blitz (en 2009, 2014, 2017, 2018, 2019, 2022, 2023 et titre partagé en 2024) ;
- cinq fois le championnat du monde de parties rapides (en 2014, 2015, 2019, 2022 et 2023) ;
- la Coupe du monde d'échecs 2023 ;
- huit fois le tournoi de Wijk aan Zee (Corus et Tata Steel, tournoi principal, entre 2008 et 2022) ;
- sept fois le tournoi Norway Chess de Stavanger (en 2016, 2019, 2020, 2021, 2022, 2024 et 2025) ;
- quatre fois :
  - le tournoi Chess Classic de Londres (en 2009, 2010, 2012 et 2015) ;
  - le mémorial Gashimov à Şəmkir (en 2014, 2015, 2018 et 2019) ;
- trois fois :
  - le tournoi d'échecs de Bilbao (en 2011, 2012 et 2016) ;
  - le tournoi Grenke de Baden-Baden et Karlsruhe (en 2015, 2018 et 2019) ;
- deux fois :
  - le festival de Bienne (en 2007 et 2011) ;
  - le tournoi Pearl Spring de Nankin (en 2009 et 2010) ;
  - le tournoi des rois à Mediaș (en 2010 et 2011) ;
  - le mémorial Tal à Moscou (en 2010 et 2011) ;
  - la Coupe Sinquefield à Saint-Louis (en 2013 et 2018) ;
  - le circuit du Grand Chess Tour (en 2015 et 2017) ;
- le championnat de Norvège en 2006 ;
- le tournoi des candidats en 2013 ;
- les tournois fermés de Sarajevo (2006), Gausdal (2007), Bakou (2008), Foros (2008), Zurich (2014) et Zagreb (2019) ;
- les tournois open de Gausdal (en 2005), du Qatar (en 2015) et de l'île de Man (en 2017) ;
- les tournois rapides d'Oslo (2003), de Léon (2009), Kristiansund (2010), Caxias do Sul (2014) et Lindores Abbey (2019) ;
- les tournois rapides et blitz de Louvain (2016 et 2017), Paris (2017), Abidjan (2019), Calcutta (2019), Saint-Louis (2020, disputé en ligne), Zagreb (2022 et 2023) et Varsovie (2023 et 2024) ;
- les tournois de blitz de Reykjavik (2006), Zurich (2014) et Stavanger (2016 et 2017) ;
- le tournoi d'échecs Amber (rapide et à l'aveugle) en 2010 ;
- le tournoi Fischer Random (échecs aléatoires Fischer) de Saint-Louis en ligne en 2020 ;
- le Magnus Carlsen Tour en 2020 ;
- le Champions Chess Tour (circuit de plusieurs tournois rapides en ligne) en 2021, 2022, 2023[68] et 2024;
- la Coupe d'Europe des clubs d'échecs en 2023 (médailles d'or individuelle et par équipe)
- les tournois Freestyle Chess (échecs aléatoires) de Weissenhaus en 2024 (G.O.A.T. Challenge), Paris 2025 (Grand Slam Tour) et Karlsruhe 2025 (Festival d'échecs Grenke)
- cinq tournois blitz et bullet organisés par Chess.com  : le Grandmaster Blitz Battle Championship en 2016, trois fois le Speed Chess Championship (en 2017-2018, 2023 et 2024) et le Bullet Chess Championship (en 2023).

### Tournois et matchs classiques

#### Compétitions de jeunes (1999 à 2005): vice-champion du monde des moins de 12 ans
| Année | Vainqueur ou ex æquo | Troisième à quinzième |
| ----- | --- | --- |
| 1999  | | Championnat de Norvège, catégorie moins de 11 ans (Gausdal, 14e) : 6 / 11 (+5 –4 =2) |
| 2000  | Championnat de Norvège, catégorie moins de 11 ans (Asker) : 10 / 11 (+9 =2)Championnat de Norvège de la jeunesse, moins de 10 ans (Porsgrunn, 1er-4e, vainqueur au départage) : 6 / 7 (+6 –1) | Championnat de Norvège junior par équipe : 3,5/5 |
| 2001  | Championnat nordique des moins de 11 ans (Laugar) : 5,5 / 6Championnat de Norvège de la jeunesse, moins de 12 ans (Porsgrunn) : 6 / 7 | Coupe nordique (Nordic Cup) par équipes de moins de 18 ans (Gausdal)Championnat de Norvège junior (moins de 20 ans) (Kristiansund, 6e) : 5,5 / 9 |
| 2002  | Championnat nordique des 11-12 ans (Tjele) : 5 / 6 (+5 –1)Championnat open junior de Norvège (1er-2e) : 5,5 / 7 (+4 =3) (Lysaker, victoire de Craig Hanley au départage)Championnat du monde des moins de 12 ans (1er-2e) (Héraklion, 117 joueurs) : 9 / 11 (+8 –1 =2) (deuxième après Nepomniachtchi, au départage) | Championnat d'Europe des moins de 12 ans (6e) (Peníscola) : 6 / 9 (+5 –2 =2) (victoire de Ian Nepomniachtchi, 59 joueurs)Hafjell (tournoi international) (moins de 16 ans) : 5 / 6 (+5 –1)                                                           |
| 2003  | Championnat open junior de Norvège (Oslo, 74 joueurs) : 7 / 7 | Championnat d'Europe des moins de 14 ans (3e) (Budva) : 6,5 / 9 (+6 –2 =1) (victoire de Siarheï Jyhalka devant Sanikidze)Championnat du monde des moins de 14 ans (9e) (Kallithéa): 7,5 / 11 (+7 –3 =1) (victoire de Jyhalka devant Vachier-Lagrave) |
| 2004  | | Lausanne (5e) : 3,5 / 6 (+2 –1 =3) en parties classiques (Young Masters, victoire de Luke McShane devant Mamedyarov, Navara et Alekseïev) |
| 2005  | | Lausanne (5e) : 3,5 / 6 (+2 –1 =3) en parties classiques (Young Masters, victoire de Volokitine devant Nakamura, Mamedyarov et Harikrishna) |

#### Premières compétitions avec des adultes (2000 à 2003)
En octobre 2000, Carlsen marqua la moitié des points (4,5 / 9) à l'open international de Bavière à Bad Wiessee et finit à la 228e place sur 495 participants. L'année suivante, en 2001, il marqua 5 points sur 9 à Bad Wiessee (114e sur 512 joueurs). La même année, il marqua 2,5 sur 9 au tournoi de MI du Gausdal Classics et finit huitième sur dix joueurs.
En 2002, il participa au tournoi de Gausdal dans la section des grands maîtres (le plus fort groupe) et marqua à nouveau 2,5 points sur 9 (huitième sur dix joueurs). En juin 2002, il marqua 5 / 9 à l'open Polerio de Göteborg (manquant d'un demi-point la norme de MI). En avril 2003, Carlsen finit dernier (douzième) avec 4 points sur 11 (+2, –5, =4) du tournoi de grands maîtres Gausdal Classics (tournoi toutes rondes remporté par Nick de Firmian).
| Année | Vainqueur ou ex æquo | Autres résultats |
| ----- | --- | --- |
| 2000  | Championnat du club d'échecs d'Asker, groupe B | Championnat du club d'échecs d'Asker, groupe A (3e)Championnat open de Norvège (Gausdal, 39e) : 3,5 / 9 (+ 2 –4 =3) Open international de Bavière : 4,5 / 9 (Offene Bayerische Meisterschaft, Bad Wiessee) |
| 2001  | Championnat du club d'échecs d'Asker, groupe A : 8 /9 | Open de Gausdal (Troll Masters) : 3 / 9 Championnat open de Norvège (Oslo, 12e) : 5,5 / 9Tournoi de MI Gausdal Classics : 2,5 / 9 Open de Rinne (jubilé des 100 ans) : 4 / 9Championnat open des pays nordiques : 3,5 / 9 (+2 –4 =3) (Bergen, victoire de Kogan et Agrest).Championnat d'Europe des clubs (Panormos) : 4,5 / 7 (+3 –1 =3) (octobre) Open international de Bavière : 5 / 9 (Offene Bayerische Meisterschaft, Bad Wiessee) |
| 2002  | Titre de maître de la Fédération internationale des échecs | Open Troll Masters (Gausdal) : 4,5 / 9Tournoi de GMI Gausdal Classics : 2,5 / 9 Open de Marianske Lazně (10e sur 66) : 6 / 9 Open Polerio (Göteborg) : 5 / 9 Helsinki (tournoi de MI) : 4 / 11Championnat de Norvège élite (13e-15e sur 22) : 3 / 8 (Røros, victoire de Simen Agdestein)Open international de Bergen : 5 / 9Open de Kiel (15e sur 130) : 6 / 9                                                                           |
| 2003  | | Open Troll Masters de Gausdal (3e-6e) : 7 / 10 (+6 –2 =2) (mémorial Arnold J. Eikrem, victoire de Rozentalis) (première norme de maître international) Open de la Vallée d'Aoste (Saint-Vincent) : 5 / 9Tournoi de GMI Gausdal Classics : 4 / 11 |
| 2003  | Championnat de la mer de Barents : 5 / 6 (+4 =2) (Alta, ex æquo avec Simen Agdestein) Titre de maître international (décerné en août 2003) | Stockholm (tournoi de maîtres Salongernas, 2e ex æquo) : 6 / 9 (+4 –1 =4, deuxième norme de maître international)Championnat de Norvège élite (3e-9e) : 5,5 / 9 (+3 –1 =5) (Fredrikstad, victoire de Østenstad devant Djurhuus) Open de Copenhague (7e-16e) : 8 / 11 (+6 –1 =4) (Politiken Cup, victoire de Sasikiran, 3e norme de MI)                                                                                                   |
| 2003  | Open de Schwarzach (Salzbourg, 4e-9e) : 6,5 / 9 (+5 –1 =3) (victoire de Oumanski et Zimmerman devant Krstic)Championnat d'Europe des clubs (Réthymnon) : 3,5 / 7 (+3, -3, = 1) Taormine (2e-5e) : 5,5 / 9 (+3 –1 =5) (mémorial Claude Pecaut, victoire de Godena)Budapest (4e-5e) : 8 / 13 (+5 –2 =6) (tournoi First Saturday (décembre), victoire de Vaida et K. Miton) | |

#### 2004 à 2007: grand maître international et demi-finaliste de la coupe du monde
En février 2004, après son succès au tournoi de Wijk aan Zee (groupe C), Carlsen finit quarantième sur 203 joueurs de l'open Aeroflot à Moscou (en février 2004), avec 5,5 points sur 9 (+5 –3 =1), réalisant une deuxième norme de grand maître international, puis, en mars 2004, trente-cinquième de l'open de Reykjavik (4,5/9). En juin 2004, il fut éliminé au premier tour du championnat du monde FIDE à Tripoli par Aronian (2 nulles en parties classiques et 0,5-1,5 en parties rapides), En décembre 2004-janvier 2005, il fut dernier ex æquo avec 3 points sur 9 du tournoi SmartFish Chess Masters à Drammen. En juin-juillet 2005, il finit trente-quatrième du championnat d'Europe d'échecs individuel avec 8 points sur 13 (+5 –2 =6), place qui le qualifiait pour participer (à quatorze ans) à la Coupe du monde d'échecs 2005.
En novembre-décembre 2005, à Khanty-Mansiïsk, Carlsen termina dixième de la coupe du monde d'échecs 2005, battant Azmaïparachvili, Amonatov, Ivan Chéparinov, Lautier et Malakhov ; perdant seulement ses matchs contre Bareïev et Kamsky. En novembre 2006, il finit huitième-neuvième et avant-dernier du Mémorial Tal à Moscou : 3,5 / 9 (–2 =7), tournoi remporté par Leko, Aronian et Ponomariov.
| Année | Vainqueur ou ex æquo | Autres résultats |
| ----- | --- | --- |
| 2004  | Wijk aan Zee, groupe C : 10,5 / 13 (+9 –1 =3) (première norme de grand maître international)Titre de grand maître international (Elo de 2 552 points obtenu en avril 2004) | Open Aeroflot (Moscou) : 5,5 / 9 (2e norme de grand maître)Open de Reykjavik (35e) : 4,5 / 9 (+4, –4, =1)Open de Dubaï (2e-13e après Mamedyarov) : 6,5 / 9 (+4 =5) (avril 2004, troisième norme de grand maître international) |
| 2004  | Championnat de Norvège (Molde, 1er-2e) : 7 / 9 (+6 –1 =2) (2e au départage après un match nul contre Østenstad, =2) | Malmö-Copenhague (3e) : 5,5 / 9 (+4 –2 =3) (tournoi Sigeman & Co, victoire de Nielsen et Hansen)(Tripoli) Premier tour du championnat du monde Match perdu contre Aronian (1,5-2,5 après départage)Open de Copenhague (3e-13e, Politiken Cup) : 7,5 / 10 (+5 =5) (victoire de Sadvakassov, Johannessen et de Firmian)Gausdal (Classics, 5e) : 5 / 9 (+4 –3 =2) (victoire de L'Ami)Hoogeveen(4e) : 2 / 6 (+1 –3 =2) (tournoi Essent, victoire de Ivan Sokolov)2004-2005 : Drammen (9e-10e) : 3 / 9 (+1 –4 =4) (victoire de Alexeï Chirov et Peter Heine Nielsen) |
| 2005  | | Wijk aan Zee, groupe B (7e) : 7 / 13 (+3 –2 =8) (victoire de Kariakine devant Smeets, Mamedyarov et Nielsen) Gausdal (Classics, 6e-8e) : 4 / 9 (+3 –4 =2) (victoire de Tiviakov devant Külaots et Korneïev)Championnat d'Europe d'échecs individuel (34e) : 8 / 13 (+5 –2 =6) |
| 2005  | Championnat de Norvège (Sandnes) : 7 / 9 (+6 –1 =2) (1er-2e, Carlsen deuxième après un match de départage de parties classiques et rapides perdu contre Agdestein)Gausdal (open) : 8 / 9 (+7 =2, performance 2 792) (Bygger'n Masters, mémorial Arnold Eikrem) | Bienne (6e) : 4 / 10 (–2 =8) (victoire de Guelfand et Volokitine)Skanderborg (Samba Cup, 8e) : 4 / 9 (+1 –2 =6) (victoire de Jobava devant Bruzon, Zhang et Miton) Coupe du monde 2005 (10e) : 8 / 14 en parties classiques (victoire de Aronian devant Ponomariov et Bacrot) |
| 2006  | Wijk aan Zee, groupe B (1er-2e) : 9 / 13 (+6 –1 =6) (ex æquo avec Motylev, Carlsen 2e au départage)(Schagen) Match contre Loek van Wely : 2–2 (+1 –1 =2) (vainqueur du départage en blitz : 3,5–0,5)Sarajevo (tournoi Bosna, 1er-3e) : 5,5 / 10 (+1 =9) (ex æquo avec Nisipeanu et Malakhov) Championnat de Norvège (Moss) : 7 / 9 (+6 –1 =2) (vainqueur du match de départage (3-1) de parties classiques et rapides contre Agdestein) | Open de Reykjavik (6e-9e) : 6,5 / 9 (+6 –2 =1) (1er : Sargissian devant Adly, Mamedyarov, Nataf et Harikrishna)Olympiade de Turin (5e) : 6 / 8 (+4 =4) Tromsø (Midnight Sun Challenge, 2e-3e) : 7 / 9 (+6 –1 =2) (victoire de Chipov devant Lie) |
| 2006  | Amsterdam (tournoi NH) : 6,5 / 10 (+4 –1 =5) (ex æquo avec Beliavski) (tournoi par équipes Jeunesse contre Expérience) (meilleur joueur de l'équipe des « stars montantes ») | Bienne (2e-3e) : 6 / 10 (+4 –2 =4) (victoire de Morozevitch devant Radjabov)Moscou (8e-9e) : 3,5 / 9 (–2 =7) (mémorial Tal, victoire de Leko, Aronian et Ponomariov) |
| 2007  | Gausdal (Classics) : 7 / 9 (+5 =4) (devant Portisch, Rosentalis et Krasenkow) | Wijk aan Zee (13e-14e) : 4,5 / 13 (+0 –4 =9)Morelia-Linares (2e-3e) : 7,5 / 14 (+4 –3 =7) (victoire de Anand devant Morozevitch)(Elista) Tournoi des candidats Match contre Aronian : 3–3 (+2 –2 =2), perdu au départage |
| 2007  | Bienne : 5,5 / 9 (+4 –2 =3) (vainqueur après un match de départage contre Onischuk) | Dortmund (5e) : 3 / 7 (–1 =6) (victoire de Kramnik)Tromsø (Arctic Challenge, 2e-4e) : 7 / 9 (+5 =4) (victoire de Moïssenko devant Lie et Gashimov)Championnat d'Europe par équipes (2e) : 6,5 / 9 (+5 –1 =3) (Héraklion, médaille d'or remportée par Svidler) |
| 2007  | Mémorial Tal (3e-6e) : 4,5 / 9 (+1 –1 =7) (Moscou, victoire de Kramnik devant Chirov) Demi-finaliste de la Coupe du monde (Khanty-Mansiïsk) (éliminé par Kamsky, victoire de Kamsky devant Chirov) 8,5 / 12 (+6 –1 =5) en parties classiques, 2-0 en rapides | |

#### 2008 à 2012: de la treizième à la première place au classement mondial
En janvier 2008, Carlsen entrait dans le Top 15 mondial à la treizième place. Au classement suivant (avril 2008), après sa victoire au tournoi A de Wijk aan Zee, il était cinquième mondial. En octobre 2010, il finit 25e du classement individuel de l'olympiade de Khanty-Mansiïsk au premier échiquier avec 4,5 points sur 8. Ce résultat lui fit perdre temporairement la première place au classement mondial de la FIDE en novembre 2010.
| Année | Vainqueur ou ex æquo | Deuxième à cinquième |
| ----- | --- | --- |
| 2008  | Wijk aan Zee : 8 / 13 (+4 -1 =8) (ex æquo avec Aronian)Bakou (1er-3e) : 8 / 13 (+4 –1 =8) (ex æquo avec Gashimov et Wang Yue) (1er tournoi du Grand Prix FIDE 2008-2010)Foros (tournoi Aerosvit) : 8 / 11 (+5 =6) | Morelia-Linares (2e après Anand) : 8 / 14 (+5 –3 =6) |
| 2008  | Bienne (3e) : 6 / 10 (+3 –1 =6) (victoire de Alekseïev devant Dominguez)(Bilbao) Finale du grand chelem (2e-4e) : 5 / 10 (+3 –3 =4) (victoire de Topalov devant Aronian et Ivantchouk) | |
| 2009  | | Wijk aan Zee (5e-6e) : 7 / 13 (+2 -1 =10) (victoire de Kariakine devant Aronian, Movsessian et Radjabov)Linares (3e) : 7,5 / 14 (+3 –2 =9) (victoire de Grichtchouk au départage devant Ivantchouk)Sofia (2e après Chirov) : 6 / 10 (+3 –1 =6)Dortmund (2e-4e) : 5,5 / 9 (+2 –1 =7) (victoire de Kramnik devant Léko et Jakovenko) |
| 2009  | Nankin (Pearl Spring) : 8 / 10 (+6 =4)Londres (Chess Classic) : 5 / 7 (+3 =4, 13 / 21) | Moscou (Mémorial Tal, 2e-3e) : 5,5 / 9 (+2 =7) (novembre, victoire de Kramnik devant Ivantchouk) |
| 2010  | Wijk aan Zee : 8,5 / 13 (+4 -1 =8)Mediaș (tournoi des rois) : 7,5 / 10 (+5 =5)Nankin (Pearl Spring) : 7 / 10 (+4 =6)Londres : 4,5 / 7 (+4 –2 =1, 13 / 21) | Bilbao (3e) : 6 / 18 (+1 –2 =3) (finale du grand chelem, victoire de Kramnik devant Anand) |
| 2011  | Mediaș (tournoi des rois) : 6,5 / 10 (+3 =7) (vainqueur au départage devant Kariakine)Bienne : 7 / 10 (+5 –1 =4, 19 / 30)Sao-Paulo–Bilbao : 6 / 10 (+3 –1 =6, 15 / 30) (vainqueur après un départage éclair contre Ivantchouk)Moscou (mémorial Tal) : 5,5 / 9 (+2 =7) (novembre, vainqueur au départage devant Aronian) | Wijk aan Zee (3e-4e) : 8 / 13 (+5 –2 =6) (victoire de Nakamura devant Anand et Aronian) Londres (3e) : 5,5 / 8 (+3 =5, 14 / 24) (victoire de Kramnik devant Nakamura, +4 –1 =3, 15 / 24) |
| 2012  | Moscou (mémorial Tal) : 5,5 / 9 (+2 =7) (tournoi disputé en juin) | Wijk aan Zee (2e-4e après Aronian) : 8 / 13 (+4 –1 =8) (Carlsen deuxième au départage devant Caruana et Radjabov)Bienne (2e après Wang Hao) : 18 / 27 (+4 =6) |
| 2012  | Sao-Paulo–Bilbao : 6,5 / 10 (+4 –1 =5, 17 / 30) (vainqueur après un départage éclair contre Caruana)Londres : 6,5 / 8 (+5 =3, 18 / 24) | |

#### 2013 à 2017: champion du monde
En janvier 2014, après le championnat du monde de 2013, Carlsen fut absent pour la première fois depuis 2004 du tournoi de Wijk aan Zee.
| Année | Vainqueur ou ex æquo | Deuxième à septième |
| ----- | --- | --- |
| 2013  | Wijk aan Zee : 10 / 13 (+7 =6)Tournoi des candidats : 8,5 / 14 (+5 −2 =7) (Londres, vainqueur au départage devant Kramnik) Coupe Sinquefield (Saint-Louis) : 4,5 / 6 (+3 =3)Championnat du monde (Chennai) Match contre Anand : 6,5-3,5 (+3 =7)                                       | Stavanger-Sandnes-Bryne-Strand (tournoi Norway Chess, 2e-3e) : 5,5 / 9 (+3 –1 =5) (victoire de Kariakine devant Nakamura)Mémorial Tal (2e) : 5,5 / 9 (+3 –1 =5) (Moscou, victoire de Guelfand)                                                                 |
| 2014  | Tournoi de Zurich (classique et rapide) : 10 / 15 (8 / 10, +3 =2 en parties lentes, 2/5 en parties rapides) Şəmkir (mémorial Gashimov) : 6,5 / 10 (+5 –2 =3)(Oslo) Partie exhibition contre la Norvège : 0,5-0,5Championnat du monde (Sotchi) Match contre Anand : 6,5-4,5 (+3 –1 =7) | Stavanger-Sandnes-Bryne (2e après Kariakine) (tournoi Norway Chess) : 5,5 / 9 (+2 =7)Coupe Sinquefield (2e) : 5,5 / 10 (+2 –1 =7) (Saint-Louis, victoire de Caruana)                                                                                           |
| 2015  | Wijk aan Zee : 9 / 13 (+6 –1 =6)Baden-Baden (Grenke Classic) : 4,5 / 7 (+3 –1 =3) (vainqueur après départage en blitz contre Naiditsch)Şəmkir (mémorial Gashimov) : 7 / 9 (+5 =4)Londres (Chess Classic) : 5,5 / 9 (+2 =7) (vainqueur au départage Sonneborn-Berger)                  | Stavanger-Sandnes (7e-8e) : 3,5 / 9 (+2 –4 = 3) (tournoi Norway Chess, victoire de Topalov)Coupe Sinquefield (2e-5e) : 5 / 9 (+3 –2 =4) (Saint-Louis, victoire de Aronian)                                                                                     |
| 2015  | Grand Chess Tour 2015 (premier au classement général)Doha (open du Qatar) : 7 / 9 (+5 =4) (vainqueur après départage en blitz contre Yu Yangyi) | |
| 2016  | Wijk aan Zee : 9 / 13 (+5 =8)Stavanger (Norway Chess) : 6 / 9 (+4 –1 =4) | |
| 2016  | Bilbao (Final de Maestros) : 17 / 30 (+4 −1 =5)Championnat du monde (New York) Match contre Kariakine : 6-6 (+1 –1 =10) (vainqueur du départage rapide : 3-1) | Olympiade de Bakou (6e) : 7,5 / 10 (+5 =5) (médaille d'or remportée par Jobava) |
| 2017  | | Wijk aan Zee (2e après So) : 9 / 13 (+4 –1 =8)Baden-Baden (Grenke Classic, 2e-3e) : 4 / 7 (+1 =6) (victoire de Aronian devant Caruana)Stavanger (7e-9e) : 4 / 9 (+1 –2 = 6) (tournoi Norway Chess, victoire de Aronian)                                        |
| 2017  | Open de l'île de Man à Douglas : 7,5 / 9 (+6 =3) Grand Chess Tour 2017 (premier au classement général) | Coupe Sinquefield (2e-3e) : 5,5 / 9 (+3 –1 =5) (Saint-Louis, victoire de Vachier-Lagrave)(Tbilissi) Troisième tour de la coupe du monde Match perdu contre Bu Xiangzhi (0,5-1,5)Londres (3e-5e) : 5 / 9 (+2 –1 =6) (victoire de Caruana devant Nepomniachtchi) |

#### 2018 à 2023
| Année | Vainqueur ou ex æquo | Deuxième à huitième |
| ----- | --- | --- |
| 2018  | Wijk aan Zee : 9 / 13 (+5 =8) (vainqueur du départage en blitz contre Giri)Şəmkir (mémorial Gashimov) : 6 / 9 (+3 =6)Saint-Louis (Coupe Sinquefield) : 5,5 / 9 (+2, = 7) (ex æquo avec Caruana et Aronian)                                                           | Karlsruhe et Baden-Baden (2e) : 5,5 / 9 (+2 =7) (tournoi Grenke, victoire de Caruana)Stavanger (2e-4e) : 4,5 / 8 (+2 –1 =5) (tournoi Norway Chess, victoire de Caruana)Bienne (2e après Mamedyarov) : 6 / 10 (+3 –1 =6) |
| 2018  | Championnat du monde (Londres) Match contre Fabiano Caruana : 6-6 (=12) (vainqueur du départage rapide : 3-0) | Coupe d'Europe des clubs : 3,5 / 6 (+1, = 5) (3e performance au 1er échiquier) |
| 2019  | Wijk aan Zee : 9 / 13 (+ 5 =8)Şəmkir (mémorial Gashimov) : 7 / 9 (+ 5 =4)Karlsruhe et Baden-Baden (Grenke) : 7,5 / 9 (+6 =3)Stavanger (Norway Chess) : 13,5 / 18 dont 7,5 / 18 (+2 = 7) en parties classiquesZagreb (Grand Chess Tour) : 8 / 11 (+5 =6)              | |
| 2019  | Saint-Louis (Coupe Sinquefield) : 6,5 / 11 (+2, = 9) (1er-2e, ex æquo avec Ding Liren, battu par Ding lors du départage : 1-3) | Open de l'île de Man (3e-8e) : 7,5 / 11 (+4, = 7) (victoire de Wang Hao devant Caruana)Londres (Chess Classic) : 3e 2,5 / 4 dans les parties lentes (+1 =3)                                                             |
| 2020  | Stavanger (Norway Chess) : 19,5 / 30 dont 18 / 30 (+5 –2 = 3) en parties classiques | Wijk aan Zee (2e après Caruana) : 8 / 13 (+ 3 = 10) |
| 2021  | | Wijk aan Zee (6e) : 7,5 / 13 (+ 3 –1 = 9) (victoire de Jorden van Foreest devant Anish Giri)(Sotchi) Coupe du monde : demi-finaliste (3e) : 11 / 14 en parties classiques (+ 8, = 6)                                    |
| 2021  | Stavanger (Norway Chess) : 19,5 / 30 dont 17 / 30 (+4 –1 = 5) en parties classiquesChampionnat du monde (Dubaï) Match contre Nepomniachtchi : 7,5-3,5 (+4 =7) | |
| 2022  | Wijk aan Zee : 9,5 / 13 (+ 6 = 7) (dont une victoire par forfait contre Doubov)Stavanger (Norway Chess) : 16,5 / 27 dont 15 / 27 (+3 =6) en parties classiques | |
| 2022  | Olympiade de Chennai (3e) : 7,5 / 9 (+6 =3) (médaille d'or remportée par Gukesh)Saint-Louis (Coupe Sinquefield) : 1,5 / 3 (+1 –1 =1) (Carlsen quitte le tournoi après la 3e ronde)                                                                                   | |
| 2023  | | Wijk aan Zee (2e-3e) : 8 / 13 (+ 5 –2 = 6) (victoire de Giri devant Abdusattorov)Stavanger (Norway Chess) (6e) : 11,5 / 27 dont 8 / 27 (+0 –1 = 8) en parties classiques (victoire de Nakamura)                         |
| 2023  | (Bakou) Coupe du monde : 10,5 / 14 en parties classiques (+ 8, –1, = 5)Coupe d'Europe des clubs d'échecs (Durrës) : 5 / 6 (médailles d'or individuelle et par équipe, + 4 =2)Championnat d'Europe par équipes (Budva) : 6,5 / 8 (+5, =4, médaille d'or individuelle) | Doha (Open du Qatar, 8e-22e) : 6 / 9 (+5, – 2, =2) |

#### Depuis 2024
| Année | Vainqueur ou ex æquo                                                                                | Deuxième à huitième                                                                              |
| ----- | --------------------------------------------------------------------------------------------------- | ------------------------------------------------------------------------------------------------ |
| 2024  | Stavanger (Norway Chess) : 17,5 / 30 dont 15 / 30 (+3 –1 = 6) en parties classiques                 |                                                                                                  |
| 2024  | Freestyle Chess G.O.A.T. Challenge (Weissenhaus)                                                    | Olympiade de Budapest (3e) : 6 / 8 (+5, – 1, =2) (médaille d'or remportée par Gukesh)            |
| 2025  | Freestyle Chess Grand Slam Tour, tournoi de ParisOpen de Karlsruhe : 9/9 (Festival d'échecs Grenke) | Freestyle Chess Grand Slam Tour, tournoi de Weissenhaus (3e, demi-finaliste (victoire de Keymer) |
| 2025  | Stavanger (Norway Chess) : 16 / 30 dont 15 / 30 (+3 –1 = 6) en parties classiques                   | Freestyle Chess Grand Slam Tour, tournoi de Las Vegas (3e, victoire d'Aronian)                   |

#### Résultats aux tournois de Wijk aan Zee
- 2004 : vainqueur du tournoi C
- 2005 : 7e du tournoi B
- 2006 : 1er-2e du tournoi B (deuxième au départage)
- 2007 : 14e et dernier du tournoi principal
- 2008 : covainqueur avec Aronian
- 2009 : 5e-6e (victoire de Kariakine)
- 2010 : seul vainqueur
- 2011 : 3e-4e (victoire de Nakamura)
- 2012 : 2e-4e (victoire de Aronian)
- 2013 : seul vainqueur
- 2014 : absent du tournoi
- 2015 : seul vainqueur
- 2016 : seul vainqueur
- 2017 : deuxième après Wesley So
- 2018 : vainqueur après un mini-match de départage avec Giri
- 2019 : seul vainqueur
- 2020 : deuxième après Caruana
- 2021 : sixième
- 2022 : seul vainqueur
- 2023 : 2e-3e (victoire de Giri)[85]
- 2024 et 2025 : absent du tournoi.

#### Tournois à élimination directe de la FIDE
| Année | Lieu                             | Résultat                       | Ultime(s) adversaire(s)                                                   | Adversaires battus |
| ----- | -------------------------------- | ------------------------------ | ------------------------------------------------------------------------- | --- |
| 2004  | Tripoli (championnat du monde)   | premier tour                   | Levon Aronian                                                             | |
| 2005  | Khanty-Mansiïsk (coupe du monde) | dixième place                  | Ievgueni Bareïev (huitième de finale)Gata Kamsky (match de classement)    | Zurab Azmaiparashvili Farroukh Amonatov Ivan ChéparinovJoël Lautier Vladimir Malakhov                                        |
| 2007  | Khanty-Mansiïsk (coupe du monde) | demi-finaliste                 | Gata Kamsky                                                               | Zhao Zong-Yuan Arkadij Naiditsch Leinier Domínguez Michael Adams Ivan Chéparinov                                             |
| 2017  | Tbilissi (coupe du monde)        | troisième tour (16e de finale) | Bu Xiangzhi                                                               | Oluwafemi Balogun Alekseï Dreïev                                                                                             |
| 2021  | Sotchi (coupe du monde)          | demi-finaliste troisième place | Jan-Krzysztof Duda (demi-finale)Vladimir Fedosseïev (match de classement) | Saša Martinović Aryan Tari Radosław Wojtaszek Andreï Essipenko Étienne Bacrot Vladimir Fedosseïev                            |
| 2023  | Bakou (coupe du monde)           | vainqueur                      | Rameshbabu Praggnanandhaa                                                 | Levan Pantsulaia, Aryan Tari, Vincent Keymer, Vassili Ivantchouk, Dommaraju Gukesh, Nidjat Abassov Rameshbabu Praggnanandhaa |

### Compétitions par équipes

#### Olympiades
De 2004 à 2022, Carlsen participa à sept olympiades, jouant à chaque fois au premier échiquier,. Il n'a pas participé en 2012 et 2018.
Comme les champions du monde Bobby Fischer, Viswanathan Anand et Veselin Topalov, Magnus Carlsen n'a jamais remporté la médaille d'or individuelle au premier échiquier lors d'une olympiade d'échecs. 
| Année | Lieu            | Échiquier                       | Classement individuel | Score    | Score      | Classement de l'équipe de Norvège |
| ----- | --------------- | ------------------------------- | --------------------- | -------- | ---------- | --------------------------------- |
| 2004  | Calvià          | premier échiquier de la Norvège |                       | 3 / 5    | (+2 −1 =2) | 39e                               |
| 2006  | Turin           | premier échiquier de la Norvège | cinquième             | 6 / 9    | (+5 −2 =2) | 31e                               |
| 2008  | Dresde          | premier échiquier de la Norvège | dixième               | 7,5 / 11 | (+5 −1 =5) | 21e                               |
| 2010  | Khanty-Mansiïsk | premier échiquier de la Norvège | 25e                   | 4,5 / 8  | (+4 −3 =1) | 51e                               |
| 2014  | Tromsø          | premier échiquier de la Norvège | sixième               | 6 / 9    | (+5 −2 =2) | 29e                               |
| 2016  | Bakou           | premier échiquier de la Norvège | sixième               | 7,5 / 10 | (+5 =5)    | cinquième                         |
| 2022  | Chennai         | premier échiquier de la Norvège | médaille de bronze    | 7,5 / 9  | (+6 =3)    | 59e                               |
| 2024  | Budapest        | premier échiquier de la Norvège | médaille de bronze    | 6 / 8    | (+5 −1 =2) | 14e                               |

En 2004, lors de l'olympiade de Calviá, Carlsen ne joua que les cinq dernières rondes et marqua 3 points sur 5 (+2 –1 =2).
En 2006, lors de l'olympiade de Turin, Carlsen disputa les huit dernières rondes aux échiquiers de la Norvège. Il marqua 6 points sur 8 (+4 =4).
Lors de l'olympiade d'échecs de 2008, Carlsen finit dixième au premier échiquier avec 7,5 points sur 11 (+5 –1 =5). Lors de l'olympiade d'échecs de 2010, il perdit trois parties avec les pièces noires et termina vingt-cinquième au premier échiquier avec 4,5 points sur 8 (+4 –3 =1). En 2012, il ne participa pas à l'olympiade.
En août 2014, à l'olympiade d'échecs de 2014 à Tromsø en Norvège, il dispute neuf parties, en perd deux et marque 6 points sur 9 (+5 –2 =2). En 2016, Carlsen participe à l'olympiade de Bakou. Avec 5 victoires et autant de parties nulles, il contribue à la cinquième place de la Norvège, ce qui est le meilleur résultat du pays à une olympiade d'échecs.
En septembre-octobre 2018, Carlsen ne participa pas à l'Olympiade d'échecs de 2018 qui se terminait un mois avant le début du championnat du monde d'échecs 2018.
En août 2022, Carlsen remporta la médaille de bronze au premier échiquier avec six victoires et trois nulles.

#### Championnats d'Europe par équipes nationales
Carlsen a représenté la Norvège lors de trois championnats d'Europe par équipes :
- en 2007, à Héraklion, il remporta la médaille d'argent individuelle au premier échiquier avec 6,5 points sur 9 et une performance Elo de 2 757 points ;
- en 2015, à Reykjavik, il marqua seulement la moitié des points (3,5 / 7, +2 –2 =3) ;
- en 2023, à Budva, il remporta la médaille d'or individuelle au premier échiquier  avec 6,5 points sur 8 et une performance Elo de 2 827 points.

.

#### Championnats d'Europe des clubs
Carlsen a participé à huit éditions de la coupe d'Europe des clubs d'échecs de 2001 à 2023 :
- deux fois avec le club d'Asker SK :
  - en 2001 (à dix ans) : 4,5 points sur 7 (+ 3 -2 =2) ;
  - en 2003 (au premier échiquier à douze ans) : 3,5 points sur 7 (+3, -3, = 1) ;
- avec l'équipe de Baden-Baden en 2007 (quatrième du classement par équipes) ;
- au premier échiquier de l'équipe de Erevan en 2008 (douzième par équipes) ;
- au premier échiquier de l'équipe du Vålerenga sjakklubb (Oslo) en 2018 (cinquième du classement par équipes) : troisième meilleure performance au premier échiquier[90]) : 3,5 points sur 6 (+1 =5) ;
- au premier échiquier de l'équipe du club d'échecs Offerspill (Offerspill Sjakklubb à Oslo) :
  - en 2021 (huitième du classement par équipes) : 2,5 points sur 3 (+2 =1)[91].
  - en 2022 (septième du classement par équipes) : 5 points sur 6 (+4 =2)[92] ;
  - en 2023 (vainqueur du classement par équipes) : 5 points sur 6 (+4 =2)[93] ;

#### Championnat de Norvège des clubs
Le 22 mars 2014, Carlsen disputa une partie à Oslo lors d'un match de barrage de Stavanger SK contre Nordstrand SK. Il battit Vladimir Georgiev.
En novembre 2019, Carlsen apparut deux fois en division inférieure 1 du championnat Østlandsserien 2019-2020 de Norvège pour l'équipe de Offerspill 1 pour deux parties gagnées,.

### Compétitions rapides et blitz

#### Premiers championnats du monde de blitz et tournois de blitz de Moscou

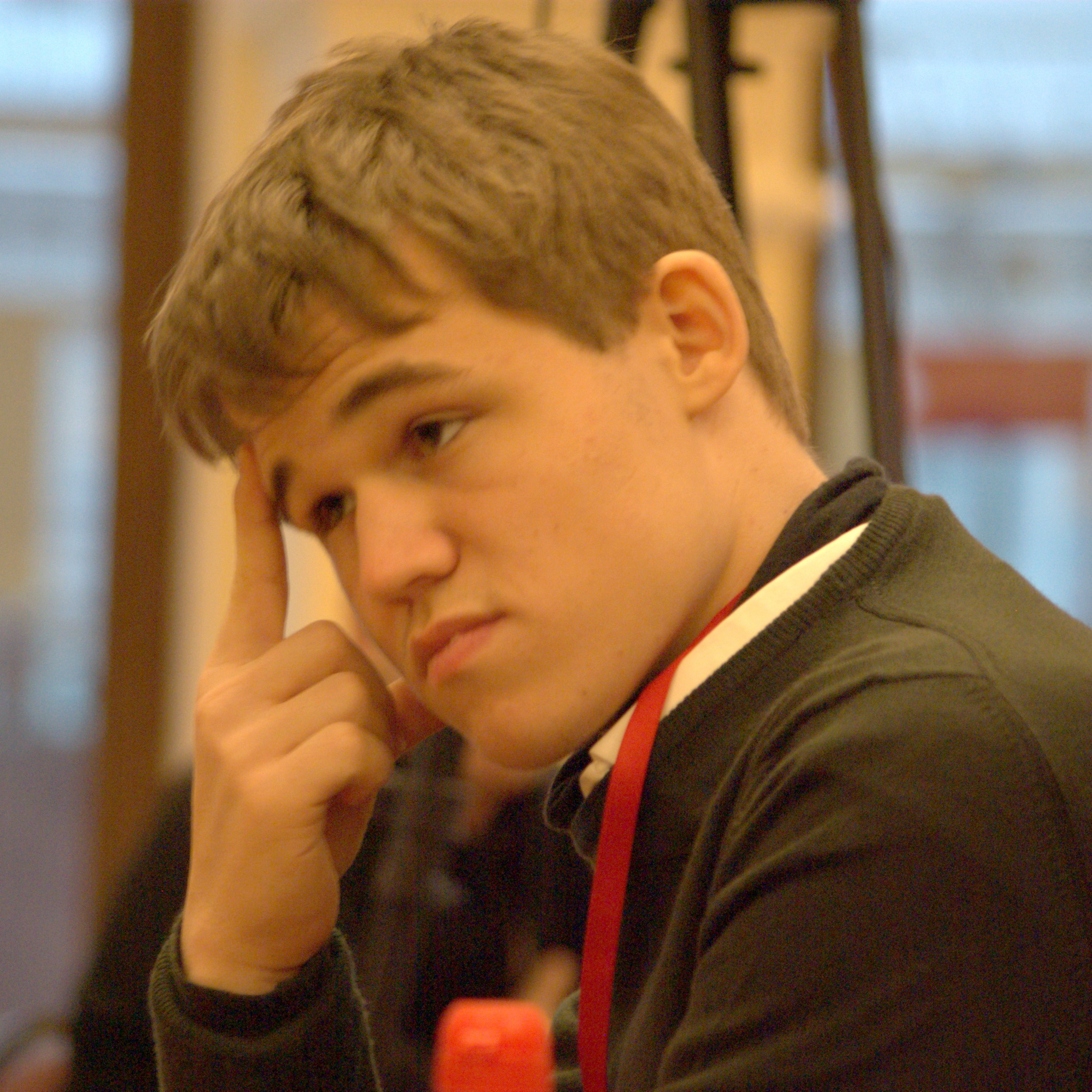
Carlsen au championnat du monde de blitz 2009.

- 2006 : Rishon LeZion, invitation à 15 ans au deuxième championnat du monde de blitz : Carlsen finit huitième sur 16 participants[97].
- 2006 : Moscou (mémorial Tal) : Carlsen finit 9e-10e (neuvième au départage) sur 18 participants de la première coupe du monde de blitz organisée après le mémorial Tal[98] : 17,5 / 34 lors du tournoi
- 2007 : Moscou : Carlsen finit neuvième sur 64 participants du troisième championnat du monde de blitz (deuxième coupe du monde de blitz organisée après le mémorial Tal)[99] : 20,5 / 38 lors du tournoi final avec 20 joueurs
- 2008 : Moscou : troisième du tournoi de blitz du mémorial Tal
- 2008 : Carlsen est absent du quatrième championnat du monde de blitz disputé à Almaty en novembre
- 2009 : Moscou (mémorial Tal) : champion du monde de blitz avec trois points d'avance sur Anand.
- 2010 : Moscou : troisième du championnat du monde de blitz (mémorial Tal) remporté par Aronian
- 2011 : pas de championnat du monde de blitz ni de tournoi de blitz organisé dans le cadre du mémorial Tal en 2011
- 2012 : Moscou (mémorial Tal) : 1er-2e et deuxième au départage du tournoi de blitz (victoire de Morozevitch)
- 2013 : Moscou (mémorial Tal) : quatrième du tournoi de blitz (victoire de Nakamura)

#### Championnats du monde de parties rapides et de blitz depuis 2012
- 2012 (Astana, 1-11 juillet)
  - Deuxième du championnat du monde de parties rapides (10,5 / 15) derrière Kariakine (11,5/15)
  - Deuxième du championnat du monde de blitz (19,5 / 30) (victoire de Grichtchouk, 20/30)

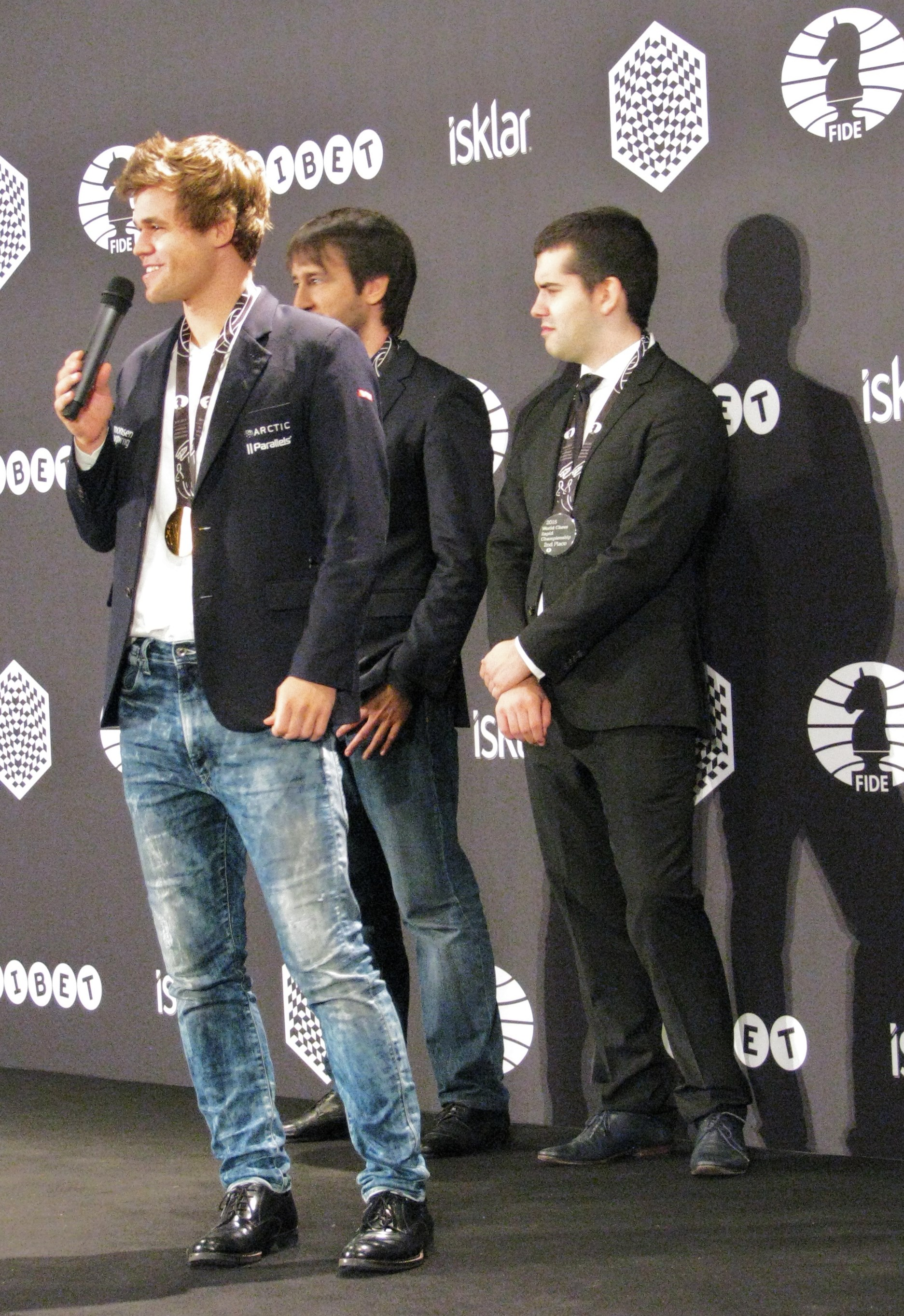
Carlsen champion du monde de parties rapides 2015 à Berlin.

- 2013 : absent du championnat du monde rapide et blitz disputé en juin à Khanty-Mansiïsk
- 2014 (Dubaï, 16-21 juin)
  - Champion du monde de parties rapides : 11 / 15
  - Champion du monde de blitz : 17 / 21
- 2015 (Berlin, 10-14 octobre)
  - Champion du monde de parties rapides : 11,5 / 15
  - Sixième du championnat du monde de blitz (14 / 21) (Grichtchouk champion)
- 2016 (Doha, 26-30 décembre)
  - 1er-3e et troisième au départage du championnat du monde de parties rapides remporté par Ivantchouk (11 / 15)
  - 1er-2e et deuxième au départage du championnat du monde de blitz remporté par Kariakine (16,5 / 21)
- 2017 (Riyad, 26-30 décembre)
  - Cinquième du championnat du monde de parties rapides (10 / 15)
  - Champion du monde de blitz : 16 / 21
- 2018 (Saint-Pétersbourg, 26-30 décembre)
  - 2e-5e et cinquième au départage du championnat du monde de parties rapides (10,5 / 15)
  - Champion du monde de blitz : 17 / 21
- 2019 (Moscou, 26-30 décembre)
  - Champion du monde de parties rapides : 11,5 / 15
  - Champion du monde de blitz : 16,5 / 21, vainqueur après un mini-match de départage avec Nakamura
- 2021 (Varsovie, 26-30 décembre)
  - 1er-4e et troisième au départage du championnat du monde de parties rapides (9,5 / 13)
  - 8e-16e du championnat du monde de blitz (13,5 / 21)
- 2022 (Almaty, 26-30 décembre)
  - Champion du monde de parties rapides : 10 / 13
  - Champion du monde de blitz : 16 / 21
- 2023 (Samarcande, 26-30 décembre)[100]
  - Champion du monde de parties rapides : 10 / 13
  - Champion du monde de blitz : 16 / 21
- 2024 (New York)
  - Champion du monde de blitz, titre partagé avec Ian Nepomniachtchi

#### Tournoi de blitz préliminaire au tournoi Norway Chess (Stavanger)
Tournoi préliminaire en blitz pour décider les appariements du tournoi en parties lentes du tournoi Norway Chess.
- 2013 (tournoi disputé à Sandnes) : 2e-4e derrière Kariakine, ex æquo avec Anand et Nakamura
- 2014 (tournoi disputé à Flor og Fjære[101] : vainqueur du tournoi préliminaire en blitz : 7,5 / 9 (+6 =3)
- 2015 (Stavanger) : 3e-5e avec 5,5 points sur 9
- 2016 (Stavanger) : vainqueur du tournoi préliminaire en blitz
- 2017 (Stavanger) : vainqueur du tournoi préliminaire en blitz
- 2018 (Stavanger) : quatrième avec 5 points sur 9
- 2019 (Stavanger) : 2e-3e avec 6 points sur 9
- 2022 (Stavanger) : deuxième avec 6,5 points sur 9
- 2023 (Stavanger) : septième avec 4,5 points sur 9

#### Tournois rapides et blitz du Grand Chess Tour
| Année | Tournoi                                                               | tournoi rapide                                                        | classement combiné (rapide et blitz)                                  | tournoi de blitz                                                      |
| ----- | --------------------------------------------------------------------- | --------------------------------------------------------------------- | --------------------------------------------------------------------- | --------------------------------------------------------------------- |
| 2015  | Pas de tournoi rapide et blitz organisé dans le Grand Chess Tour 2015 | Pas de tournoi rapide et blitz organisé dans le Grand Chess Tour 2015 | Pas de tournoi rapide et blitz organisé dans le Grand Chess Tour 2015 | Pas de tournoi rapide et blitz organisé dans le Grand Chess Tour 2015 |
| 2016  | Paris 2016                                                            | deuxième                                                              | deuxième                                                              | 1er-2e (avec Nakamura)                                                |
| 2016  | Louvain 2016                                                          | Vainqueur                                                             | Vainqueur                                                             | Vainqueur                                                             |
| 2017  | Paris 2017                                                            | 1er                                                                   | Vainqueur (après départage contre Maxime Vachier-Lagrave)             | 4e-5e                                                                 |
| 2017  | Louvain 2017                                                          | troisième                                                             | Vainqueur                                                             | Vainqueur                                                             |
| 2018  | Absent du Grand Chess Tour 2018                                       | Absent du Grand Chess Tour 2018                                       | Absent du Grand Chess Tour 2018                                       | Absent du Grand Chess Tour 2018                                       |
| 2019  | Abidjan 2019                                                          | Vainqueur                                                             | Vainqueur                                                             | deuxième                                                              |
| 2019  | Saint-Louis 2019                                                      | 5e-8e                                                                 | sixième                                                               | 4e-5e                                                                 |
| 2019  | Calcutta 2019                                                         | Vainqueur                                                             | Vainqueur                                                             | 1er-2e (avec Nakamura)                                                |
| 2020  | Le Grand Chess Tour 2020 est annulé                                   | Le Grand Chess Tour 2020 est annulé                                   | Le Grand Chess Tour 2020 est annulé                                   | Le Grand Chess Tour 2020 est annulé                                   |
| 2020  | Saint-Louis 2020 (sur internet)                                       | deuxième                                                              | 1er-2e (avec Wesley So)                                               | 1er-2e (avec Nakamura)                                                |
| 2021  | Absent du Grand Chess Tour 2021                                       | Absent du Grand Chess Tour 2021                                       | Absent du Grand Chess Tour 2021                                       | Absent du Grand Chess Tour 2021                                       |
| 2022  | Zagreb 2022                                                           | 2e-4e                                                                 | vainqueur                                                             | troisième                                                             |
| 2023  | Varsovie 2023                                                         | cinquième                                                             | vainqueur                                                             | vainqueur                                                             |
| 2023  | Zagreb 2023                                                           | troisième                                                             | vainqueur                                                             | vainqueur                                                             |
| 2024  | Varsovie 2024                                                         | deuxième                                                              | vainqueur                                                             | vainqueur                                                             |
| 2025  | Zagreb 2025                                                           | troisième                                                             | vainqueur                                                             | vainqueur                                                             |

2016
- Paris (Grand Chess Tour) : deuxième après Nakamura du classement combiné rapide et blitz ; covainqueur du tournoi de blitz (11,5/18)
- Vainqueur à Louvain (vainqueur des deux tournois, rapide (12/18) et blitz (11/18), 23/36 au classement combiné)

2017
- Vainqueur à Paris  après un départage contre Vachier-Lagrave (Carlsen remporte le tournoi rapide (14/18) et marque un total de 24/36 au classement combiné)
- Vainqueur à Louvain (vainqueur du tournoi de blitz (14,5/18) et du classement combiné (25,5/36) rapide et blitz)

2019
- Vainqueur du tournoi d'Abidjan (vainqueur du tournoi rapide (15/18) et du classement combiné rapide et blitz (26,5/36), deuxième du tournoi de blitz)
- Sixième du tournoi de Saint-Louis (victoire de Aronian)
- Vainqueur du tournoi de Calcutta (vainqueur du tournoi rapide (15/18) et du classement combiné (27/36), covainqueur du tournoi de blitz)

#### Tournois rapides, blitz et bullet sur internet
- 2004 : Internet Chess Club (ICC) : match en blitz contre Short : 0,5-1,5
- 2006 : Internet Chess Club (ICC) : 5e-8e (quart-de-finaliste) du tournoi de sélection par internet de Dos Hermanas[102]
- 2016 : Open ICC (Internet Chess Club, tournoi de blitz à élimination directe) : éliminé en demi-finale par Grichtchouk[103]

En 2017 et 2018, Magnus Carlsen participe à la « Chess.com Pro Chess league », compétition de parties rapides par équipes sur internet. Il faisait partie de l'équipe des Norway Gnomes (Eastern League).
- 2020 :
  - vainqueur du Mémorial Steinitz FIDE (tournoi de blitz) : 12/18 (+9, −3, = 6)
  - vainqueur du Clutch Chess International (tournoi rapide) : Carlsen bat Aronian en demi-finale et Caruana en finale
  - covainqueur du tournoi « Champions Showdown Chess 9LX » sur internet, ex æquo avec Hikaru Nakamura
  - covainqueur du tournoi « Saint-Louis Rapid & blitz » sur internet, ex æquo avec Wesley So : So remporte le tournoi rapide et Carlsen remporte le tournoi rapide avec Nakamura[105].

#### Chess.com Speed Chess Championship
Le Grandmaster blitz battle championship et le Speed Chess championship sont des tournois blitz et bullet à élimination directe disputés sur internet et organisés par la plateforme Chess.com.
- 2016 : vainqueur du « Chess.com Grandmaster blitz battle championship » : bat Petrossian (21-4), Grichtchouk (16-8) puis Nakamura (14,5-10,5) en finale[106]
- janvier 2018 : vainqueur du « 2017 Chess.com Speed Chess championship » : bat Gousseiov, So, Grichtchouk puis Nakamura (finale disputée le 3 janvier 2018)[107]
- 2020 : demi-finaliste du Chess.com Speed Chess championship : bat Maghsoodloo et Artemiev, puis est battu en demi-finale par Vachier-Lagrave
- 2022 : finaliste du Speed Chess Championship : bat Gukesh, Caruana, Vachier-Lagrave, puis est battu en finale par Nakamura
- 2023 : vainqueur du Speed Chess Championship : bat Vidit, Nepomniachtchi, Vachier-Lagrave et Nakamura
- 2024 : vainqueur du Speed Chess Championship : bat Lê Tuấn Minh, Erigaisi Arjun, Hans Niemann et Firouzja

#### Circuits sur internet

##### Magnus Carlsen Tour (2020)
Carlsen remporte le Magnus Carlsen Tour organisé en 2020 et composé de quatre tournois et d'une « grande finale » à quatre joueurs :
- vainqueur du Magnus Carlsen Invitational (tournoi rapide du Magnus Carlsen Tour) : Carlsen bat Ding Liren en demi-finale et Hikaru Nakamura en finale[108].
- demi-finaliste du Lindores Abbey Chess Challenge (tournoi rapide du Magnus Carlsen Tour), battu par Nakamura en demi-finale
- vainqueur du Chessable Masters (tournoi rapide du Magnus Carlsen Tour) : Carlsen bat Ding Liren en demi-finale et Anish Giri en finale
- vainqueur du tournoi des légendes (Legends of Chess, tournoi rapide du Magnus Carlsen Tour) : Carlsen bat Svidler en demi-finale et Nepomniachtchi en finale ;
- vainqueur de la Grande Finale du Magnus Carlsen Tour en battant Ding Liren en demi-finale et Nakamura en finale

##### Champions Chess Tour 2020-2021
Carlsen remporte le classement général du Champions Chess Tour 2021 :
- finaliste du tournoi rapide « Skilling Open » (premier tournoi du Champions Chess Tour 2021), vainqueur du tournoi préliminaire et battu par Wesley So en finale
- quart-de-finaliste du tournoi rapide Airthings Masters 2020, vainqueur du tournoi préliminaire et battu en quart de finale par Daniil Doubov
- finaliste du tournoi rapide « Opera Euro rapid » 2021, vainqueur du tournoi préliminaire et battu par Wesley So en finale
- troisième (demi-finaliste) du tournoi rapide « Carlsen Invitational », vainqueur du tournoi préliminaire et du match pour la 3e place face à Wesley So
- vainqueur du tournoi rapide « New In Chess Classic » : vainqueur du tournoi préliminaire, vainqueur de la finale face à Hikaru Nakamura
- vainqueur du tournoi rapide « FTX Crypto Cup » : sixième du tournoi préliminaire, vainqueur de la finale face à Wesley So
- troisième (demi-finaliste) du « Goldmoney Asian Rapidl » : quatrième du tournoi préliminaire, vainqueur de Wesley So en quart de finale, battu en demi-finale par Aronian et vainqueur du match pour la 3e place face à Ding Liren
- vainqueur du tournoi rapide « Aim Chess Rapid » 2021 : deuxième du tournoi préliminaire, vainqueur de la finale face à Vladislav Artemiev

##### Champions Chess Tour 2022
Carlsen remporte le classement général du Champions Chess Tour 2022 :
- vainqueur du tournoi rapide Airthings Masters 2022 (premier tournoi du Champions Chess Tour 2022), deuxième du tournoi préliminaire, vainqueur de Ian Nepomniachtchi en finale
- vainqueur du tournoi rapide Charity Cup, deuxième du tournoi préliminaire, vainqueur de Jan-Krzysztof Duda en finale
- troisième du tournoi rapide Oslo Esport Cup (victoire de Duda)
- demi-finaliste du tournoi rapide Chessable Masters, deuxième du tournoi préliminaire, battu par Ding Liren en demi-finale
- vainqueur du tournoi rapide FTX Crypto Cup
- vainqueur du tournoi rapide Julius Baer Generation Cup
- demi-finaliste du tournoi rapide Aimchess 2022, cinquième du tournoi préliminaire, battu par Jan-Krzysztof Duda en demi-finale
- vainqueur du tournoi final rapide disputé à San Francisco, une ronde avant la fin

##### Champions Chess Tour 2023
- vainqueur du tournoi rapide Airthings Masters 2023 (premier tournoi du Champions Chess Tour 2023).
- troisième du tournoi rapide Chessable Masters 2023 (victoire de Nakamura)
- vainqueur du tournoi rapide « Aim Chess Rapid » 2023
  - deuxième du tournoi préliminaire (play-in)
- vainqueur du tournoi rapide Julius Baer Generation Cup 2023
- finaliste (deuxième) de l'AI Cup (rapide) (victoire de Vachier-Lagrave)
- vainqueur du tournoi final rapide à Toronto, bat Fabiano Caruana en demi-finale et Wesley So en finale

##### Champions Chess Tour 2024
- vainqueur du tournoi rapide Chessable Masters 2024 (premier tournoi du Champions Chess Tour 2024).
- deuxième (finaliste) du tournoi rapide Chess.com Classic 2024 (victoire de Firouzja)

##### Champions Chess Tour 2025
- vainqueur du tournoi rapide Chessable Masters 2025 (premier tournoi du Champions Chess Tour 2025).
- vainqueur du tournoi rapide Chess.com Classic 2025 (deuxième tournoi du Champions Chess Tour 2025).

#### Autres tournois rapides de 2002 à 2006
2002 : Fredrikstad : troisième du championnat open rapide de Norvège : 6,5 / 10
2003 :
- Oslo : vainqueur du Grand Prix rapide devant Leif Johannessen et Normunds Miezis
- Vikersund : sixième du championnat open rapide de Norvège : 6,5 / 10 (110 participants)
- Fredrikstad : 1er-3e et troisième au départage du championnat de Norvège de blitz (victoire de Leif Johannessen devant Roy Fylligen)

2004
- (Reykjavik) :
  - Carlsen finit avant-dernier du tournoi préliminaire en blitz (16 joueurs) mais réussit à battre Karpov.
  - Tournoi rapide : Carlsen est éliminé au premier tour (huitième de finale) par Kasparov (0,5 à 1,5)
- Grand Prix rapide Stjernespretten d'Oslo (2e) : 4,5 / 6 (+ 5 -1 =1), victoire de K. Lie[109]

2005 :
- Schagen Deloitte Vierkamp (tournoi à 4 rapide remporté par Smeets) : Carlsen finit (2e-4e) : 2,5 / 6 (+ 1 –2 =3)
- León (rapide) : Carlsen est éliminé en demi-finale contre Anand (1 à 3, 2 nulles et 2 défaites)[110]

2006
- Reykjavik, tournoi Skákmeistarar Islands-Glitnir blitz : vainqueur du tournoi préliminaire (système suisse) ; Carlsen bat Fressinet en 8e de finale (1,5-0,5), Erenburg en quart de finale (2-1), Anand 2 à 0 en demi-finale et remporte la finale 2 à 0 contre Hannes Stefánsson[111].
- Cap d'Agde : deuxième du tournoi préliminaire (groupe B) ; éliminé en demi-finale par Kariakine[112]

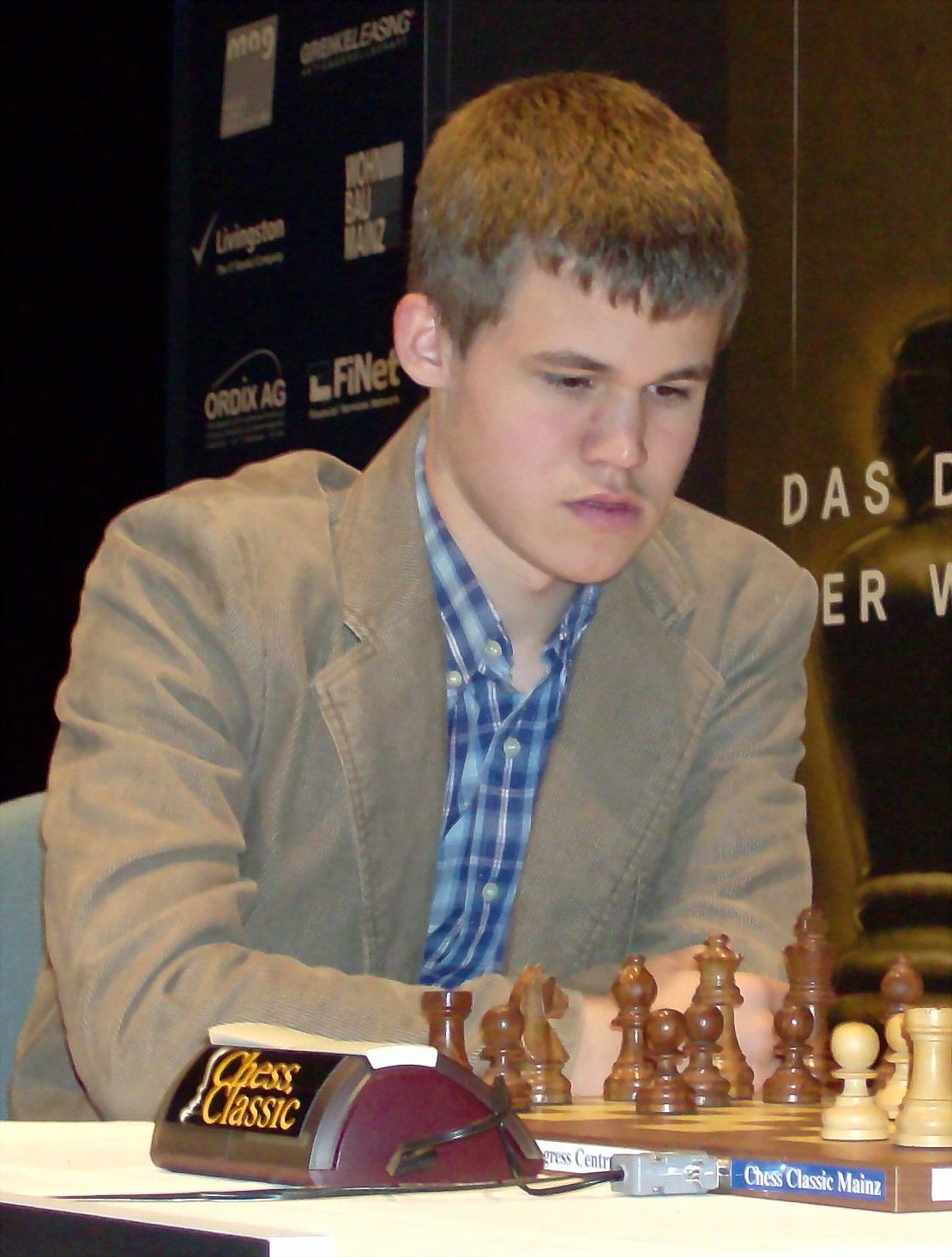
Magnus Carlsen à Mayence en 2008.

#### Autres tournois rapides et blitz de 2008 à 2014
2008
- Mayence (tournoi rapide) : battu en finale par Anand
- Cap d'Agde : 1er-2e du tournoi préliminaire (groupe B) ; éliminé en demi-finale au départage en blitz par Ivantchouk[113]

2009
- Gjovik (tournoi rapide Aker Arctic Challenge) : battu en finale par Svidler[114]
- Léon (tournoi rapide) vainqueur de la finale contre Ivantchouk

2010 : vainqueur à Kristiansund (Arctic Securities Chess Stars, tournoi rapide à quatre) : bat Anand en finale.
2011 : Moscou (mémorial Botvinnik) : dernier (quatrième, 1,5 / 6) du tournoi rapide remporté par Anand devant Kramnik et Aronian.
2012 :  Bienne (8 joueurs, tournoi exhibition en blitz) : éliminé au premier tour par Bacrot (1-2)
2014
- Zurich (Chess Challenge) : vainqueur du tournoi préliminaire en blitz (3/5), quatrième du tournoi rapide
- Vainqueur à Caxias do Sul (Brésil), Festival da Uva (mars 2014)[116],[117] :
  - tournoi quadrangulaire rapide toutes rondes (+5 =1)  contre Milos, Leitão et Rodriguez Vila ;
  - tournoi à élimination directe (1,5-0,5 contre Rodriguez Vila et 2-0 contre Milos en finale) ;
  - tournoi open rapide (cadences variables : 16 min, 30 min et 60 min lors des cinq dernières rondes) : 8,5 / 9.

#### Autres tournois depuis 2019
- 2019 : Lindores Abbey (Écosse) : vainqueur du tournoi à quatre Chess Stars (3,5 / 6) devant Ding Liren, Sergueï Kariakine et Viswanathan Anand.

### Matchs

#### Championnats du monde et match des candidats
- 2004 (Tripoli) Premier tour du championnat du monde : match perdu contre Aronian (1,5-2,5 après départage)
- 2007 (Elista) Match des candidats contre Aronian perdu  5-7 (après départage, égalité (3 - 3) lors des parties lentes)
- 2013 (Chennai) : match contre Anand gagné 6,5-3,5
- 2014 (Sotchi) : match contre Anand gagné 6,5-4,5
- 2016 (New York) : match contre Kariakine gagné 9-7 (après départage) : égalité en parties lentes 6-6, gagné 3-1 après départage en parties rapides
- 2018 (Londres) : match contre Caruana gagné 9-6 (après départage) : égalité en parties lentes 6-6, gagné 3-0 après départage en parties rapides
- 2021 (Dubaï) : match contre Nepomniachtchi gagné 7,5-3,5

#### Matchs avec parties rapides et blitz
- 2006 (Spitzberg) Match rapide Norvège-Russie perdu contre Svidler[118] : 0,5–1,5
- 2007 (Porto-Vecchio) : match des espoirs contre Radjabov perdu : 2 à 3 : rapide (1-1, =0) et éclair (=2), départage éclair perdu (0-1)
- 2008 (Miskolc) : match rapide contre Léko : 5–3 (+2 –0 =6)
- 2013 (Lillehammer) : match rapide amical contre Borki Predojević gagné : 2,5 à 1,5
- 2017 (Saint-Louis) : vainqueur d'un match contre Ding Liren (Champions Showdown) en 30 parties : 4 rapides de 30 min (2,5-1,5), 6 rapides de 20 min (4,5-1,5), 8 blitz de 10 min (6,5-1,5) et 12 blitz de 5 min (8,5-3,5) sans incrément[119]
- 2019 (Londres, tournoi final du Grand Chess Tour 2019) :
  - battu en demi-finale par Maxime Vachier-Lagrave : 1-1 (=2) dans les 2 parties lentes et les deux parties rapides, 2-2 (+1 -1 =2) en blitz, battu dans le départage en jeu semi-rapide
  - vainqueur du match pour la troisième place  contre Levon Aronian : 1,5-0,5  (+1 -1) dans les deux parties lentes et les deux parties rapides ; 2-2  (+1 -1 =2) en blitz

#### Matchs de départage, années 2000
2004
- (Oslo) Championnat de Norvège : match de départage en parties lentes annulé contre Østenstad : 1-1 (=2), Østenstad devient champion de Norvège
- Premier tour du Championnat du monde FIDE à Tripoli : match de départage en parties rapides perdu contre Aronian (0,5-1,5)

2005
- (Oslo) Championnat de Norvège : match de départage perdu contre Agdestein : + 1 –1 en parties lentes, puis 2,5-3,5 (+1 –2 =3) en parties rapides
- Coupe du monde à Khanty-Mansiïsk : matchs de départage rapides et blitz ;
  - contre Azmaiparashvili (1er tour), gagné 2-0 ;
  - contre Chéparinov (3e tour), gagné 2-0 ;
  - contre Bareïev (4e tour), perdu 0,5-1,5 ;
  - contre Malakhov (6e tour), gagné 1-1 en parties rapides et 1,5-0,5 en blitz ;
  - contre Kamski (7e tour), perdu 0-2. Carlsen finit à la dixième place du tournoi.

2006
- (Schagen) Match contre Loek van Wely (égalité 2-2 dans les parties classiques) : vainqueur du départage blitz : 3,5–0,5
- (Bærum) Championnat de Norvège : vainqueur du match de départage contre Agdestein : 3-1 (1-1 en parties lentes (=2) et 2-0 en parties rapides)

2007
- Festival de Bienne : vainqueur du départage rapide contre Onischuk : 3-2
- (Elista) Match des candidats contre Aronian : après égalité (3 - 3) lors des parties longues, Carlsen perd le match de départage (2 à 4) : 2 - 2 en parties rapides (+1 ~1 =2) puis 0 - 2 en blitz
- Coupe du monde d'échecs 2007 à Khanty-Mansiïsk : Carlsen élimine Naiditsch au deuxième tour lors du départage en parties rapides (2-0)

2008
- Cap d'Age (tournoi rapide) : éliminé en demi-finale au départage en blitz par Ivantchouk (0,5-1,5)[113]

#### Matchs de départage, années 2010
2010
- Kristiansund (Arctic Securities Chess Stars, tournoi rapide à quatre) : Carlsen bat Anand en match pour la première place.

2011
- Tournoi de Bilbao : vainqueur du départage en blitz contre Ivantchouk : 1,5-0,5

2012
- Tournoi de Bilbao : vainqueur du départage en blitz contre Caruana : 2-0

2015

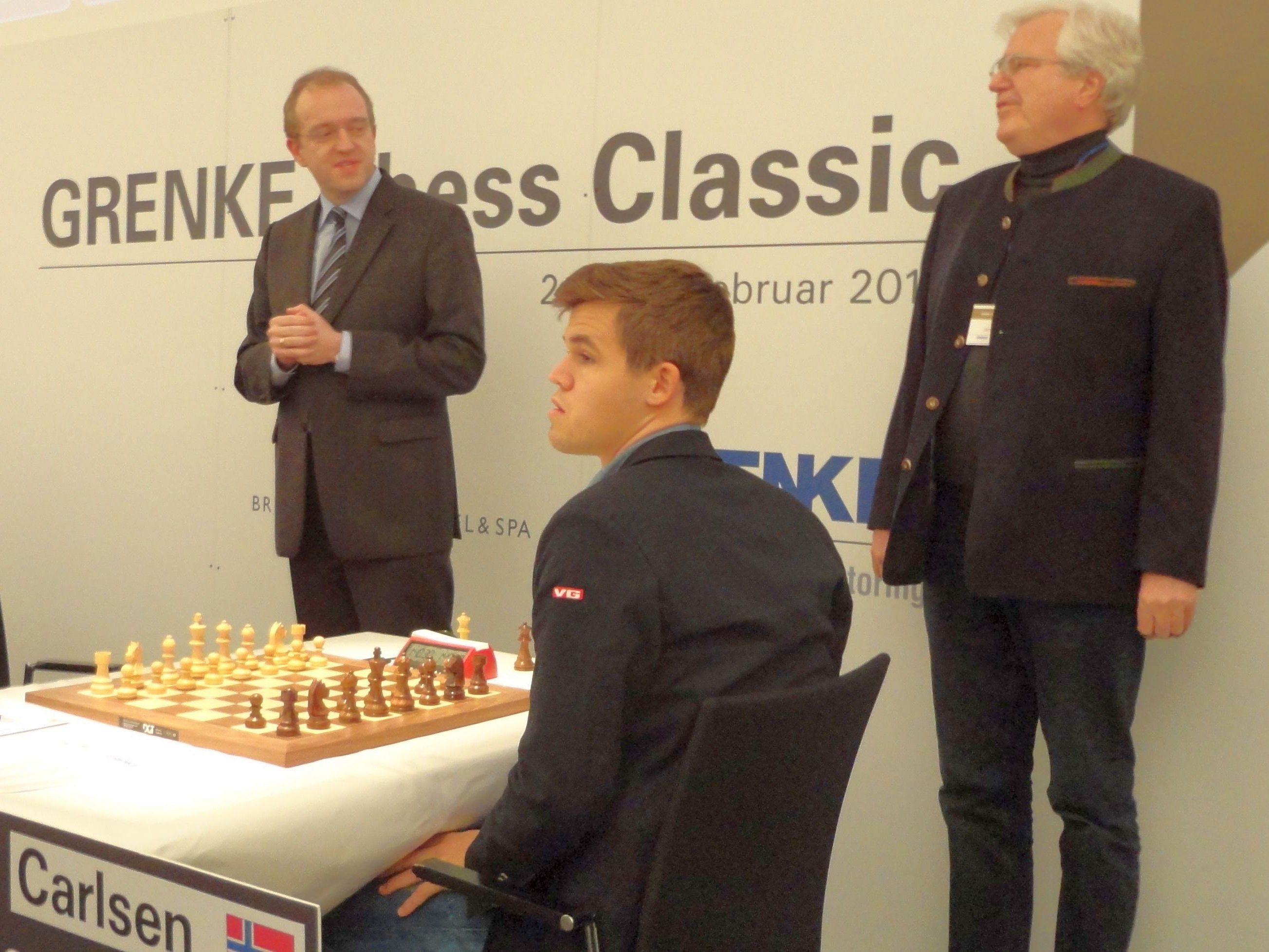
Carlsen au tournoi Grenke de Baden-Baden 2015 qu'il a remporté.

- Tournoi de Baden-Baden : vainqueur du départage contre Naiditsch (3 à 2) : 1-1 en parties rapides, 1-1 en blitz et 1-0 en blitz Armageddon.
- Tournoi de Londres : vainqueur du départage en parties rapides contre Vachier-Lagrave (1,5-0,5)
- Open du Qatar : vainqueur du départage en blitz contre Yu Yangyi (2-0)

2016
- (New York) Championnat du monde contre Kariakine : après égalité (6 - 6) lors de la phase de parties longues, Carlsen sort vainqueur en gagnant 3 à 1 (+2, =2) le match de départage en parties rapides.

2017
- Tournoi de Paris (Grand Chess Tour, tournoi rapide et blitz) : vainqueur du départage rapide (10 min + 5 s de délai) contre Vachier-Lagrave : 1,5-0,5

2018
- Tournoi de Wijk aan Zee : vainqueur du départage en blitz contre Giri (1,5-0,5)
- (Londres) Championnat du monde contre Caruana : après égalité (6 - 6) lors de la phase de parties longues, Carlsen sort vainqueur en gagnant 3 à 0 le match de départage en parties rapides.

2019
- Coupe Sinquefield : Carlsen perd le départage contre Ding Liren : 1-1 en parties rapides et 0-2 en blitz
- Tournoi de Londres : Carlsen perd le départage en blitz (10 min plus délai) contre Maxime Vachier-Lagrave en demi finale (0,5-1,5)

#### Matchs de départage, années 2020
2021
- Coupe du monde à Sotchi : matchs de départage rapides et blitz ;
  - contre Radosław Wojtaszek (seizième de finale), gagné 1,5 à 0,5 ;
  - contre Andreï Essipenko (huitième de finale), gagné 2-2 en parties rapides et 2-0 en blitz ;
  - contre Jan-Krzysztof Duda (demi-finale), perdu 0,5-1,5 en parties rapides.

2023
- Coupe du monde à Bakou : matchs de départage rapides et blitz ;
  - contre Vincent Keymer (seizième de finale), gagné 2,5 à 1,5 en parties rapides ;
  - contre Rameshbabu Praggnanandhaa (finale), gagné 1,5-0,5 en parties rapides.

### Matchs et tournois aléatoires Fischer
- 2018 (Høvikodden et Bærum) : vainqueur d'un match Fischer Random contre Hikaru Nakamura gagné 14-10 en 8 parties rapides (3-2, =3) et 8 parties de blitz (3-1, =4)[120]
- 2019 (Høvikodden et Bærum) : championnat du monde d'échecs aléatoires Fischer
  - vainqueur de la demi-finale contre Fabiano Caruana, match gagné 12,5-7,5 en 8 parties (4 parties « ralenties » de 45 min (pour 40 coups) + 15 min et 4 parties rapides de 15 min + 2s )
  - finale du championnat du monde contre Wesley So perdue 2,5 à 13,5 en 8 parties rapides
- 2022 (Reykjavik) : championnat du monde d'échecs aléatoires Fischer
  - perdant de la demi-finale contre Ian Nepomniachtchi 1 à 3 en 4 parties rapides
  - vainqueur du match pour la troisième place du championnat du monde contre Nodirbek Abdusattorov, match gagné 3 à 1 en 4 parties rapides

- Freestyle Chess G.O.A.T. Challenge 2024
  - cinquième du tournoi rapide
  - vainqueur du tournoi principal, bat Fabiano Caruana dans la finale.

- Freestyle Chess Grand Slam Tour 2025
  - troisième (demi-finaliste) du tournoi de Weissenhaus
  - vainqueur du tournoi de Paris
  - vainqueur du tournoi open (système suisse) de Karlsruhe 2025 (Festival d'échecs Grenke)
  - troisième du tournoi de Las Vegas

### Tournois en parties rapides et à l'aveugle

#### Tournois Amber
Carlsen a participé aux cinq dernières éditions du Tournoi Amber qui avaient lieu à Nice en 2008, 2009 et 2010 et à Monte-Carlo en 2007 et 2011.
- 2007 : 2e-4e du tournoi rapide
- 2008 : 2e-5e du classement combiné (parties rapides et parties à l'aveugle)
- 2009 : covainqueur du tournoi à l'aveugle
- 2010 : covainqueur du tournoi rapide et du classement combiné (rapide et aveugle), ex æquo avec Ivantchouk
- 2011 : seul vainqueur du tournoi rapide (9,5 / 11, 2,5 points devant Aronian), deuxième du classement combiné : 14,5 / 22 (victoire de Aronian)

#### Autres tournois en parties rapides et à l'aveugle
- 2006 : Carlsen finit deuxième sur quatre joueurs de la Fibertex Cup à Aalborg au Danemark (victoire de Peter Heine Nielsen[121]).
- 2007 :
  - Carlsen partage la première place à la Faaborg Midtfyn Blindfold Rapid Cup dans l'île de Fionie au Danemark[122].
  - Il finit troisième de la Bilbao Blindfold Chess World Cup remportée par Bu Xiangzhi[123].
- 2012 : Carlsen remporte le tournoi exhibition rapide et aveugle « Cuadrangular UNAM 2012 » à Mexico (4 joueurs). Il bat Judit Polgár en finale après départage.

## Personnalité et style de jeu
Originaire de Norvège, un pays sans véritable tradition échiquéenne, Carlsen déclare peu travailler ou étudier la théorie. En revanche, il est avantagé par son excellente mémoire qui lui permet de connaître un grand nombre de positions et de parties jouées.
Il est particulièrement réputé, au moins depuis qu'il est premier joueur mondial, pour ne pas chercher un avantage dès l'ouverture, contrairement à Fischer ou Kasparov, mais pour gagner dans des finales considérées a priori comme nulles par gains successifs de micro-avantages positionnels,. Peter Heine Nielsen, ex-secondant de Carlsen, a déclaré : « Magnus préfère les longues parties techniques ». Le magazine Télérama l'a décrit comme « un boa » qui « prend son temps et entoure lentement sa proie en l'étouffant ».
Garry Kasparov est d'avis que Carlsen est un joueur qui a le sens de l'harmonie du jeu, à l'instar de José Raúl Capablanca et d'Anatoli Karpov et qu'il est capable d'évaluer des positions sans effort apparent.
Viswanathan Anand estime que si Carlsen n'est pas mauvais dans les ouvertures, il n'en est pas un spécialiste mais un « généraliste ». Il peut en effet jouer avec efficacité de nombreuses ouvertures en faisant face à un grand nombre de situations différentes, son but étant d'arriver à une position solide. Carlsen est fort dans tous les aspects du jeu, avec un style qui n'est pas conventionnel et, s'il commet des erreurs, celles-ci sont souvent difficiles à exploiter.
Une approche fondée sur l'intelligence artificielle conçue par Jean-Marc Alliot de l'Institut de recherche en informatique de Toulouse, qui compare les coups des grands maîtres d'échecs à ceux de Stockfish, un des meilleurs programmes d'échecs, a évalué que Carlsen était en 2017, parmi tous les champions du monde d'échecs, celui dont les coups s'approchaient le plus des coups que Stockfish aurait joués.

## Exemples de parties

### Carlsen - Ernst (2004)
|   | a | b | c | d | e | f | g | h |   |
| 8 | Tour noire sur case noire d8 · Tour noire sur case noire f8 · Roi noir sur case blanche g8 · Pion noir sur case noire a7 · Pion noir sur case blanche b7 · Fou noir sur case noire e7 · Pion noir sur case blanche f7 · Pion noir sur case noire g7 · Pion noir sur case blanche e6 · Cavalier noir sur case noire f6 · Pion noir sur case noire h6 · Dame noire sur case noire a5 · Pion noir sur case noire c5 · Cavalier blanc sur case noire e5 · Pion blanc sur case blanche h5 · Pion blanc sur case noire d4 · Fou blanc sur case noire f4 · Pion blanc sur case blanche a2 · Pion blanc sur case noire b2 · Pion blanc sur case blanche c2 · Dame blanche sur case blanche e2 · Pion blanc sur case noire f2 · Pion blanc sur case blanche g2 · Roi blanc sur case blanche b1 · Tour blanche sur case blanche d1 · Tour blanche sur case blanche h1 | Tour noire sur case noire d8 · Tour noire sur case noire f8 · Roi noir sur case blanche g8 · Pion noir sur case noire a7 · Pion noir sur case blanche b7 · Fou noir sur case noire e7 · Pion noir sur case blanche f7 · Pion noir sur case noire g7 · Pion noir sur case blanche e6 · Cavalier noir sur case noire f6 · Pion noir sur case noire h6 · Dame noire sur case noire a5 · Pion noir sur case noire c5 · Cavalier blanc sur case noire e5 · Pion blanc sur case blanche h5 · Pion blanc sur case noire d4 · Fou blanc sur case noire f4 · Pion blanc sur case blanche a2 · Pion blanc sur case noire b2 · Pion blanc sur case blanche c2 · Dame blanche sur case blanche e2 · Pion blanc sur case noire f2 · Pion blanc sur case blanche g2 · Roi blanc sur case blanche b1 · Tour blanche sur case blanche d1 · Tour blanche sur case blanche h1 | Tour noire sur case noire d8 · Tour noire sur case noire f8 · Roi noir sur case blanche g8 · Pion noir sur case noire a7 · Pion noir sur case blanche b7 · Fou noir sur case noire e7 · Pion noir sur case blanche f7 · Pion noir sur case noire g7 · Pion noir sur case blanche e6 · Cavalier noir sur case noire f6 · Pion noir sur case noire h6 · Dame noire sur case noire a5 · Pion noir sur case noire c5 · Cavalier blanc sur case noire e5 · Pion blanc sur case blanche h5 · Pion blanc sur case noire d4 · Fou blanc sur case noire f4 · Pion blanc sur case blanche a2 · Pion blanc sur case noire b2 · Pion blanc sur case blanche c2 · Dame blanche sur case blanche e2 · Pion blanc sur case noire f2 · Pion blanc sur case blanche g2 · Roi blanc sur case blanche b1 · Tour blanche sur case blanche d1 · Tour blanche sur case blanche h1 | Tour noire sur case noire d8 · Tour noire sur case noire f8 · Roi noir sur case blanche g8 · Pion noir sur case noire a7 · Pion noir sur case blanche b7 · Fou noir sur case noire e7 · Pion noir sur case blanche f7 · Pion noir sur case noire g7 · Pion noir sur case blanche e6 · Cavalier noir sur case noire f6 · Pion noir sur case noire h6 · Dame noire sur case noire a5 · Pion noir sur case noire c5 · Cavalier blanc sur case noire e5 · Pion blanc sur case blanche h5 · Pion blanc sur case noire d4 · Fou blanc sur case noire f4 · Pion blanc sur case blanche a2 · Pion blanc sur case noire b2 · Pion blanc sur case blanche c2 · Dame blanche sur case blanche e2 · Pion blanc sur case noire f2 · Pion blanc sur case blanche g2 · Roi blanc sur case blanche b1 · Tour blanche sur case blanche d1 · Tour blanche sur case blanche h1 | Tour noire sur case noire d8 · Tour noire sur case noire f8 · Roi noir sur case blanche g8 · Pion noir sur case noire a7 · Pion noir sur case blanche b7 · Fou noir sur case noire e7 · Pion noir sur case blanche f7 · Pion noir sur case noire g7 · Pion noir sur case blanche e6 · Cavalier noir sur case noire f6 · Pion noir sur case noire h6 · Dame noire sur case noire a5 · Pion noir sur case noire c5 · Cavalier blanc sur case noire e5 · Pion blanc sur case blanche h5 · Pion blanc sur case noire d4 · Fou blanc sur case noire f4 · Pion blanc sur case blanche a2 · Pion blanc sur case noire b2 · Pion blanc sur case blanche c2 · Dame blanche sur case blanche e2 · Pion blanc sur case noire f2 · Pion blanc sur case blanche g2 · Roi blanc sur case blanche b1 · Tour blanche sur case blanche d1 · Tour blanche sur case blanche h1 | Tour noire sur case noire d8 · Tour noire sur case noire f8 · Roi noir sur case blanche g8 · Pion noir sur case noire a7 · Pion noir sur case blanche b7 · Fou noir sur case noire e7 · Pion noir sur case blanche f7 · Pion noir sur case noire g7 · Pion noir sur case blanche e6 · Cavalier noir sur case noire f6 · Pion noir sur case noire h6 · Dame noire sur case noire a5 · Pion noir sur case noire c5 · Cavalier blanc sur case noire e5 · Pion blanc sur case blanche h5 · Pion blanc sur case noire d4 · Fou blanc sur case noire f4 · Pion blanc sur case blanche a2 · Pion blanc sur case noire b2 · Pion blanc sur case blanche c2 · Dame blanche sur case blanche e2 · Pion blanc sur case noire f2 · Pion blanc sur case blanche g2 · Roi blanc sur case blanche b1 · Tour blanche sur case blanche d1 · Tour blanche sur case blanche h1 | Tour noire sur case noire d8 · Tour noire sur case noire f8 · Roi noir sur case blanche g8 · Pion noir sur case noire a7 · Pion noir sur case blanche b7 · Fou noir sur case noire e7 · Pion noir sur case blanche f7 · Pion noir sur case noire g7 · Pion noir sur case blanche e6 · Cavalier noir sur case noire f6 · Pion noir sur case noire h6 · Dame noire sur case noire a5 · Pion noir sur case noire c5 · Cavalier blanc sur case noire e5 · Pion blanc sur case blanche h5 · Pion blanc sur case noire d4 · Fou blanc sur case noire f4 · Pion blanc sur case blanche a2 · Pion blanc sur case noire b2 · Pion blanc sur case blanche c2 · Dame blanche sur case blanche e2 · Pion blanc sur case noire f2 · Pion blanc sur case blanche g2 · Roi blanc sur case blanche b1 · Tour blanche sur case blanche d1 · Tour blanche sur case blanche h1 | Tour noire sur case noire d8 · Tour noire sur case noire f8 · Roi noir sur case blanche g8 · Pion noir sur case noire a7 · Pion noir sur case blanche b7 · Fou noir sur case noire e7 · Pion noir sur case blanche f7 · Pion noir sur case noire g7 · Pion noir sur case blanche e6 · Cavalier noir sur case noire f6 · Pion noir sur case noire h6 · Dame noire sur case noire a5 · Pion noir sur case noire c5 · Cavalier blanc sur case noire e5 · Pion blanc sur case blanche h5 · Pion blanc sur case noire d4 · Fou blanc sur case noire f4 · Pion blanc sur case blanche a2 · Pion blanc sur case noire b2 · Pion blanc sur case blanche c2 · Dame blanche sur case blanche e2 · Pion blanc sur case noire f2 · Pion blanc sur case blanche g2 · Roi blanc sur case blanche b1 · Tour blanche sur case blanche d1 · Tour blanche sur case blanche h1 | 8 |
| 7 | Tour noire sur case noire d8 · Tour noire sur case noire f8 · Roi noir sur case blanche g8 · Pion noir sur case noire a7 · Pion noir sur case blanche b7 · Fou noir sur case noire e7 · Pion noir sur case blanche f7 · Pion noir sur case noire g7 · Pion noir sur case blanche e6 · Cavalier noir sur case noire f6 · Pion noir sur case noire h6 · Dame noire sur case noire a5 · Pion noir sur case noire c5 · Cavalier blanc sur case noire e5 · Pion blanc sur case blanche h5 · Pion blanc sur case noire d4 · Fou blanc sur case noire f4 · Pion blanc sur case blanche a2 · Pion blanc sur case noire b2 · Pion blanc sur case blanche c2 · Dame blanche sur case blanche e2 · Pion blanc sur case noire f2 · Pion blanc sur case blanche g2 · Roi blanc sur case blanche b1 · Tour blanche sur case blanche d1 · Tour blanche sur case blanche h1 | Tour noire sur case noire d8 · Tour noire sur case noire f8 · Roi noir sur case blanche g8 · Pion noir sur case noire a7 · Pion noir sur case blanche b7 · Fou noir sur case noire e7 · Pion noir sur case blanche f7 · Pion noir sur case noire g7 · Pion noir sur case blanche e6 · Cavalier noir sur case noire f6 · Pion noir sur case noire h6 · Dame noire sur case noire a5 · Pion noir sur case noire c5 · Cavalier blanc sur case noire e5 · Pion blanc sur case blanche h5 · Pion blanc sur case noire d4 · Fou blanc sur case noire f4 · Pion blanc sur case blanche a2 · Pion blanc sur case noire b2 · Pion blanc sur case blanche c2 · Dame blanche sur case blanche e2 · Pion blanc sur case noire f2 · Pion blanc sur case blanche g2 · Roi blanc sur case blanche b1 · Tour blanche sur case blanche d1 · Tour blanche sur case blanche h1 | Tour noire sur case noire d8 · Tour noire sur case noire f8 · Roi noir sur case blanche g8 · Pion noir sur case noire a7 · Pion noir sur case blanche b7 · Fou noir sur case noire e7 · Pion noir sur case blanche f7 · Pion noir sur case noire g7 · Pion noir sur case blanche e6 · Cavalier noir sur case noire f6 · Pion noir sur case noire h6 · Dame noire sur case noire a5 · Pion noir sur case noire c5 · Cavalier blanc sur case noire e5 · Pion blanc sur case blanche h5 · Pion blanc sur case noire d4 · Fou blanc sur case noire f4 · Pion blanc sur case blanche a2 · Pion blanc sur case noire b2 · Pion blanc sur case blanche c2 · Dame blanche sur case blanche e2 · Pion blanc sur case noire f2 · Pion blanc sur case blanche g2 · Roi blanc sur case blanche b1 · Tour blanche sur case blanche d1 · Tour blanche sur case blanche h1 | Tour noire sur case noire d8 · Tour noire sur case noire f8 · Roi noir sur case blanche g8 · Pion noir sur case noire a7 · Pion noir sur case blanche b7 · Fou noir sur case noire e7 · Pion noir sur case blanche f7 · Pion noir sur case noire g7 · Pion noir sur case blanche e6 · Cavalier noir sur case noire f6 · Pion noir sur case noire h6 · Dame noire sur case noire a5 · Pion noir sur case noire c5 · Cavalier blanc sur case noire e5 · Pion blanc sur case blanche h5 · Pion blanc sur case noire d4 · Fou blanc sur case noire f4 · Pion blanc sur case blanche a2 · Pion blanc sur case noire b2 · Pion blanc sur case blanche c2 · Dame blanche sur case blanche e2 · Pion blanc sur case noire f2 · Pion blanc sur case blanche g2 · Roi blanc sur case blanche b1 · Tour blanche sur case blanche d1 · Tour blanche sur case blanche h1 | Tour noire sur case noire d8 · Tour noire sur case noire f8 · Roi noir sur case blanche g8 · Pion noir sur case noire a7 · Pion noir sur case blanche b7 · Fou noir sur case noire e7 · Pion noir sur case blanche f7 · Pion noir sur case noire g7 · Pion noir sur case blanche e6 · Cavalier noir sur case noire f6 · Pion noir sur case noire h6 · Dame noire sur case noire a5 · Pion noir sur case noire c5 · Cavalier blanc sur case noire e5 · Pion blanc sur case blanche h5 · Pion blanc sur case noire d4 · Fou blanc sur case noire f4 · Pion blanc sur case blanche a2 · Pion blanc sur case noire b2 · Pion blanc sur case blanche c2 · Dame blanche sur case blanche e2 · Pion blanc sur case noire f2 · Pion blanc sur case blanche g2 · Roi blanc sur case blanche b1 · Tour blanche sur case blanche d1 · Tour blanche sur case blanche h1 | Tour noire sur case noire d8 · Tour noire sur case noire f8 · Roi noir sur case blanche g8 · Pion noir sur case noire a7 · Pion noir sur case blanche b7 · Fou noir sur case noire e7 · Pion noir sur case blanche f7 · Pion noir sur case noire g7 · Pion noir sur case blanche e6 · Cavalier noir sur case noire f6 · Pion noir sur case noire h6 · Dame noire sur case noire a5 · Pion noir sur case noire c5 · Cavalier blanc sur case noire e5 · Pion blanc sur case blanche h5 · Pion blanc sur case noire d4 · Fou blanc sur case noire f4 · Pion blanc sur case blanche a2 · Pion blanc sur case noire b2 · Pion blanc sur case blanche c2 · Dame blanche sur case blanche e2 · Pion blanc sur case noire f2 · Pion blanc sur case blanche g2 · Roi blanc sur case blanche b1 · Tour blanche sur case blanche d1 · Tour blanche sur case blanche h1 | Tour noire sur case noire d8 · Tour noire sur case noire f8 · Roi noir sur case blanche g8 · Pion noir sur case noire a7 · Pion noir sur case blanche b7 · Fou noir sur case noire e7 · Pion noir sur case blanche f7 · Pion noir sur case noire g7 · Pion noir sur case blanche e6 · Cavalier noir sur case noire f6 · Pion noir sur case noire h6 · Dame noire sur case noire a5 · Pion noir sur case noire c5 · Cavalier blanc sur case noire e5 · Pion blanc sur case blanche h5 · Pion blanc sur case noire d4 · Fou blanc sur case noire f4 · Pion blanc sur case blanche a2 · Pion blanc sur case noire b2 · Pion blanc sur case blanche c2 · Dame blanche sur case blanche e2 · Pion blanc sur case noire f2 · Pion blanc sur case blanche g2 · Roi blanc sur case blanche b1 · Tour blanche sur case blanche d1 · Tour blanche sur case blanche h1 | Tour noire sur case noire d8 · Tour noire sur case noire f8 · Roi noir sur case blanche g8 · Pion noir sur case noire a7 · Pion noir sur case blanche b7 · Fou noir sur case noire e7 · Pion noir sur case blanche f7 · Pion noir sur case noire g7 · Pion noir sur case blanche e6 · Cavalier noir sur case noire f6 · Pion noir sur case noire h6 · Dame noire sur case noire a5 · Pion noir sur case noire c5 · Cavalier blanc sur case noire e5 · Pion blanc sur case blanche h5 · Pion blanc sur case noire d4 · Fou blanc sur case noire f4 · Pion blanc sur case blanche a2 · Pion blanc sur case noire b2 · Pion blanc sur case blanche c2 · Dame blanche sur case blanche e2 · Pion blanc sur case noire f2 · Pion blanc sur case blanche g2 · Roi blanc sur case blanche b1 · Tour blanche sur case blanche d1 · Tour blanche sur case blanche h1 | 7 |
| 6 | Tour noire sur case noire d8 · Tour noire sur case noire f8 · Roi noir sur case blanche g8 · Pion noir sur case noire a7 · Pion noir sur case blanche b7 · Fou noir sur case noire e7 · Pion noir sur case blanche f7 · Pion noir sur case noire g7 · Pion noir sur case blanche e6 · Cavalier noir sur case noire f6 · Pion noir sur case noire h6 · Dame noire sur case noire a5 · Pion noir sur case noire c5 · Cavalier blanc sur case noire e5 · Pion blanc sur case blanche h5 · Pion blanc sur case noire d4 · Fou blanc sur case noire f4 · Pion blanc sur case blanche a2 · Pion blanc sur case noire b2 · Pion blanc sur case blanche c2 · Dame blanche sur case blanche e2 · Pion blanc sur case noire f2 · Pion blanc sur case blanche g2 · Roi blanc sur case blanche b1 · Tour blanche sur case blanche d1 · Tour blanche sur case blanche h1 | Tour noire sur case noire d8 · Tour noire sur case noire f8 · Roi noir sur case blanche g8 · Pion noir sur case noire a7 · Pion noir sur case blanche b7 · Fou noir sur case noire e7 · Pion noir sur case blanche f7 · Pion noir sur case noire g7 · Pion noir sur case blanche e6 · Cavalier noir sur case noire f6 · Pion noir sur case noire h6 · Dame noire sur case noire a5 · Pion noir sur case noire c5 · Cavalier blanc sur case noire e5 · Pion blanc sur case blanche h5 · Pion blanc sur case noire d4 · Fou blanc sur case noire f4 · Pion blanc sur case blanche a2 · Pion blanc sur case noire b2 · Pion blanc sur case blanche c2 · Dame blanche sur case blanche e2 · Pion blanc sur case noire f2 · Pion blanc sur case blanche g2 · Roi blanc sur case blanche b1 · Tour blanche sur case blanche d1 · Tour blanche sur case blanche h1 | Tour noire sur case noire d8 · Tour noire sur case noire f8 · Roi noir sur case blanche g8 · Pion noir sur case noire a7 · Pion noir sur case blanche b7 · Fou noir sur case noire e7 · Pion noir sur case blanche f7 · Pion noir sur case noire g7 · Pion noir sur case blanche e6 · Cavalier noir sur case noire f6 · Pion noir sur case noire h6 · Dame noire sur case noire a5 · Pion noir sur case noire c5 · Cavalier blanc sur case noire e5 · Pion blanc sur case blanche h5 · Pion blanc sur case noire d4 · Fou blanc sur case noire f4 · Pion blanc sur case blanche a2 · Pion blanc sur case noire b2 · Pion blanc sur case blanche c2 · Dame blanche sur case blanche e2 · Pion blanc sur case noire f2 · Pion blanc sur case blanche g2 · Roi blanc sur case blanche b1 · Tour blanche sur case blanche d1 · Tour blanche sur case blanche h1 | Tour noire sur case noire d8 · Tour noire sur case noire f8 · Roi noir sur case blanche g8 · Pion noir sur case noire a7 · Pion noir sur case blanche b7 · Fou noir sur case noire e7 · Pion noir sur case blanche f7 · Pion noir sur case noire g7 · Pion noir sur case blanche e6 · Cavalier noir sur case noire f6 · Pion noir sur case noire h6 · Dame noire sur case noire a5 · Pion noir sur case noire c5 · Cavalier blanc sur case noire e5 · Pion blanc sur case blanche h5 · Pion blanc sur case noire d4 · Fou blanc sur case noire f4 · Pion blanc sur case blanche a2 · Pion blanc sur case noire b2 · Pion blanc sur case blanche c2 · Dame blanche sur case blanche e2 · Pion blanc sur case noire f2 · Pion blanc sur case blanche g2 · Roi blanc sur case blanche b1 · Tour blanche sur case blanche d1 · Tour blanche sur case blanche h1 | Tour noire sur case noire d8 · Tour noire sur case noire f8 · Roi noir sur case blanche g8 · Pion noir sur case noire a7 · Pion noir sur case blanche b7 · Fou noir sur case noire e7 · Pion noir sur case blanche f7 · Pion noir sur case noire g7 · Pion noir sur case blanche e6 · Cavalier noir sur case noire f6 · Pion noir sur case noire h6 · Dame noire sur case noire a5 · Pion noir sur case noire c5 · Cavalier blanc sur case noire e5 · Pion blanc sur case blanche h5 · Pion blanc sur case noire d4 · Fou blanc sur case noire f4 · Pion blanc sur case blanche a2 · Pion blanc sur case noire b2 · Pion blanc sur case blanche c2 · Dame blanche sur case blanche e2 · Pion blanc sur case noire f2 · Pion blanc sur case blanche g2 · Roi blanc sur case blanche b1 · Tour blanche sur case blanche d1 · Tour blanche sur case blanche h1 | Tour noire sur case noire d8 · Tour noire sur case noire f8 · Roi noir sur case blanche g8 · Pion noir sur case noire a7 · Pion noir sur case blanche b7 · Fou noir sur case noire e7 · Pion noir sur case blanche f7 · Pion noir sur case noire g7 · Pion noir sur case blanche e6 · Cavalier noir sur case noire f6 · Pion noir sur case noire h6 · Dame noire sur case noire a5 · Pion noir sur case noire c5 · Cavalier blanc sur case noire e5 · Pion blanc sur case blanche h5 · Pion blanc sur case noire d4 · Fou blanc sur case noire f4 · Pion blanc sur case blanche a2 · Pion blanc sur case noire b2 · Pion blanc sur case blanche c2 · Dame blanche sur case blanche e2 · Pion blanc sur case noire f2 · Pion blanc sur case blanche g2 · Roi blanc sur case blanche b1 · Tour blanche sur case blanche d1 · Tour blanche sur case blanche h1 | Tour noire sur case noire d8 · Tour noire sur case noire f8 · Roi noir sur case blanche g8 · Pion noir sur case noire a7 · Pion noir sur case blanche b7 · Fou noir sur case noire e7 · Pion noir sur case blanche f7 · Pion noir sur case noire g7 · Pion noir sur case blanche e6 · Cavalier noir sur case noire f6 · Pion noir sur case noire h6 · Dame noire sur case noire a5 · Pion noir sur case noire c5 · Cavalier blanc sur case noire e5 · Pion blanc sur case blanche h5 · Pion blanc sur case noire d4 · Fou blanc sur case noire f4 · Pion blanc sur case blanche a2 · Pion blanc sur case noire b2 · Pion blanc sur case blanche c2 · Dame blanche sur case blanche e2 · Pion blanc sur case noire f2 · Pion blanc sur case blanche g2 · Roi blanc sur case blanche b1 · Tour blanche sur case blanche d1 · Tour blanche sur case blanche h1 | Tour noire sur case noire d8 · Tour noire sur case noire f8 · Roi noir sur case blanche g8 · Pion noir sur case noire a7 · Pion noir sur case blanche b7 · Fou noir sur case noire e7 · Pion noir sur case blanche f7 · Pion noir sur case noire g7 · Pion noir sur case blanche e6 · Cavalier noir sur case noire f6 · Pion noir sur case noire h6 · Dame noire sur case noire a5 · Pion noir sur case noire c5 · Cavalier blanc sur case noire e5 · Pion blanc sur case blanche h5 · Pion blanc sur case noire d4 · Fou blanc sur case noire f4 · Pion blanc sur case blanche a2 · Pion blanc sur case noire b2 · Pion blanc sur case blanche c2 · Dame blanche sur case blanche e2 · Pion blanc sur case noire f2 · Pion blanc sur case blanche g2 · Roi blanc sur case blanche b1 · Tour blanche sur case blanche d1 · Tour blanche sur case blanche h1 | 6 |
| 5 | Tour noire sur case noire d8 · Tour noire sur case noire f8 · Roi noir sur case blanche g8 · Pion noir sur case noire a7 · Pion noir sur case blanche b7 · Fou noir sur case noire e7 · Pion noir sur case blanche f7 · Pion noir sur case noire g7 · Pion noir sur case blanche e6 · Cavalier noir sur case noire f6 · Pion noir sur case noire h6 · Dame noire sur case noire a5 · Pion noir sur case noire c5 · Cavalier blanc sur case noire e5 · Pion blanc sur case blanche h5 · Pion blanc sur case noire d4 · Fou blanc sur case noire f4 · Pion blanc sur case blanche a2 · Pion blanc sur case noire b2 · Pion blanc sur case blanche c2 · Dame blanche sur case blanche e2 · Pion blanc sur case noire f2 · Pion blanc sur case blanche g2 · Roi blanc sur case blanche b1 · Tour blanche sur case blanche d1 · Tour blanche sur case blanche h1 | Tour noire sur case noire d8 · Tour noire sur case noire f8 · Roi noir sur case blanche g8 · Pion noir sur case noire a7 · Pion noir sur case blanche b7 · Fou noir sur case noire e7 · Pion noir sur case blanche f7 · Pion noir sur case noire g7 · Pion noir sur case blanche e6 · Cavalier noir sur case noire f6 · Pion noir sur case noire h6 · Dame noire sur case noire a5 · Pion noir sur case noire c5 · Cavalier blanc sur case noire e5 · Pion blanc sur case blanche h5 · Pion blanc sur case noire d4 · Fou blanc sur case noire f4 · Pion blanc sur case blanche a2 · Pion blanc sur case noire b2 · Pion blanc sur case blanche c2 · Dame blanche sur case blanche e2 · Pion blanc sur case noire f2 · Pion blanc sur case blanche g2 · Roi blanc sur case blanche b1 · Tour blanche sur case blanche d1 · Tour blanche sur case blanche h1 | Tour noire sur case noire d8 · Tour noire sur case noire f8 · Roi noir sur case blanche g8 · Pion noir sur case noire a7 · Pion noir sur case blanche b7 · Fou noir sur case noire e7 · Pion noir sur case blanche f7 · Pion noir sur case noire g7 · Pion noir sur case blanche e6 · Cavalier noir sur case noire f6 · Pion noir sur case noire h6 · Dame noire sur case noire a5 · Pion noir sur case noire c5 · Cavalier blanc sur case noire e5 · Pion blanc sur case blanche h5 · Pion blanc sur case noire d4 · Fou blanc sur case noire f4 · Pion blanc sur case blanche a2 · Pion blanc sur case noire b2 · Pion blanc sur case blanche c2 · Dame blanche sur case blanche e2 · Pion blanc sur case noire f2 · Pion blanc sur case blanche g2 · Roi blanc sur case blanche b1 · Tour blanche sur case blanche d1 · Tour blanche sur case blanche h1 | Tour noire sur case noire d8 · Tour noire sur case noire f8 · Roi noir sur case blanche g8 · Pion noir sur case noire a7 · Pion noir sur case blanche b7 · Fou noir sur case noire e7 · Pion noir sur case blanche f7 · Pion noir sur case noire g7 · Pion noir sur case blanche e6 · Cavalier noir sur case noire f6 · Pion noir sur case noire h6 · Dame noire sur case noire a5 · Pion noir sur case noire c5 · Cavalier blanc sur case noire e5 · Pion blanc sur case blanche h5 · Pion blanc sur case noire d4 · Fou blanc sur case noire f4 · Pion blanc sur case blanche a2 · Pion blanc sur case noire b2 · Pion blanc sur case blanche c2 · Dame blanche sur case blanche e2 · Pion blanc sur case noire f2 · Pion blanc sur case blanche g2 · Roi blanc sur case blanche b1 · Tour blanche sur case blanche d1 · Tour blanche sur case blanche h1 | Tour noire sur case noire d8 · Tour noire sur case noire f8 · Roi noir sur case blanche g8 · Pion noir sur case noire a7 · Pion noir sur case blanche b7 · Fou noir sur case noire e7 · Pion noir sur case blanche f7 · Pion noir sur case noire g7 · Pion noir sur case blanche e6 · Cavalier noir sur case noire f6 · Pion noir sur case noire h6 · Dame noire sur case noire a5 · Pion noir sur case noire c5 · Cavalier blanc sur case noire e5 · Pion blanc sur case blanche h5 · Pion blanc sur case noire d4 · Fou blanc sur case noire f4 · Pion blanc sur case blanche a2 · Pion blanc sur case noire b2 · Pion blanc sur case blanche c2 · Dame blanche sur case blanche e2 · Pion blanc sur case noire f2 · Pion blanc sur case blanche g2 · Roi blanc sur case blanche b1 · Tour blanche sur case blanche d1 · Tour blanche sur case blanche h1 | Tour noire sur case noire d8 · Tour noire sur case noire f8 · Roi noir sur case blanche g8 · Pion noir sur case noire a7 · Pion noir sur case blanche b7 · Fou noir sur case noire e7 · Pion noir sur case blanche f7 · Pion noir sur case noire g7 · Pion noir sur case blanche e6 · Cavalier noir sur case noire f6 · Pion noir sur case noire h6 · Dame noire sur case noire a5 · Pion noir sur case noire c5 · Cavalier blanc sur case noire e5 · Pion blanc sur case blanche h5 · Pion blanc sur case noire d4 · Fou blanc sur case noire f4 · Pion blanc sur case blanche a2 · Pion blanc sur case noire b2 · Pion blanc sur case blanche c2 · Dame blanche sur case blanche e2 · Pion blanc sur case noire f2 · Pion blanc sur case blanche g2 · Roi blanc sur case blanche b1 · Tour blanche sur case blanche d1 · Tour blanche sur case blanche h1 | Tour noire sur case noire d8 · Tour noire sur case noire f8 · Roi noir sur case blanche g8 · Pion noir sur case noire a7 · Pion noir sur case blanche b7 · Fou noir sur case noire e7 · Pion noir sur case blanche f7 · Pion noir sur case noire g7 · Pion noir sur case blanche e6 · Cavalier noir sur case noire f6 · Pion noir sur case noire h6 · Dame noire sur case noire a5 · Pion noir sur case noire c5 · Cavalier blanc sur case noire e5 · Pion blanc sur case blanche h5 · Pion blanc sur case noire d4 · Fou blanc sur case noire f4 · Pion blanc sur case blanche a2 · Pion blanc sur case noire b2 · Pion blanc sur case blanche c2 · Dame blanche sur case blanche e2 · Pion blanc sur case noire f2 · Pion blanc sur case blanche g2 · Roi blanc sur case blanche b1 · Tour blanche sur case blanche d1 · Tour blanche sur case blanche h1 | Tour noire sur case noire d8 · Tour noire sur case noire f8 · Roi noir sur case blanche g8 · Pion noir sur case noire a7 · Pion noir sur case blanche b7 · Fou noir sur case noire e7 · Pion noir sur case blanche f7 · Pion noir sur case noire g7 · Pion noir sur case blanche e6 · Cavalier noir sur case noire f6 · Pion noir sur case noire h6 · Dame noire sur case noire a5 · Pion noir sur case noire c5 · Cavalier blanc sur case noire e5 · Pion blanc sur case blanche h5 · Pion blanc sur case noire d4 · Fou blanc sur case noire f4 · Pion blanc sur case blanche a2 · Pion blanc sur case noire b2 · Pion blanc sur case blanche c2 · Dame blanche sur case blanche e2 · Pion blanc sur case noire f2 · Pion blanc sur case blanche g2 · Roi blanc sur case blanche b1 · Tour blanche sur case blanche d1 · Tour blanche sur case blanche h1 | 5 |
| 4 | Tour noire sur case noire d8 · Tour noire sur case noire f8 · Roi noir sur case blanche g8 · Pion noir sur case noire a7 · Pion noir sur case blanche b7 · Fou noir sur case noire e7 · Pion noir sur case blanche f7 · Pion noir sur case noire g7 · Pion noir sur case blanche e6 · Cavalier noir sur case noire f6 · Pion noir sur case noire h6 · Dame noire sur case noire a5 · Pion noir sur case noire c5 · Cavalier blanc sur case noire e5 · Pion blanc sur case blanche h5 · Pion blanc sur case noire d4 · Fou blanc sur case noire f4 · Pion blanc sur case blanche a2 · Pion blanc sur case noire b2 · Pion blanc sur case blanche c2 · Dame blanche sur case blanche e2 · Pion blanc sur case noire f2 · Pion blanc sur case blanche g2 · Roi blanc sur case blanche b1 · Tour blanche sur case blanche d1 · Tour blanche sur case blanche h1 | Tour noire sur case noire d8 · Tour noire sur case noire f8 · Roi noir sur case blanche g8 · Pion noir sur case noire a7 · Pion noir sur case blanche b7 · Fou noir sur case noire e7 · Pion noir sur case blanche f7 · Pion noir sur case noire g7 · Pion noir sur case blanche e6 · Cavalier noir sur case noire f6 · Pion noir sur case noire h6 · Dame noire sur case noire a5 · Pion noir sur case noire c5 · Cavalier blanc sur case noire e5 · Pion blanc sur case blanche h5 · Pion blanc sur case noire d4 · Fou blanc sur case noire f4 · Pion blanc sur case blanche a2 · Pion blanc sur case noire b2 · Pion blanc sur case blanche c2 · Dame blanche sur case blanche e2 · Pion blanc sur case noire f2 · Pion blanc sur case blanche g2 · Roi blanc sur case blanche b1 · Tour blanche sur case blanche d1 · Tour blanche sur case blanche h1 | Tour noire sur case noire d8 · Tour noire sur case noire f8 · Roi noir sur case blanche g8 · Pion noir sur case noire a7 · Pion noir sur case blanche b7 · Fou noir sur case noire e7 · Pion noir sur case blanche f7 · Pion noir sur case noire g7 · Pion noir sur case blanche e6 · Cavalier noir sur case noire f6 · Pion noir sur case noire h6 · Dame noire sur case noire a5 · Pion noir sur case noire c5 · Cavalier blanc sur case noire e5 · Pion blanc sur case blanche h5 · Pion blanc sur case noire d4 · Fou blanc sur case noire f4 · Pion blanc sur case blanche a2 · Pion blanc sur case noire b2 · Pion blanc sur case blanche c2 · Dame blanche sur case blanche e2 · Pion blanc sur case noire f2 · Pion blanc sur case blanche g2 · Roi blanc sur case blanche b1 · Tour blanche sur case blanche d1 · Tour blanche sur case blanche h1 | Tour noire sur case noire d8 · Tour noire sur case noire f8 · Roi noir sur case blanche g8 · Pion noir sur case noire a7 · Pion noir sur case blanche b7 · Fou noir sur case noire e7 · Pion noir sur case blanche f7 · Pion noir sur case noire g7 · Pion noir sur case blanche e6 · Cavalier noir sur case noire f6 · Pion noir sur case noire h6 · Dame noire sur case noire a5 · Pion noir sur case noire c5 · Cavalier blanc sur case noire e5 · Pion blanc sur case blanche h5 · Pion blanc sur case noire d4 · Fou blanc sur case noire f4 · Pion blanc sur case blanche a2 · Pion blanc sur case noire b2 · Pion blanc sur case blanche c2 · Dame blanche sur case blanche e2 · Pion blanc sur case noire f2 · Pion blanc sur case blanche g2 · Roi blanc sur case blanche b1 · Tour blanche sur case blanche d1 · Tour blanche sur case blanche h1 | Tour noire sur case noire d8 · Tour noire sur case noire f8 · Roi noir sur case blanche g8 · Pion noir sur case noire a7 · Pion noir sur case blanche b7 · Fou noir sur case noire e7 · Pion noir sur case blanche f7 · Pion noir sur case noire g7 · Pion noir sur case blanche e6 · Cavalier noir sur case noire f6 · Pion noir sur case noire h6 · Dame noire sur case noire a5 · Pion noir sur case noire c5 · Cavalier blanc sur case noire e5 · Pion blanc sur case blanche h5 · Pion blanc sur case noire d4 · Fou blanc sur case noire f4 · Pion blanc sur case blanche a2 · Pion blanc sur case noire b2 · Pion blanc sur case blanche c2 · Dame blanche sur case blanche e2 · Pion blanc sur case noire f2 · Pion blanc sur case blanche g2 · Roi blanc sur case blanche b1 · Tour blanche sur case blanche d1 · Tour blanche sur case blanche h1 | Tour noire sur case noire d8 · Tour noire sur case noire f8 · Roi noir sur case blanche g8 · Pion noir sur case noire a7 · Pion noir sur case blanche b7 · Fou noir sur case noire e7 · Pion noir sur case blanche f7 · Pion noir sur case noire g7 · Pion noir sur case blanche e6 · Cavalier noir sur case noire f6 · Pion noir sur case noire h6 · Dame noire sur case noire a5 · Pion noir sur case noire c5 · Cavalier blanc sur case noire e5 · Pion blanc sur case blanche h5 · Pion blanc sur case noire d4 · Fou blanc sur case noire f4 · Pion blanc sur case blanche a2 · Pion blanc sur case noire b2 · Pion blanc sur case blanche c2 · Dame blanche sur case blanche e2 · Pion blanc sur case noire f2 · Pion blanc sur case blanche g2 · Roi blanc sur case blanche b1 · Tour blanche sur case blanche d1 · Tour blanche sur case blanche h1 | Tour noire sur case noire d8 · Tour noire sur case noire f8 · Roi noir sur case blanche g8 · Pion noir sur case noire a7 · Pion noir sur case blanche b7 · Fou noir sur case noire e7 · Pion noir sur case blanche f7 · Pion noir sur case noire g7 · Pion noir sur case blanche e6 · Cavalier noir sur case noire f6 · Pion noir sur case noire h6 · Dame noire sur case noire a5 · Pion noir sur case noire c5 · Cavalier blanc sur case noire e5 · Pion blanc sur case blanche h5 · Pion blanc sur case noire d4 · Fou blanc sur case noire f4 · Pion blanc sur case blanche a2 · Pion blanc sur case noire b2 · Pion blanc sur case blanche c2 · Dame blanche sur case blanche e2 · Pion blanc sur case noire f2 · Pion blanc sur case blanche g2 · Roi blanc sur case blanche b1 · Tour blanche sur case blanche d1 · Tour blanche sur case blanche h1 | Tour noire sur case noire d8 · Tour noire sur case noire f8 · Roi noir sur case blanche g8 · Pion noir sur case noire a7 · Pion noir sur case blanche b7 · Fou noir sur case noire e7 · Pion noir sur case blanche f7 · Pion noir sur case noire g7 · Pion noir sur case blanche e6 · Cavalier noir sur case noire f6 · Pion noir sur case noire h6 · Dame noire sur case noire a5 · Pion noir sur case noire c5 · Cavalier blanc sur case noire e5 · Pion blanc sur case blanche h5 · Pion blanc sur case noire d4 · Fou blanc sur case noire f4 · Pion blanc sur case blanche a2 · Pion blanc sur case noire b2 · Pion blanc sur case blanche c2 · Dame blanche sur case blanche e2 · Pion blanc sur case noire f2 · Pion blanc sur case blanche g2 · Roi blanc sur case blanche b1 · Tour blanche sur case blanche d1 · Tour blanche sur case blanche h1 | 4 |
| 3 | Tour noire sur case noire d8 · Tour noire sur case noire f8 · Roi noir sur case blanche g8 · Pion noir sur case noire a7 · Pion noir sur case blanche b7 · Fou noir sur case noire e7 · Pion noir sur case blanche f7 · Pion noir sur case noire g7 · Pion noir sur case blanche e6 · Cavalier noir sur case noire f6 · Pion noir sur case noire h6 · Dame noire sur case noire a5 · Pion noir sur case noire c5 · Cavalier blanc sur case noire e5 · Pion blanc sur case blanche h5 · Pion blanc sur case noire d4 · Fou blanc sur case noire f4 · Pion blanc sur case blanche a2 · Pion blanc sur case noire b2 · Pion blanc sur case blanche c2 · Dame blanche sur case blanche e2 · Pion blanc sur case noire f2 · Pion blanc sur case blanche g2 · Roi blanc sur case blanche b1 · Tour blanche sur case blanche d1 · Tour blanche sur case blanche h1 | Tour noire sur case noire d8 · Tour noire sur case noire f8 · Roi noir sur case blanche g8 · Pion noir sur case noire a7 · Pion noir sur case blanche b7 · Fou noir sur case noire e7 · Pion noir sur case blanche f7 · Pion noir sur case noire g7 · Pion noir sur case blanche e6 · Cavalier noir sur case noire f6 · Pion noir sur case noire h6 · Dame noire sur case noire a5 · Pion noir sur case noire c5 · Cavalier blanc sur case noire e5 · Pion blanc sur case blanche h5 · Pion blanc sur case noire d4 · Fou blanc sur case noire f4 · Pion blanc sur case blanche a2 · Pion blanc sur case noire b2 · Pion blanc sur case blanche c2 · Dame blanche sur case blanche e2 · Pion blanc sur case noire f2 · Pion blanc sur case blanche g2 · Roi blanc sur case blanche b1 · Tour blanche sur case blanche d1 · Tour blanche sur case blanche h1 | Tour noire sur case noire d8 · Tour noire sur case noire f8 · Roi noir sur case blanche g8 · Pion noir sur case noire a7 · Pion noir sur case blanche b7 · Fou noir sur case noire e7 · Pion noir sur case blanche f7 · Pion noir sur case noire g7 · Pion noir sur case blanche e6 · Cavalier noir sur case noire f6 · Pion noir sur case noire h6 · Dame noire sur case noire a5 · Pion noir sur case noire c5 · Cavalier blanc sur case noire e5 · Pion blanc sur case blanche h5 · Pion blanc sur case noire d4 · Fou blanc sur case noire f4 · Pion blanc sur case blanche a2 · Pion blanc sur case noire b2 · Pion blanc sur case blanche c2 · Dame blanche sur case blanche e2 · Pion blanc sur case noire f2 · Pion blanc sur case blanche g2 · Roi blanc sur case blanche b1 · Tour blanche sur case blanche d1 · Tour blanche sur case blanche h1 | Tour noire sur case noire d8 · Tour noire sur case noire f8 · Roi noir sur case blanche g8 · Pion noir sur case noire a7 · Pion noir sur case blanche b7 · Fou noir sur case noire e7 · Pion noir sur case blanche f7 · Pion noir sur case noire g7 · Pion noir sur case blanche e6 · Cavalier noir sur case noire f6 · Pion noir sur case noire h6 · Dame noire sur case noire a5 · Pion noir sur case noire c5 · Cavalier blanc sur case noire e5 · Pion blanc sur case blanche h5 · Pion blanc sur case noire d4 · Fou blanc sur case noire f4 · Pion blanc sur case blanche a2 · Pion blanc sur case noire b2 · Pion blanc sur case blanche c2 · Dame blanche sur case blanche e2 · Pion blanc sur case noire f2 · Pion blanc sur case blanche g2 · Roi blanc sur case blanche b1 · Tour blanche sur case blanche d1 · Tour blanche sur case blanche h1 | Tour noire sur case noire d8 · Tour noire sur case noire f8 · Roi noir sur case blanche g8 · Pion noir sur case noire a7 · Pion noir sur case blanche b7 · Fou noir sur case noire e7 · Pion noir sur case blanche f7 · Pion noir sur case noire g7 · Pion noir sur case blanche e6 · Cavalier noir sur case noire f6 · Pion noir sur case noire h6 · Dame noire sur case noire a5 · Pion noir sur case noire c5 · Cavalier blanc sur case noire e5 · Pion blanc sur case blanche h5 · Pion blanc sur case noire d4 · Fou blanc sur case noire f4 · Pion blanc sur case blanche a2 · Pion blanc sur case noire b2 · Pion blanc sur case blanche c2 · Dame blanche sur case blanche e2 · Pion blanc sur case noire f2 · Pion blanc sur case blanche g2 · Roi blanc sur case blanche b1 · Tour blanche sur case blanche d1 · Tour blanche sur case blanche h1 | Tour noire sur case noire d8 · Tour noire sur case noire f8 · Roi noir sur case blanche g8 · Pion noir sur case noire a7 · Pion noir sur case blanche b7 · Fou noir sur case noire e7 · Pion noir sur case blanche f7 · Pion noir sur case noire g7 · Pion noir sur case blanche e6 · Cavalier noir sur case noire f6 · Pion noir sur case noire h6 · Dame noire sur case noire a5 · Pion noir sur case noire c5 · Cavalier blanc sur case noire e5 · Pion blanc sur case blanche h5 · Pion blanc sur case noire d4 · Fou blanc sur case noire f4 · Pion blanc sur case blanche a2 · Pion blanc sur case noire b2 · Pion blanc sur case blanche c2 · Dame blanche sur case blanche e2 · Pion blanc sur case noire f2 · Pion blanc sur case blanche g2 · Roi blanc sur case blanche b1 · Tour blanche sur case blanche d1 · Tour blanche sur case blanche h1 | Tour noire sur case noire d8 · Tour noire sur case noire f8 · Roi noir sur case blanche g8 · Pion noir sur case noire a7 · Pion noir sur case blanche b7 · Fou noir sur case noire e7 · Pion noir sur case blanche f7 · Pion noir sur case noire g7 · Pion noir sur case blanche e6 · Cavalier noir sur case noire f6 · Pion noir sur case noire h6 · Dame noire sur case noire a5 · Pion noir sur case noire c5 · Cavalier blanc sur case noire e5 · Pion blanc sur case blanche h5 · Pion blanc sur case noire d4 · Fou blanc sur case noire f4 · Pion blanc sur case blanche a2 · Pion blanc sur case noire b2 · Pion blanc sur case blanche c2 · Dame blanche sur case blanche e2 · Pion blanc sur case noire f2 · Pion blanc sur case blanche g2 · Roi blanc sur case blanche b1 · Tour blanche sur case blanche d1 · Tour blanche sur case blanche h1 | Tour noire sur case noire d8 · Tour noire sur case noire f8 · Roi noir sur case blanche g8 · Pion noir sur case noire a7 · Pion noir sur case blanche b7 · Fou noir sur case noire e7 · Pion noir sur case blanche f7 · Pion noir sur case noire g7 · Pion noir sur case blanche e6 · Cavalier noir sur case noire f6 · Pion noir sur case noire h6 · Dame noire sur case noire a5 · Pion noir sur case noire c5 · Cavalier blanc sur case noire e5 · Pion blanc sur case blanche h5 · Pion blanc sur case noire d4 · Fou blanc sur case noire f4 · Pion blanc sur case blanche a2 · Pion blanc sur case noire b2 · Pion blanc sur case blanche c2 · Dame blanche sur case blanche e2 · Pion blanc sur case noire f2 · Pion blanc sur case blanche g2 · Roi blanc sur case blanche b1 · Tour blanche sur case blanche d1 · Tour blanche sur case blanche h1 | 3 |
| 2 | Tour noire sur case noire d8 · Tour noire sur case noire f8 · Roi noir sur case blanche g8 · Pion noir sur case noire a7 · Pion noir sur case blanche b7 · Fou noir sur case noire e7 · Pion noir sur case blanche f7 · Pion noir sur case noire g7 · Pion noir sur case blanche e6 · Cavalier noir sur case noire f6 · Pion noir sur case noire h6 · Dame noire sur case noire a5 · Pion noir sur case noire c5 · Cavalier blanc sur case noire e5 · Pion blanc sur case blanche h5 · Pion blanc sur case noire d4 · Fou blanc sur case noire f4 · Pion blanc sur case blanche a2 · Pion blanc sur case noire b2 · Pion blanc sur case blanche c2 · Dame blanche sur case blanche e2 · Pion blanc sur case noire f2 · Pion blanc sur case blanche g2 · Roi blanc sur case blanche b1 · Tour blanche sur case blanche d1 · Tour blanche sur case blanche h1 | Tour noire sur case noire d8 · Tour noire sur case noire f8 · Roi noir sur case blanche g8 · Pion noir sur case noire a7 · Pion noir sur case blanche b7 · Fou noir sur case noire e7 · Pion noir sur case blanche f7 · Pion noir sur case noire g7 · Pion noir sur case blanche e6 · Cavalier noir sur case noire f6 · Pion noir sur case noire h6 · Dame noire sur case noire a5 · Pion noir sur case noire c5 · Cavalier blanc sur case noire e5 · Pion blanc sur case blanche h5 · Pion blanc sur case noire d4 · Fou blanc sur case noire f4 · Pion blanc sur case blanche a2 · Pion blanc sur case noire b2 · Pion blanc sur case blanche c2 · Dame blanche sur case blanche e2 · Pion blanc sur case noire f2 · Pion blanc sur case blanche g2 · Roi blanc sur case blanche b1 · Tour blanche sur case blanche d1 · Tour blanche sur case blanche h1 | Tour noire sur case noire d8 · Tour noire sur case noire f8 · Roi noir sur case blanche g8 · Pion noir sur case noire a7 · Pion noir sur case blanche b7 · Fou noir sur case noire e7 · Pion noir sur case blanche f7 · Pion noir sur case noire g7 · Pion noir sur case blanche e6 · Cavalier noir sur case noire f6 · Pion noir sur case noire h6 · Dame noire sur case noire a5 · Pion noir sur case noire c5 · Cavalier blanc sur case noire e5 · Pion blanc sur case blanche h5 · Pion blanc sur case noire d4 · Fou blanc sur case noire f4 · Pion blanc sur case blanche a2 · Pion blanc sur case noire b2 · Pion blanc sur case blanche c2 · Dame blanche sur case blanche e2 · Pion blanc sur case noire f2 · Pion blanc sur case blanche g2 · Roi blanc sur case blanche b1 · Tour blanche sur case blanche d1 · Tour blanche sur case blanche h1 | Tour noire sur case noire d8 · Tour noire sur case noire f8 · Roi noir sur case blanche g8 · Pion noir sur case noire a7 · Pion noir sur case blanche b7 · Fou noir sur case noire e7 · Pion noir sur case blanche f7 · Pion noir sur case noire g7 · Pion noir sur case blanche e6 · Cavalier noir sur case noire f6 · Pion noir sur case noire h6 · Dame noire sur case noire a5 · Pion noir sur case noire c5 · Cavalier blanc sur case noire e5 · Pion blanc sur case blanche h5 · Pion blanc sur case noire d4 · Fou blanc sur case noire f4 · Pion blanc sur case blanche a2 · Pion blanc sur case noire b2 · Pion blanc sur case blanche c2 · Dame blanche sur case blanche e2 · Pion blanc sur case noire f2 · Pion blanc sur case blanche g2 · Roi blanc sur case blanche b1 · Tour blanche sur case blanche d1 · Tour blanche sur case blanche h1 | Tour noire sur case noire d8 · Tour noire sur case noire f8 · Roi noir sur case blanche g8 · Pion noir sur case noire a7 · Pion noir sur case blanche b7 · Fou noir sur case noire e7 · Pion noir sur case blanche f7 · Pion noir sur case noire g7 · Pion noir sur case blanche e6 · Cavalier noir sur case noire f6 · Pion noir sur case noire h6 · Dame noire sur case noire a5 · Pion noir sur case noire c5 · Cavalier blanc sur case noire e5 · Pion blanc sur case blanche h5 · Pion blanc sur case noire d4 · Fou blanc sur case noire f4 · Pion blanc sur case blanche a2 · Pion blanc sur case noire b2 · Pion blanc sur case blanche c2 · Dame blanche sur case blanche e2 · Pion blanc sur case noire f2 · Pion blanc sur case blanche g2 · Roi blanc sur case blanche b1 · Tour blanche sur case blanche d1 · Tour blanche sur case blanche h1 | Tour noire sur case noire d8 · Tour noire sur case noire f8 · Roi noir sur case blanche g8 · Pion noir sur case noire a7 · Pion noir sur case blanche b7 · Fou noir sur case noire e7 · Pion noir sur case blanche f7 · Pion noir sur case noire g7 · Pion noir sur case blanche e6 · Cavalier noir sur case noire f6 · Pion noir sur case noire h6 · Dame noire sur case noire a5 · Pion noir sur case noire c5 · Cavalier blanc sur case noire e5 · Pion blanc sur case blanche h5 · Pion blanc sur case noire d4 · Fou blanc sur case noire f4 · Pion blanc sur case blanche a2 · Pion blanc sur case noire b2 · Pion blanc sur case blanche c2 · Dame blanche sur case blanche e2 · Pion blanc sur case noire f2 · Pion blanc sur case blanche g2 · Roi blanc sur case blanche b1 · Tour blanche sur case blanche d1 · Tour blanche sur case blanche h1 | Tour noire sur case noire d8 · Tour noire sur case noire f8 · Roi noir sur case blanche g8 · Pion noir sur case noire a7 · Pion noir sur case blanche b7 · Fou noir sur case noire e7 · Pion noir sur case blanche f7 · Pion noir sur case noire g7 · Pion noir sur case blanche e6 · Cavalier noir sur case noire f6 · Pion noir sur case noire h6 · Dame noire sur case noire a5 · Pion noir sur case noire c5 · Cavalier blanc sur case noire e5 · Pion blanc sur case blanche h5 · Pion blanc sur case noire d4 · Fou blanc sur case noire f4 · Pion blanc sur case blanche a2 · Pion blanc sur case noire b2 · Pion blanc sur case blanche c2 · Dame blanche sur case blanche e2 · Pion blanc sur case noire f2 · Pion blanc sur case blanche g2 · Roi blanc sur case blanche b1 · Tour blanche sur case blanche d1 · Tour blanche sur case blanche h1 | Tour noire sur case noire d8 · Tour noire sur case noire f8 · Roi noir sur case blanche g8 · Pion noir sur case noire a7 · Pion noir sur case blanche b7 · Fou noir sur case noire e7 · Pion noir sur case blanche f7 · Pion noir sur case noire g7 · Pion noir sur case blanche e6 · Cavalier noir sur case noire f6 · Pion noir sur case noire h6 · Dame noire sur case noire a5 · Pion noir sur case noire c5 · Cavalier blanc sur case noire e5 · Pion blanc sur case blanche h5 · Pion blanc sur case noire d4 · Fou blanc sur case noire f4 · Pion blanc sur case blanche a2 · Pion blanc sur case noire b2 · Pion blanc sur case blanche c2 · Dame blanche sur case blanche e2 · Pion blanc sur case noire f2 · Pion blanc sur case blanche g2 · Roi blanc sur case blanche b1 · Tour blanche sur case blanche d1 · Tour blanche sur case blanche h1 | 2 |
| 1 | Tour noire sur case noire d8 · Tour noire sur case noire f8 · Roi noir sur case blanche g8 · Pion noir sur case noire a7 · Pion noir sur case blanche b7 · Fou noir sur case noire e7 · Pion noir sur case blanche f7 · Pion noir sur case noire g7 · Pion noir sur case blanche e6 · Cavalier noir sur case noire f6 · Pion noir sur case noire h6 · Dame noire sur case noire a5 · Pion noir sur case noire c5 · Cavalier blanc sur case noire e5 · Pion blanc sur case blanche h5 · Pion blanc sur case noire d4 · Fou blanc sur case noire f4 · Pion blanc sur case blanche a2 · Pion blanc sur case noire b2 · Pion blanc sur case blanche c2 · Dame blanche sur case blanche e2 · Pion blanc sur case noire f2 · Pion blanc sur case blanche g2 · Roi blanc sur case blanche b1 · Tour blanche sur case blanche d1 · Tour blanche sur case blanche h1 | Tour noire sur case noire d8 · Tour noire sur case noire f8 · Roi noir sur case blanche g8 · Pion noir sur case noire a7 · Pion noir sur case blanche b7 · Fou noir sur case noire e7 · Pion noir sur case blanche f7 · Pion noir sur case noire g7 · Pion noir sur case blanche e6 · Cavalier noir sur case noire f6 · Pion noir sur case noire h6 · Dame noire sur case noire a5 · Pion noir sur case noire c5 · Cavalier blanc sur case noire e5 · Pion blanc sur case blanche h5 · Pion blanc sur case noire d4 · Fou blanc sur case noire f4 · Pion blanc sur case blanche a2 · Pion blanc sur case noire b2 · Pion blanc sur case blanche c2 · Dame blanche sur case blanche e2 · Pion blanc sur case noire f2 · Pion blanc sur case blanche g2 · Roi blanc sur case blanche b1 · Tour blanche sur case blanche d1 · Tour blanche sur case blanche h1 | Tour noire sur case noire d8 · Tour noire sur case noire f8 · Roi noir sur case blanche g8 · Pion noir sur case noire a7 · Pion noir sur case blanche b7 · Fou noir sur case noire e7 · Pion noir sur case blanche f7 · Pion noir sur case noire g7 · Pion noir sur case blanche e6 · Cavalier noir sur case noire f6 · Pion noir sur case noire h6 · Dame noire sur case noire a5 · Pion noir sur case noire c5 · Cavalier blanc sur case noire e5 · Pion blanc sur case blanche h5 · Pion blanc sur case noire d4 · Fou blanc sur case noire f4 · Pion blanc sur case blanche a2 · Pion blanc sur case noire b2 · Pion blanc sur case blanche c2 · Dame blanche sur case blanche e2 · Pion blanc sur case noire f2 · Pion blanc sur case blanche g2 · Roi blanc sur case blanche b1 · Tour blanche sur case blanche d1 · Tour blanche sur case blanche h1 | Tour noire sur case noire d8 · Tour noire sur case noire f8 · Roi noir sur case blanche g8 · Pion noir sur case noire a7 · Pion noir sur case blanche b7 · Fou noir sur case noire e7 · Pion noir sur case blanche f7 · Pion noir sur case noire g7 · Pion noir sur case blanche e6 · Cavalier noir sur case noire f6 · Pion noir sur case noire h6 · Dame noire sur case noire a5 · Pion noir sur case noire c5 · Cavalier blanc sur case noire e5 · Pion blanc sur case blanche h5 · Pion blanc sur case noire d4 · Fou blanc sur case noire f4 · Pion blanc sur case blanche a2 · Pion blanc sur case noire b2 · Pion blanc sur case blanche c2 · Dame blanche sur case blanche e2 · Pion blanc sur case noire f2 · Pion blanc sur case blanche g2 · Roi blanc sur case blanche b1 · Tour blanche sur case blanche d1 · Tour blanche sur case blanche h1 | Tour noire sur case noire d8 · Tour noire sur case noire f8 · Roi noir sur case blanche g8 · Pion noir sur case noire a7 · Pion noir sur case blanche b7 · Fou noir sur case noire e7 · Pion noir sur case blanche f7 · Pion noir sur case noire g7 · Pion noir sur case blanche e6 · Cavalier noir sur case noire f6 · Pion noir sur case noire h6 · Dame noire sur case noire a5 · Pion noir sur case noire c5 · Cavalier blanc sur case noire e5 · Pion blanc sur case blanche h5 · Pion blanc sur case noire d4 · Fou blanc sur case noire f4 · Pion blanc sur case blanche a2 · Pion blanc sur case noire b2 · Pion blanc sur case blanche c2 · Dame blanche sur case blanche e2 · Pion blanc sur case noire f2 · Pion blanc sur case blanche g2 · Roi blanc sur case blanche b1 · Tour blanche sur case blanche d1 · Tour blanche sur case blanche h1 | Tour noire sur case noire d8 · Tour noire sur case noire f8 · Roi noir sur case blanche g8 · Pion noir sur case noire a7 · Pion noir sur case blanche b7 · Fou noir sur case noire e7 · Pion noir sur case blanche f7 · Pion noir sur case noire g7 · Pion noir sur case blanche e6 · Cavalier noir sur case noire f6 · Pion noir sur case noire h6 · Dame noire sur case noire a5 · Pion noir sur case noire c5 · Cavalier blanc sur case noire e5 · Pion blanc sur case blanche h5 · Pion blanc sur case noire d4 · Fou blanc sur case noire f4 · Pion blanc sur case blanche a2 · Pion blanc sur case noire b2 · Pion blanc sur case blanche c2 · Dame blanche sur case blanche e2 · Pion blanc sur case noire f2 · Pion blanc sur case blanche g2 · Roi blanc sur case blanche b1 · Tour blanche sur case blanche d1 · Tour blanche sur case blanche h1 | Tour noire sur case noire d8 · Tour noire sur case noire f8 · Roi noir sur case blanche g8 · Pion noir sur case noire a7 · Pion noir sur case blanche b7 · Fou noir sur case noire e7 · Pion noir sur case blanche f7 · Pion noir sur case noire g7 · Pion noir sur case blanche e6 · Cavalier noir sur case noire f6 · Pion noir sur case noire h6 · Dame noire sur case noire a5 · Pion noir sur case noire c5 · Cavalier blanc sur case noire e5 · Pion blanc sur case blanche h5 · Pion blanc sur case noire d4 · Fou blanc sur case noire f4 · Pion blanc sur case blanche a2 · Pion blanc sur case noire b2 · Pion blanc sur case blanche c2 · Dame blanche sur case blanche e2 · Pion blanc sur case noire f2 · Pion blanc sur case blanche g2 · Roi blanc sur case blanche b1 · Tour blanche sur case blanche d1 · Tour blanche sur case blanche h1 | Tour noire sur case noire d8 · Tour noire sur case noire f8 · Roi noir sur case blanche g8 · Pion noir sur case noire a7 · Pion noir sur case blanche b7 · Fou noir sur case noire e7 · Pion noir sur case blanche f7 · Pion noir sur case noire g7 · Pion noir sur case blanche e6 · Cavalier noir sur case noire f6 · Pion noir sur case noire h6 · Dame noire sur case noire a5 · Pion noir sur case noire c5 · Cavalier blanc sur case noire e5 · Pion blanc sur case blanche h5 · Pion blanc sur case noire d4 · Fou blanc sur case noire f4 · Pion blanc sur case blanche a2 · Pion blanc sur case noire b2 · Pion blanc sur case blanche c2 · Dame blanche sur case blanche e2 · Pion blanc sur case noire f2 · Pion blanc sur case blanche g2 · Roi blanc sur case blanche b1 · Tour blanche sur case blanche d1 · Tour blanche sur case blanche h1 | 1 |
|   | a | b | c | d | e | f | g | h |   |

La partie suivante est la partie Carlsen-Ernst, du tournoi C de Wijk aan Zee en 2004.
1. e4 c6 2. d4 d5 3. Cc3 dxe4 4. Cxe4 Ff5 5. Cg3 Fg6 6. h4 h6 7. Cf3 Cd7 8. h5 Fh7 9. Fd3 Fxd3 10. Dxd3 e6 11. Ff4 Cgf6 12. O-O-O Fe7 13. Ce4 Da5 14. Rb1 O-O 15. Cxf6+ Cxf6 16. Ce5 Tad8 17. De2 c5!? (diagramme) 18. Cg6! fxg6? 19. Dxe6+ Rh8 20. hxg6! Cg8 21. Fxh6 gxh6 22. Txh6+! Cxh6 23. Dxe7 Cf7 24. gxf7 Rg7 25. Td3! Td6 26. Tg3+ Tg6 27. De5+ Rxf7 28. Df5+ Tf6 29. Dd7# 1-0

### Carlsen - Bacrot (2010)
Magnus Carlsen-Étienne Bacrot, 3e tournoi d'échecs de Nankin, 2010 :
1. e4 e5 2. Cf3 Cc6 3. d4 exd4 4. Cxd4 Fc5 5. Cb3 Fb6 6. Cc3 Cf6 7. De2 0-0 8. Fg5 h6 9. Fh4 a5 10. a4 Cd4 11. Dd3 Cxb3 12. cxb3 Te8 13. 0-0-0 d6 14. Dc2 Fd7 15. Fc4 Fe6!? (« Pour jouer un coup pareil, Étienne a dû calculer très loin » écrit Jean-Pierre Mercier) 16. The1 De7 17. e5! dxe5 18. Txe5 Df8 19. Fxf6 gxf6 20. Te2 Dg7 21. Fxe6 Txe6 22. Txe6 fxe6 23. Td3! (« Carlsen a vu plus loin ! Les Blancs vont très vite s'activer ») Rh8 24. Tg3 Dh7 25. Dd2 Fc5! 26. Ce4! Fe7 27. Th3 Rg7? 28. Dd7 Rf7? 29. Cg5+!! fxg5 30. Tf3+ Rg8 31. Dxe6+ Rh8 32. Tf7 Fd6 33. Txh7+ Rxh7 34. Df7+ Rh8 35. g3 Ta6 36. Rb1 Fb4 37. f4! gxf4 38. gxf4 1-0
Il s'agit d'une partie écossaise, ce qui est un bon choix de la part de Carlsen, car à cette époque, Bacrot semble avoir des difficultés sur les variantes secondaires du jeu avec 1.e4 e5. Jean-Pierre Mercier souligne qu'à première vue, le jeu des blancs semble étrange et celui de noirs « puissant ». Il semble que même le logiciel Rybka ait des difficultés à comprendre comment les blancs gagnent. Néanmoins, si Bacrot a indéniablement bien joué (bien qu'il ait roqué trop tôt), Carlsen gagne car il arrive à voir plus loin que son adversaire.

### Ivantchouk - Carlsen (2008)
Dans la partie suivante, après 8. Te1, Magnus Carlsen est poussé par son adversaire dans une variante peu connue qui le sort du répertoire standard et choisit une suite inférieure en jouant 8... Fb4. Il préfère alors rechercher les complications (par 15... g5 notamment), domaine où peut s'exercer son sens du milieu de jeu et des finales complexes. Il force Vassili Ivantchouk à dépenser beaucoup de temps à la pendule, à tel point que ce dernier se retrouve en zeitnot et commet une série d'erreurs fatales :
Vassili Ivantchouk - Magnus Carlsen, Morelia-Linares, 2008 (ronde 8)
1. e4 e5 2. Cf3 Cc6 3. Fb5 Cf6 4. 0-0 Cxe4 5. d4 a6 6. Fxc6 dxc6 7. De2 Ff5 8. Te1
Ivantchouk dévie des grandes variantes. Ce « vieux coup » n'avait été joué qu'une seule fois auparavant (dans la partie K. Georgiev - J. Piket, 1991).
8...Fb4 
Ce coup constituait à l'époque une nouveauté théorique. Jeroen Piket avait joué 8...Fe7. Il n'a jamais été rejoué depuis, et il s'agit probablement d'une erreur au sens strict du terme. Il est probable que Carlsen n'avait jamais étudié la position issue de 8. Te1, qui est extrêmement peu jouée. Une analyse de Stockfish 9 (disponible sur le Cloud de Fritz) semble montrer que seul 8...Fd6 permet d'atteindre l'équilibre. 8...Fe7 n'est pas tellement meilleur que 8...Fb4
9. c3 Fd6 10. Dc2! Dd7 11. dxe5 Fc5 12. Txe4 0-0-0!? 13. Cbd2 Dd5 14. Rf1 The8 15. b3
Première erreur d'Ivantchouk. Le coup correct est 15. c4, et la position de Carlsen est très difficile à tenir.
15...g5
Carlsen se sait dans une position inférieure et cherche les complications.
16. Fb2
Deuxième erreur. La suite correcte est 16. g4 ou 16. h3
16...g4 17. Cd4 Fxd4
Carlsen se prend un peu dans son propre filet. La meilleure suite est 17...Fxe4.
18. cxd4 c5! 19. Tae1 cxd4 20. Dc4
Europe Échecs no 576 (avril 2008) indique que la très longue variante difficile à calculer 20. Tc1 Td7 21. Fxd4 Fxe4 22. Cxe4 Dxd4 23. Cd6+ Rb8 24. Cxe8 Dxe5 25. Te1 Dxh2 26. Te3! Dh1+ 27. Re2 Dxg2 28. Cf6 était à l'avantage des Blancs. Cela n'est pas confirmé par l'analyse de Stockfish 9, qui joue le coup intermédiaire 21...Te6 au lieu de 21...Fxe4 et les noirs sont mieux. Le bon coup ici était 20. Dd1
20...Fxe4 21. Txe4 Txe5 22. Txg4 Tde8 23. Cf3 Dxc4+ 24. bxc4 Te2 25. Fxd4 Txa2 26. Tg7 
Il fallait jouer 26. g3 Après ce coup, la position, qui était légèrement favorable aux blancs, est nulle. Le coup juste 26...Tc2
26...a5
Carlsen remet son adversaire dans la partie. Le coup juste était 26...Tc2
27. Txf7
Ivantchouk n'en profite pas. Il fallait jouer à nouveau 27.g3
27...Tc2 28. g4 a4 29. g5 a3 30. Txh7 a2 31. Th8 Txh8 32. Fxh8 Txc4 33. h3??
Grave erreur. Il fallait jouer 33. Re2
33...c5?
Une fois de plus Carlsen n'en profite pas. Le coup juste était 33...Tc1+ Les erreurs se multiplient de part et d'autre à l'approche du contrôle de temps.
 34. Ce1?? 
Nouvelle erreur. Il fallait jouer pour garder une chance d'annuler 34. Cd2 Ivantchouk est en zeitnot à l'approche du 40e coup. La partie est définitivement perdue.
 34...Tc1 35. g6 Rd7 36. Fb2?? Re6 37. h4 c4 38. h5 c3 39. Fxc1 a1D 40. Cd3 0-1.

### Une défaite: Carlsen - Ivantchouk (2013)
|   | a | b | c | d | e | f | g | h |   |
| 8 | Tour blanche sur case noire b6 · Pion noir sur case noire a5 · Pion blanc sur case noire c5 · Pion noir sur case noire e5 · Roi noir sur case blanche f5 · Pion noir sur case blanche h5 · Tour noire sur case blanche a4 · Roi blanc sur case noire c3 | Tour blanche sur case noire b6 · Pion noir sur case noire a5 · Pion blanc sur case noire c5 · Pion noir sur case noire e5 · Roi noir sur case blanche f5 · Pion noir sur case blanche h5 · Tour noire sur case blanche a4 · Roi blanc sur case noire c3 | Tour blanche sur case noire b6 · Pion noir sur case noire a5 · Pion blanc sur case noire c5 · Pion noir sur case noire e5 · Roi noir sur case blanche f5 · Pion noir sur case blanche h5 · Tour noire sur case blanche a4 · Roi blanc sur case noire c3 | Tour blanche sur case noire b6 · Pion noir sur case noire a5 · Pion blanc sur case noire c5 · Pion noir sur case noire e5 · Roi noir sur case blanche f5 · Pion noir sur case blanche h5 · Tour noire sur case blanche a4 · Roi blanc sur case noire c3 | Tour blanche sur case noire b6 · Pion noir sur case noire a5 · Pion blanc sur case noire c5 · Pion noir sur case noire e5 · Roi noir sur case blanche f5 · Pion noir sur case blanche h5 · Tour noire sur case blanche a4 · Roi blanc sur case noire c3 | Tour blanche sur case noire b6 · Pion noir sur case noire a5 · Pion blanc sur case noire c5 · Pion noir sur case noire e5 · Roi noir sur case blanche f5 · Pion noir sur case blanche h5 · Tour noire sur case blanche a4 · Roi blanc sur case noire c3 | Tour blanche sur case noire b6 · Pion noir sur case noire a5 · Pion blanc sur case noire c5 · Pion noir sur case noire e5 · Roi noir sur case blanche f5 · Pion noir sur case blanche h5 · Tour noire sur case blanche a4 · Roi blanc sur case noire c3 | Tour blanche sur case noire b6 · Pion noir sur case noire a5 · Pion blanc sur case noire c5 · Pion noir sur case noire e5 · Roi noir sur case blanche f5 · Pion noir sur case blanche h5 · Tour noire sur case blanche a4 · Roi blanc sur case noire c3 | 8 |
| 7 | Tour blanche sur case noire b6 · Pion noir sur case noire a5 · Pion blanc sur case noire c5 · Pion noir sur case noire e5 · Roi noir sur case blanche f5 · Pion noir sur case blanche h5 · Tour noire sur case blanche a4 · Roi blanc sur case noire c3 | Tour blanche sur case noire b6 · Pion noir sur case noire a5 · Pion blanc sur case noire c5 · Pion noir sur case noire e5 · Roi noir sur case blanche f5 · Pion noir sur case blanche h5 · Tour noire sur case blanche a4 · Roi blanc sur case noire c3 | Tour blanche sur case noire b6 · Pion noir sur case noire a5 · Pion blanc sur case noire c5 · Pion noir sur case noire e5 · Roi noir sur case blanche f5 · Pion noir sur case blanche h5 · Tour noire sur case blanche a4 · Roi blanc sur case noire c3 | Tour blanche sur case noire b6 · Pion noir sur case noire a5 · Pion blanc sur case noire c5 · Pion noir sur case noire e5 · Roi noir sur case blanche f5 · Pion noir sur case blanche h5 · Tour noire sur case blanche a4 · Roi blanc sur case noire c3 | Tour blanche sur case noire b6 · Pion noir sur case noire a5 · Pion blanc sur case noire c5 · Pion noir sur case noire e5 · Roi noir sur case blanche f5 · Pion noir sur case blanche h5 · Tour noire sur case blanche a4 · Roi blanc sur case noire c3 | Tour blanche sur case noire b6 · Pion noir sur case noire a5 · Pion blanc sur case noire c5 · Pion noir sur case noire e5 · Roi noir sur case blanche f5 · Pion noir sur case blanche h5 · Tour noire sur case blanche a4 · Roi blanc sur case noire c3 | Tour blanche sur case noire b6 · Pion noir sur case noire a5 · Pion blanc sur case noire c5 · Pion noir sur case noire e5 · Roi noir sur case blanche f5 · Pion noir sur case blanche h5 · Tour noire sur case blanche a4 · Roi blanc sur case noire c3 | Tour blanche sur case noire b6 · Pion noir sur case noire a5 · Pion blanc sur case noire c5 · Pion noir sur case noire e5 · Roi noir sur case blanche f5 · Pion noir sur case blanche h5 · Tour noire sur case blanche a4 · Roi blanc sur case noire c3 | 7 |
| 6 | Tour blanche sur case noire b6 · Pion noir sur case noire a5 · Pion blanc sur case noire c5 · Pion noir sur case noire e5 · Roi noir sur case blanche f5 · Pion noir sur case blanche h5 · Tour noire sur case blanche a4 · Roi blanc sur case noire c3 | Tour blanche sur case noire b6 · Pion noir sur case noire a5 · Pion blanc sur case noire c5 · Pion noir sur case noire e5 · Roi noir sur case blanche f5 · Pion noir sur case blanche h5 · Tour noire sur case blanche a4 · Roi blanc sur case noire c3 | Tour blanche sur case noire b6 · Pion noir sur case noire a5 · Pion blanc sur case noire c5 · Pion noir sur case noire e5 · Roi noir sur case blanche f5 · Pion noir sur case blanche h5 · Tour noire sur case blanche a4 · Roi blanc sur case noire c3 | Tour blanche sur case noire b6 · Pion noir sur case noire a5 · Pion blanc sur case noire c5 · Pion noir sur case noire e5 · Roi noir sur case blanche f5 · Pion noir sur case blanche h5 · Tour noire sur case blanche a4 · Roi blanc sur case noire c3 | Tour blanche sur case noire b6 · Pion noir sur case noire a5 · Pion blanc sur case noire c5 · Pion noir sur case noire e5 · Roi noir sur case blanche f5 · Pion noir sur case blanche h5 · Tour noire sur case blanche a4 · Roi blanc sur case noire c3 | Tour blanche sur case noire b6 · Pion noir sur case noire a5 · Pion blanc sur case noire c5 · Pion noir sur case noire e5 · Roi noir sur case blanche f5 · Pion noir sur case blanche h5 · Tour noire sur case blanche a4 · Roi blanc sur case noire c3 | Tour blanche sur case noire b6 · Pion noir sur case noire a5 · Pion blanc sur case noire c5 · Pion noir sur case noire e5 · Roi noir sur case blanche f5 · Pion noir sur case blanche h5 · Tour noire sur case blanche a4 · Roi blanc sur case noire c3 | Tour blanche sur case noire b6 · Pion noir sur case noire a5 · Pion blanc sur case noire c5 · Pion noir sur case noire e5 · Roi noir sur case blanche f5 · Pion noir sur case blanche h5 · Tour noire sur case blanche a4 · Roi blanc sur case noire c3 | 6 |
| 5 | Tour blanche sur case noire b6 · Pion noir sur case noire a5 · Pion blanc sur case noire c5 · Pion noir sur case noire e5 · Roi noir sur case blanche f5 · Pion noir sur case blanche h5 · Tour noire sur case blanche a4 · Roi blanc sur case noire c3 | Tour blanche sur case noire b6 · Pion noir sur case noire a5 · Pion blanc sur case noire c5 · Pion noir sur case noire e5 · Roi noir sur case blanche f5 · Pion noir sur case blanche h5 · Tour noire sur case blanche a4 · Roi blanc sur case noire c3 | Tour blanche sur case noire b6 · Pion noir sur case noire a5 · Pion blanc sur case noire c5 · Pion noir sur case noire e5 · Roi noir sur case blanche f5 · Pion noir sur case blanche h5 · Tour noire sur case blanche a4 · Roi blanc sur case noire c3 | Tour blanche sur case noire b6 · Pion noir sur case noire a5 · Pion blanc sur case noire c5 · Pion noir sur case noire e5 · Roi noir sur case blanche f5 · Pion noir sur case blanche h5 · Tour noire sur case blanche a4 · Roi blanc sur case noire c3 | Tour blanche sur case noire b6 · Pion noir sur case noire a5 · Pion blanc sur case noire c5 · Pion noir sur case noire e5 · Roi noir sur case blanche f5 · Pion noir sur case blanche h5 · Tour noire sur case blanche a4 · Roi blanc sur case noire c3 | Tour blanche sur case noire b6 · Pion noir sur case noire a5 · Pion blanc sur case noire c5 · Pion noir sur case noire e5 · Roi noir sur case blanche f5 · Pion noir sur case blanche h5 · Tour noire sur case blanche a4 · Roi blanc sur case noire c3 | Tour blanche sur case noire b6 · Pion noir sur case noire a5 · Pion blanc sur case noire c5 · Pion noir sur case noire e5 · Roi noir sur case blanche f5 · Pion noir sur case blanche h5 · Tour noire sur case blanche a4 · Roi blanc sur case noire c3 | Tour blanche sur case noire b6 · Pion noir sur case noire a5 · Pion blanc sur case noire c5 · Pion noir sur case noire e5 · Roi noir sur case blanche f5 · Pion noir sur case blanche h5 · Tour noire sur case blanche a4 · Roi blanc sur case noire c3 | 5 |
| 4 | Tour blanche sur case noire b6 · Pion noir sur case noire a5 · Pion blanc sur case noire c5 · Pion noir sur case noire e5 · Roi noir sur case blanche f5 · Pion noir sur case blanche h5 · Tour noire sur case blanche a4 · Roi blanc sur case noire c3 | Tour blanche sur case noire b6 · Pion noir sur case noire a5 · Pion blanc sur case noire c5 · Pion noir sur case noire e5 · Roi noir sur case blanche f5 · Pion noir sur case blanche h5 · Tour noire sur case blanche a4 · Roi blanc sur case noire c3 | Tour blanche sur case noire b6 · Pion noir sur case noire a5 · Pion blanc sur case noire c5 · Pion noir sur case noire e5 · Roi noir sur case blanche f5 · Pion noir sur case blanche h5 · Tour noire sur case blanche a4 · Roi blanc sur case noire c3 | Tour blanche sur case noire b6 · Pion noir sur case noire a5 · Pion blanc sur case noire c5 · Pion noir sur case noire e5 · Roi noir sur case blanche f5 · Pion noir sur case blanche h5 · Tour noire sur case blanche a4 · Roi blanc sur case noire c3 | Tour blanche sur case noire b6 · Pion noir sur case noire a5 · Pion blanc sur case noire c5 · Pion noir sur case noire e5 · Roi noir sur case blanche f5 · Pion noir sur case blanche h5 · Tour noire sur case blanche a4 · Roi blanc sur case noire c3 | Tour blanche sur case noire b6 · Pion noir sur case noire a5 · Pion blanc sur case noire c5 · Pion noir sur case noire e5 · Roi noir sur case blanche f5 · Pion noir sur case blanche h5 · Tour noire sur case blanche a4 · Roi blanc sur case noire c3 | Tour blanche sur case noire b6 · Pion noir sur case noire a5 · Pion blanc sur case noire c5 · Pion noir sur case noire e5 · Roi noir sur case blanche f5 · Pion noir sur case blanche h5 · Tour noire sur case blanche a4 · Roi blanc sur case noire c3 | Tour blanche sur case noire b6 · Pion noir sur case noire a5 · Pion blanc sur case noire c5 · Pion noir sur case noire e5 · Roi noir sur case blanche f5 · Pion noir sur case blanche h5 · Tour noire sur case blanche a4 · Roi blanc sur case noire c3 | 4 |
| 3 | Tour blanche sur case noire b6 · Pion noir sur case noire a5 · Pion blanc sur case noire c5 · Pion noir sur case noire e5 · Roi noir sur case blanche f5 · Pion noir sur case blanche h5 · Tour noire sur case blanche a4 · Roi blanc sur case noire c3 | Tour blanche sur case noire b6 · Pion noir sur case noire a5 · Pion blanc sur case noire c5 · Pion noir sur case noire e5 · Roi noir sur case blanche f5 · Pion noir sur case blanche h5 · Tour noire sur case blanche a4 · Roi blanc sur case noire c3 | Tour blanche sur case noire b6 · Pion noir sur case noire a5 · Pion blanc sur case noire c5 · Pion noir sur case noire e5 · Roi noir sur case blanche f5 · Pion noir sur case blanche h5 · Tour noire sur case blanche a4 · Roi blanc sur case noire c3 | Tour blanche sur case noire b6 · Pion noir sur case noire a5 · Pion blanc sur case noire c5 · Pion noir sur case noire e5 · Roi noir sur case blanche f5 · Pion noir sur case blanche h5 · Tour noire sur case blanche a4 · Roi blanc sur case noire c3 | Tour blanche sur case noire b6 · Pion noir sur case noire a5 · Pion blanc sur case noire c5 · Pion noir sur case noire e5 · Roi noir sur case blanche f5 · Pion noir sur case blanche h5 · Tour noire sur case blanche a4 · Roi blanc sur case noire c3 | Tour blanche sur case noire b6 · Pion noir sur case noire a5 · Pion blanc sur case noire c5 · Pion noir sur case noire e5 · Roi noir sur case blanche f5 · Pion noir sur case blanche h5 · Tour noire sur case blanche a4 · Roi blanc sur case noire c3 | Tour blanche sur case noire b6 · Pion noir sur case noire a5 · Pion blanc sur case noire c5 · Pion noir sur case noire e5 · Roi noir sur case blanche f5 · Pion noir sur case blanche h5 · Tour noire sur case blanche a4 · Roi blanc sur case noire c3 | Tour blanche sur case noire b6 · Pion noir sur case noire a5 · Pion blanc sur case noire c5 · Pion noir sur case noire e5 · Roi noir sur case blanche f5 · Pion noir sur case blanche h5 · Tour noire sur case blanche a4 · Roi blanc sur case noire c3 | 3 |
| 2 | Tour blanche sur case noire b6 · Pion noir sur case noire a5 · Pion blanc sur case noire c5 · Pion noir sur case noire e5 · Roi noir sur case blanche f5 · Pion noir sur case blanche h5 · Tour noire sur case blanche a4 · Roi blanc sur case noire c3 | Tour blanche sur case noire b6 · Pion noir sur case noire a5 · Pion blanc sur case noire c5 · Pion noir sur case noire e5 · Roi noir sur case blanche f5 · Pion noir sur case blanche h5 · Tour noire sur case blanche a4 · Roi blanc sur case noire c3 | Tour blanche sur case noire b6 · Pion noir sur case noire a5 · Pion blanc sur case noire c5 · Pion noir sur case noire e5 · Roi noir sur case blanche f5 · Pion noir sur case blanche h5 · Tour noire sur case blanche a4 · Roi blanc sur case noire c3 | Tour blanche sur case noire b6 · Pion noir sur case noire a5 · Pion blanc sur case noire c5 · Pion noir sur case noire e5 · Roi noir sur case blanche f5 · Pion noir sur case blanche h5 · Tour noire sur case blanche a4 · Roi blanc sur case noire c3 | Tour blanche sur case noire b6 · Pion noir sur case noire a5 · Pion blanc sur case noire c5 · Pion noir sur case noire e5 · Roi noir sur case blanche f5 · Pion noir sur case blanche h5 · Tour noire sur case blanche a4 · Roi blanc sur case noire c3 | Tour blanche sur case noire b6 · Pion noir sur case noire a5 · Pion blanc sur case noire c5 · Pion noir sur case noire e5 · Roi noir sur case blanche f5 · Pion noir sur case blanche h5 · Tour noire sur case blanche a4 · Roi blanc sur case noire c3 | Tour blanche sur case noire b6 · Pion noir sur case noire a5 · Pion blanc sur case noire c5 · Pion noir sur case noire e5 · Roi noir sur case blanche f5 · Pion noir sur case blanche h5 · Tour noire sur case blanche a4 · Roi blanc sur case noire c3 | Tour blanche sur case noire b6 · Pion noir sur case noire a5 · Pion blanc sur case noire c5 · Pion noir sur case noire e5 · Roi noir sur case blanche f5 · Pion noir sur case blanche h5 · Tour noire sur case blanche a4 · Roi blanc sur case noire c3 | 2 |
| 1 | Tour blanche sur case noire b6 · Pion noir sur case noire a5 · Pion blanc sur case noire c5 · Pion noir sur case noire e5 · Roi noir sur case blanche f5 · Pion noir sur case blanche h5 · Tour noire sur case blanche a4 · Roi blanc sur case noire c3 | Tour blanche sur case noire b6 · Pion noir sur case noire a5 · Pion blanc sur case noire c5 · Pion noir sur case noire e5 · Roi noir sur case blanche f5 · Pion noir sur case blanche h5 · Tour noire sur case blanche a4 · Roi blanc sur case noire c3 | Tour blanche sur case noire b6 · Pion noir sur case noire a5 · Pion blanc sur case noire c5 · Pion noir sur case noire e5 · Roi noir sur case blanche f5 · Pion noir sur case blanche h5 · Tour noire sur case blanche a4 · Roi blanc sur case noire c3 | Tour blanche sur case noire b6 · Pion noir sur case noire a5 · Pion blanc sur case noire c5 · Pion noir sur case noire e5 · Roi noir sur case blanche f5 · Pion noir sur case blanche h5 · Tour noire sur case blanche a4 · Roi blanc sur case noire c3 | Tour blanche sur case noire b6 · Pion noir sur case noire a5 · Pion blanc sur case noire c5 · Pion noir sur case noire e5 · Roi noir sur case blanche f5 · Pion noir sur case blanche h5 · Tour noire sur case blanche a4 · Roi blanc sur case noire c3 | Tour blanche sur case noire b6 · Pion noir sur case noire a5 · Pion blanc sur case noire c5 · Pion noir sur case noire e5 · Roi noir sur case blanche f5 · Pion noir sur case blanche h5 · Tour noire sur case blanche a4 · Roi blanc sur case noire c3 | Tour blanche sur case noire b6 · Pion noir sur case noire a5 · Pion blanc sur case noire c5 · Pion noir sur case noire e5 · Roi noir sur case blanche f5 · Pion noir sur case blanche h5 · Tour noire sur case blanche a4 · Roi blanc sur case noire c3 | Tour blanche sur case noire b6 · Pion noir sur case noire a5 · Pion blanc sur case noire c5 · Pion noir sur case noire e5 · Roi noir sur case blanche f5 · Pion noir sur case blanche h5 · Tour noire sur case blanche a4 · Roi blanc sur case noire c3 | 1 |
|   | a | b | c | d | e | f | g | h |   |

La domination de Magnus Carlsen sur le monde des échecs est en 2013 telle qu'il fait plus parler de lui par ses rares défaites que par ses nombreuses victoires. Voici la fin de partie d'une de ces défaites qui a fait grand bruit. Il s'agit d'une finale de tours, aspect du jeu dans lequel Magnus Carlsen ne s'est pas révélé si à l'aise que cela en 2013, puisqu'il a également subi dans ce domaine une défaite la même année contre Wang Hao et Fabiano Caruana.
Fin de partie Magnus Carlsen - Vassili Ivantchouk, Tournoi des candidats de 2013 (Londres) :
Dans la position du diagramme ci-contre, Magnus Carlsen joue 71. Th6?, car il n'a pas anticipé la réponse d'Ivantchouk 71...Re4 (selon Ivantchouk, 71. c6 permettait de viser la partie nulle).
Suit : 72. Td6 Td4 73. Ta6 Rd5 74. Txa5 Tc4+ 75. Rd3 Txc5 76. Ta4 Tc7 77. Th4 Th7 78. Re3 Re6 79. Re4 Th8 80. Re3 Rf5 81. Re2 Rg5 82. Te4 Te8 83. Re3 h4 84. Re2 h3 85. Rf2 h2 86. Rg2 h1=D+ 87. Rxh1 Rf5 88. Te1 Tg8 89. Rh2 (si la tour blanche essaie de donner des échecs par 89. Tf1+, alors le roi noir « triangule » par 89...Re4 90. Te1+ Rd4 (ou Rf4) 91. Td1+ (ou 91. Tf1+) 91...Re3, et si : 92. Te1+, alors sur 92...Rf2, le pion est imprenable à cause de la menace de mat)
89...Rf4 90. Tf1+ Re3 0-1.
Cependant, toujours en 2013, la technique de Carlsen en finales de Tours lui a permis de remporter le titre mondial face à Viswanathan Anand (voir la 5e et la 6e partie du match).

### Une partie menant au titre mondial
|   | a | b | c | d | e | f | g | h |   |
| 8 | Fou noir sur case blanche c8 · Dame noire sur case noire d8 · Cavalier noir sur case blanche e8 · Tour noire sur case noire f8 · Roi noir sur case blanche g8 · Pion noir sur case blanche f7 · Pion noir sur case blanche h7 · Pion blanc sur case noire f6 · Pion noir sur case blanche g6 · Dame blanche sur case noire h6 · Pion noir sur case blanche d5 · Pion blanc sur case noire e5 · Pion blanc sur case noire g5 · Pion noir sur case blanche c4 · Pion blanc sur case noire d4 · Tour blanche sur case noire f4 · Pion blanc sur case noire c3 · Cavalier blanc sur case noire g3 · Fou blanc sur case blanche g2 · Pion blanc sur case noire h2 · Dame noire sur case blanche b1 · Roi blanc sur case noire g1 | Fou noir sur case blanche c8 · Dame noire sur case noire d8 · Cavalier noir sur case blanche e8 · Tour noire sur case noire f8 · Roi noir sur case blanche g8 · Pion noir sur case blanche f7 · Pion noir sur case blanche h7 · Pion blanc sur case noire f6 · Pion noir sur case blanche g6 · Dame blanche sur case noire h6 · Pion noir sur case blanche d5 · Pion blanc sur case noire e5 · Pion blanc sur case noire g5 · Pion noir sur case blanche c4 · Pion blanc sur case noire d4 · Tour blanche sur case noire f4 · Pion blanc sur case noire c3 · Cavalier blanc sur case noire g3 · Fou blanc sur case blanche g2 · Pion blanc sur case noire h2 · Dame noire sur case blanche b1 · Roi blanc sur case noire g1 | Fou noir sur case blanche c8 · Dame noire sur case noire d8 · Cavalier noir sur case blanche e8 · Tour noire sur case noire f8 · Roi noir sur case blanche g8 · Pion noir sur case blanche f7 · Pion noir sur case blanche h7 · Pion blanc sur case noire f6 · Pion noir sur case blanche g6 · Dame blanche sur case noire h6 · Pion noir sur case blanche d5 · Pion blanc sur case noire e5 · Pion blanc sur case noire g5 · Pion noir sur case blanche c4 · Pion blanc sur case noire d4 · Tour blanche sur case noire f4 · Pion blanc sur case noire c3 · Cavalier blanc sur case noire g3 · Fou blanc sur case blanche g2 · Pion blanc sur case noire h2 · Dame noire sur case blanche b1 · Roi blanc sur case noire g1 | Fou noir sur case blanche c8 · Dame noire sur case noire d8 · Cavalier noir sur case blanche e8 · Tour noire sur case noire f8 · Roi noir sur case blanche g8 · Pion noir sur case blanche f7 · Pion noir sur case blanche h7 · Pion blanc sur case noire f6 · Pion noir sur case blanche g6 · Dame blanche sur case noire h6 · Pion noir sur case blanche d5 · Pion blanc sur case noire e5 · Pion blanc sur case noire g5 · Pion noir sur case blanche c4 · Pion blanc sur case noire d4 · Tour blanche sur case noire f4 · Pion blanc sur case noire c3 · Cavalier blanc sur case noire g3 · Fou blanc sur case blanche g2 · Pion blanc sur case noire h2 · Dame noire sur case blanche b1 · Roi blanc sur case noire g1 | Fou noir sur case blanche c8 · Dame noire sur case noire d8 · Cavalier noir sur case blanche e8 · Tour noire sur case noire f8 · Roi noir sur case blanche g8 · Pion noir sur case blanche f7 · Pion noir sur case blanche h7 · Pion blanc sur case noire f6 · Pion noir sur case blanche g6 · Dame blanche sur case noire h6 · Pion noir sur case blanche d5 · Pion blanc sur case noire e5 · Pion blanc sur case noire g5 · Pion noir sur case blanche c4 · Pion blanc sur case noire d4 · Tour blanche sur case noire f4 · Pion blanc sur case noire c3 · Cavalier blanc sur case noire g3 · Fou blanc sur case blanche g2 · Pion blanc sur case noire h2 · Dame noire sur case blanche b1 · Roi blanc sur case noire g1 | Fou noir sur case blanche c8 · Dame noire sur case noire d8 · Cavalier noir sur case blanche e8 · Tour noire sur case noire f8 · Roi noir sur case blanche g8 · Pion noir sur case blanche f7 · Pion noir sur case blanche h7 · Pion blanc sur case noire f6 · Pion noir sur case blanche g6 · Dame blanche sur case noire h6 · Pion noir sur case blanche d5 · Pion blanc sur case noire e5 · Pion blanc sur case noire g5 · Pion noir sur case blanche c4 · Pion blanc sur case noire d4 · Tour blanche sur case noire f4 · Pion blanc sur case noire c3 · Cavalier blanc sur case noire g3 · Fou blanc sur case blanche g2 · Pion blanc sur case noire h2 · Dame noire sur case blanche b1 · Roi blanc sur case noire g1 | Fou noir sur case blanche c8 · Dame noire sur case noire d8 · Cavalier noir sur case blanche e8 · Tour noire sur case noire f8 · Roi noir sur case blanche g8 · Pion noir sur case blanche f7 · Pion noir sur case blanche h7 · Pion blanc sur case noire f6 · Pion noir sur case blanche g6 · Dame blanche sur case noire h6 · Pion noir sur case blanche d5 · Pion blanc sur case noire e5 · Pion blanc sur case noire g5 · Pion noir sur case blanche c4 · Pion blanc sur case noire d4 · Tour blanche sur case noire f4 · Pion blanc sur case noire c3 · Cavalier blanc sur case noire g3 · Fou blanc sur case blanche g2 · Pion blanc sur case noire h2 · Dame noire sur case blanche b1 · Roi blanc sur case noire g1 | Fou noir sur case blanche c8 · Dame noire sur case noire d8 · Cavalier noir sur case blanche e8 · Tour noire sur case noire f8 · Roi noir sur case blanche g8 · Pion noir sur case blanche f7 · Pion noir sur case blanche h7 · Pion blanc sur case noire f6 · Pion noir sur case blanche g6 · Dame blanche sur case noire h6 · Pion noir sur case blanche d5 · Pion blanc sur case noire e5 · Pion blanc sur case noire g5 · Pion noir sur case blanche c4 · Pion blanc sur case noire d4 · Tour blanche sur case noire f4 · Pion blanc sur case noire c3 · Cavalier blanc sur case noire g3 · Fou blanc sur case blanche g2 · Pion blanc sur case noire h2 · Dame noire sur case blanche b1 · Roi blanc sur case noire g1 | 8 |
| 7 | Fou noir sur case blanche c8 · Dame noire sur case noire d8 · Cavalier noir sur case blanche e8 · Tour noire sur case noire f8 · Roi noir sur case blanche g8 · Pion noir sur case blanche f7 · Pion noir sur case blanche h7 · Pion blanc sur case noire f6 · Pion noir sur case blanche g6 · Dame blanche sur case noire h6 · Pion noir sur case blanche d5 · Pion blanc sur case noire e5 · Pion blanc sur case noire g5 · Pion noir sur case blanche c4 · Pion blanc sur case noire d4 · Tour blanche sur case noire f4 · Pion blanc sur case noire c3 · Cavalier blanc sur case noire g3 · Fou blanc sur case blanche g2 · Pion blanc sur case noire h2 · Dame noire sur case blanche b1 · Roi blanc sur case noire g1 | Fou noir sur case blanche c8 · Dame noire sur case noire d8 · Cavalier noir sur case blanche e8 · Tour noire sur case noire f8 · Roi noir sur case blanche g8 · Pion noir sur case blanche f7 · Pion noir sur case blanche h7 · Pion blanc sur case noire f6 · Pion noir sur case blanche g6 · Dame blanche sur case noire h6 · Pion noir sur case blanche d5 · Pion blanc sur case noire e5 · Pion blanc sur case noire g5 · Pion noir sur case blanche c4 · Pion blanc sur case noire d4 · Tour blanche sur case noire f4 · Pion blanc sur case noire c3 · Cavalier blanc sur case noire g3 · Fou blanc sur case blanche g2 · Pion blanc sur case noire h2 · Dame noire sur case blanche b1 · Roi blanc sur case noire g1 | Fou noir sur case blanche c8 · Dame noire sur case noire d8 · Cavalier noir sur case blanche e8 · Tour noire sur case noire f8 · Roi noir sur case blanche g8 · Pion noir sur case blanche f7 · Pion noir sur case blanche h7 · Pion blanc sur case noire f6 · Pion noir sur case blanche g6 · Dame blanche sur case noire h6 · Pion noir sur case blanche d5 · Pion blanc sur case noire e5 · Pion blanc sur case noire g5 · Pion noir sur case blanche c4 · Pion blanc sur case noire d4 · Tour blanche sur case noire f4 · Pion blanc sur case noire c3 · Cavalier blanc sur case noire g3 · Fou blanc sur case blanche g2 · Pion blanc sur case noire h2 · Dame noire sur case blanche b1 · Roi blanc sur case noire g1 | Fou noir sur case blanche c8 · Dame noire sur case noire d8 · Cavalier noir sur case blanche e8 · Tour noire sur case noire f8 · Roi noir sur case blanche g8 · Pion noir sur case blanche f7 · Pion noir sur case blanche h7 · Pion blanc sur case noire f6 · Pion noir sur case blanche g6 · Dame blanche sur case noire h6 · Pion noir sur case blanche d5 · Pion blanc sur case noire e5 · Pion blanc sur case noire g5 · Pion noir sur case blanche c4 · Pion blanc sur case noire d4 · Tour blanche sur case noire f4 · Pion blanc sur case noire c3 · Cavalier blanc sur case noire g3 · Fou blanc sur case blanche g2 · Pion blanc sur case noire h2 · Dame noire sur case blanche b1 · Roi blanc sur case noire g1 | Fou noir sur case blanche c8 · Dame noire sur case noire d8 · Cavalier noir sur case blanche e8 · Tour noire sur case noire f8 · Roi noir sur case blanche g8 · Pion noir sur case blanche f7 · Pion noir sur case blanche h7 · Pion blanc sur case noire f6 · Pion noir sur case blanche g6 · Dame blanche sur case noire h6 · Pion noir sur case blanche d5 · Pion blanc sur case noire e5 · Pion blanc sur case noire g5 · Pion noir sur case blanche c4 · Pion blanc sur case noire d4 · Tour blanche sur case noire f4 · Pion blanc sur case noire c3 · Cavalier blanc sur case noire g3 · Fou blanc sur case blanche g2 · Pion blanc sur case noire h2 · Dame noire sur case blanche b1 · Roi blanc sur case noire g1 | Fou noir sur case blanche c8 · Dame noire sur case noire d8 · Cavalier noir sur case blanche e8 · Tour noire sur case noire f8 · Roi noir sur case blanche g8 · Pion noir sur case blanche f7 · Pion noir sur case blanche h7 · Pion blanc sur case noire f6 · Pion noir sur case blanche g6 · Dame blanche sur case noire h6 · Pion noir sur case blanche d5 · Pion blanc sur case noire e5 · Pion blanc sur case noire g5 · Pion noir sur case blanche c4 · Pion blanc sur case noire d4 · Tour blanche sur case noire f4 · Pion blanc sur case noire c3 · Cavalier blanc sur case noire g3 · Fou blanc sur case blanche g2 · Pion blanc sur case noire h2 · Dame noire sur case blanche b1 · Roi blanc sur case noire g1 | Fou noir sur case blanche c8 · Dame noire sur case noire d8 · Cavalier noir sur case blanche e8 · Tour noire sur case noire f8 · Roi noir sur case blanche g8 · Pion noir sur case blanche f7 · Pion noir sur case blanche h7 · Pion blanc sur case noire f6 · Pion noir sur case blanche g6 · Dame blanche sur case noire h6 · Pion noir sur case blanche d5 · Pion blanc sur case noire e5 · Pion blanc sur case noire g5 · Pion noir sur case blanche c4 · Pion blanc sur case noire d4 · Tour blanche sur case noire f4 · Pion blanc sur case noire c3 · Cavalier blanc sur case noire g3 · Fou blanc sur case blanche g2 · Pion blanc sur case noire h2 · Dame noire sur case blanche b1 · Roi blanc sur case noire g1 | Fou noir sur case blanche c8 · Dame noire sur case noire d8 · Cavalier noir sur case blanche e8 · Tour noire sur case noire f8 · Roi noir sur case blanche g8 · Pion noir sur case blanche f7 · Pion noir sur case blanche h7 · Pion blanc sur case noire f6 · Pion noir sur case blanche g6 · Dame blanche sur case noire h6 · Pion noir sur case blanche d5 · Pion blanc sur case noire e5 · Pion blanc sur case noire g5 · Pion noir sur case blanche c4 · Pion blanc sur case noire d4 · Tour blanche sur case noire f4 · Pion blanc sur case noire c3 · Cavalier blanc sur case noire g3 · Fou blanc sur case blanche g2 · Pion blanc sur case noire h2 · Dame noire sur case blanche b1 · Roi blanc sur case noire g1 | 7 |
| 6 | Fou noir sur case blanche c8 · Dame noire sur case noire d8 · Cavalier noir sur case blanche e8 · Tour noire sur case noire f8 · Roi noir sur case blanche g8 · Pion noir sur case blanche f7 · Pion noir sur case blanche h7 · Pion blanc sur case noire f6 · Pion noir sur case blanche g6 · Dame blanche sur case noire h6 · Pion noir sur case blanche d5 · Pion blanc sur case noire e5 · Pion blanc sur case noire g5 · Pion noir sur case blanche c4 · Pion blanc sur case noire d4 · Tour blanche sur case noire f4 · Pion blanc sur case noire c3 · Cavalier blanc sur case noire g3 · Fou blanc sur case blanche g2 · Pion blanc sur case noire h2 · Dame noire sur case blanche b1 · Roi blanc sur case noire g1 | Fou noir sur case blanche c8 · Dame noire sur case noire d8 · Cavalier noir sur case blanche e8 · Tour noire sur case noire f8 · Roi noir sur case blanche g8 · Pion noir sur case blanche f7 · Pion noir sur case blanche h7 · Pion blanc sur case noire f6 · Pion noir sur case blanche g6 · Dame blanche sur case noire h6 · Pion noir sur case blanche d5 · Pion blanc sur case noire e5 · Pion blanc sur case noire g5 · Pion noir sur case blanche c4 · Pion blanc sur case noire d4 · Tour blanche sur case noire f4 · Pion blanc sur case noire c3 · Cavalier blanc sur case noire g3 · Fou blanc sur case blanche g2 · Pion blanc sur case noire h2 · Dame noire sur case blanche b1 · Roi blanc sur case noire g1 | Fou noir sur case blanche c8 · Dame noire sur case noire d8 · Cavalier noir sur case blanche e8 · Tour noire sur case noire f8 · Roi noir sur case blanche g8 · Pion noir sur case blanche f7 · Pion noir sur case blanche h7 · Pion blanc sur case noire f6 · Pion noir sur case blanche g6 · Dame blanche sur case noire h6 · Pion noir sur case blanche d5 · Pion blanc sur case noire e5 · Pion blanc sur case noire g5 · Pion noir sur case blanche c4 · Pion blanc sur case noire d4 · Tour blanche sur case noire f4 · Pion blanc sur case noire c3 · Cavalier blanc sur case noire g3 · Fou blanc sur case blanche g2 · Pion blanc sur case noire h2 · Dame noire sur case blanche b1 · Roi blanc sur case noire g1 | Fou noir sur case blanche c8 · Dame noire sur case noire d8 · Cavalier noir sur case blanche e8 · Tour noire sur case noire f8 · Roi noir sur case blanche g8 · Pion noir sur case blanche f7 · Pion noir sur case blanche h7 · Pion blanc sur case noire f6 · Pion noir sur case blanche g6 · Dame blanche sur case noire h6 · Pion noir sur case blanche d5 · Pion blanc sur case noire e5 · Pion blanc sur case noire g5 · Pion noir sur case blanche c4 · Pion blanc sur case noire d4 · Tour blanche sur case noire f4 · Pion blanc sur case noire c3 · Cavalier blanc sur case noire g3 · Fou blanc sur case blanche g2 · Pion blanc sur case noire h2 · Dame noire sur case blanche b1 · Roi blanc sur case noire g1 | Fou noir sur case blanche c8 · Dame noire sur case noire d8 · Cavalier noir sur case blanche e8 · Tour noire sur case noire f8 · Roi noir sur case blanche g8 · Pion noir sur case blanche f7 · Pion noir sur case blanche h7 · Pion blanc sur case noire f6 · Pion noir sur case blanche g6 · Dame blanche sur case noire h6 · Pion noir sur case blanche d5 · Pion blanc sur case noire e5 · Pion blanc sur case noire g5 · Pion noir sur case blanche c4 · Pion blanc sur case noire d4 · Tour blanche sur case noire f4 · Pion blanc sur case noire c3 · Cavalier blanc sur case noire g3 · Fou blanc sur case blanche g2 · Pion blanc sur case noire h2 · Dame noire sur case blanche b1 · Roi blanc sur case noire g1 | Fou noir sur case blanche c8 · Dame noire sur case noire d8 · Cavalier noir sur case blanche e8 · Tour noire sur case noire f8 · Roi noir sur case blanche g8 · Pion noir sur case blanche f7 · Pion noir sur case blanche h7 · Pion blanc sur case noire f6 · Pion noir sur case blanche g6 · Dame blanche sur case noire h6 · Pion noir sur case blanche d5 · Pion blanc sur case noire e5 · Pion blanc sur case noire g5 · Pion noir sur case blanche c4 · Pion blanc sur case noire d4 · Tour blanche sur case noire f4 · Pion blanc sur case noire c3 · Cavalier blanc sur case noire g3 · Fou blanc sur case blanche g2 · Pion blanc sur case noire h2 · Dame noire sur case blanche b1 · Roi blanc sur case noire g1 | Fou noir sur case blanche c8 · Dame noire sur case noire d8 · Cavalier noir sur case blanche e8 · Tour noire sur case noire f8 · Roi noir sur case blanche g8 · Pion noir sur case blanche f7 · Pion noir sur case blanche h7 · Pion blanc sur case noire f6 · Pion noir sur case blanche g6 · Dame blanche sur case noire h6 · Pion noir sur case blanche d5 · Pion blanc sur case noire e5 · Pion blanc sur case noire g5 · Pion noir sur case blanche c4 · Pion blanc sur case noire d4 · Tour blanche sur case noire f4 · Pion blanc sur case noire c3 · Cavalier blanc sur case noire g3 · Fou blanc sur case blanche g2 · Pion blanc sur case noire h2 · Dame noire sur case blanche b1 · Roi blanc sur case noire g1 | Fou noir sur case blanche c8 · Dame noire sur case noire d8 · Cavalier noir sur case blanche e8 · Tour noire sur case noire f8 · Roi noir sur case blanche g8 · Pion noir sur case blanche f7 · Pion noir sur case blanche h7 · Pion blanc sur case noire f6 · Pion noir sur case blanche g6 · Dame blanche sur case noire h6 · Pion noir sur case blanche d5 · Pion blanc sur case noire e5 · Pion blanc sur case noire g5 · Pion noir sur case blanche c4 · Pion blanc sur case noire d4 · Tour blanche sur case noire f4 · Pion blanc sur case noire c3 · Cavalier blanc sur case noire g3 · Fou blanc sur case blanche g2 · Pion blanc sur case noire h2 · Dame noire sur case blanche b1 · Roi blanc sur case noire g1 | 6 |
| 5 | Fou noir sur case blanche c8 · Dame noire sur case noire d8 · Cavalier noir sur case blanche e8 · Tour noire sur case noire f8 · Roi noir sur case blanche g8 · Pion noir sur case blanche f7 · Pion noir sur case blanche h7 · Pion blanc sur case noire f6 · Pion noir sur case blanche g6 · Dame blanche sur case noire h6 · Pion noir sur case blanche d5 · Pion blanc sur case noire e5 · Pion blanc sur case noire g5 · Pion noir sur case blanche c4 · Pion blanc sur case noire d4 · Tour blanche sur case noire f4 · Pion blanc sur case noire c3 · Cavalier blanc sur case noire g3 · Fou blanc sur case blanche g2 · Pion blanc sur case noire h2 · Dame noire sur case blanche b1 · Roi blanc sur case noire g1 | Fou noir sur case blanche c8 · Dame noire sur case noire d8 · Cavalier noir sur case blanche e8 · Tour noire sur case noire f8 · Roi noir sur case blanche g8 · Pion noir sur case blanche f7 · Pion noir sur case blanche h7 · Pion blanc sur case noire f6 · Pion noir sur case blanche g6 · Dame blanche sur case noire h6 · Pion noir sur case blanche d5 · Pion blanc sur case noire e5 · Pion blanc sur case noire g5 · Pion noir sur case blanche c4 · Pion blanc sur case noire d4 · Tour blanche sur case noire f4 · Pion blanc sur case noire c3 · Cavalier blanc sur case noire g3 · Fou blanc sur case blanche g2 · Pion blanc sur case noire h2 · Dame noire sur case blanche b1 · Roi blanc sur case noire g1 | Fou noir sur case blanche c8 · Dame noire sur case noire d8 · Cavalier noir sur case blanche e8 · Tour noire sur case noire f8 · Roi noir sur case blanche g8 · Pion noir sur case blanche f7 · Pion noir sur case blanche h7 · Pion blanc sur case noire f6 · Pion noir sur case blanche g6 · Dame blanche sur case noire h6 · Pion noir sur case blanche d5 · Pion blanc sur case noire e5 · Pion blanc sur case noire g5 · Pion noir sur case blanche c4 · Pion blanc sur case noire d4 · Tour blanche sur case noire f4 · Pion blanc sur case noire c3 · Cavalier blanc sur case noire g3 · Fou blanc sur case blanche g2 · Pion blanc sur case noire h2 · Dame noire sur case blanche b1 · Roi blanc sur case noire g1 | Fou noir sur case blanche c8 · Dame noire sur case noire d8 · Cavalier noir sur case blanche e8 · Tour noire sur case noire f8 · Roi noir sur case blanche g8 · Pion noir sur case blanche f7 · Pion noir sur case blanche h7 · Pion blanc sur case noire f6 · Pion noir sur case blanche g6 · Dame blanche sur case noire h6 · Pion noir sur case blanche d5 · Pion blanc sur case noire e5 · Pion blanc sur case noire g5 · Pion noir sur case blanche c4 · Pion blanc sur case noire d4 · Tour blanche sur case noire f4 · Pion blanc sur case noire c3 · Cavalier blanc sur case noire g3 · Fou blanc sur case blanche g2 · Pion blanc sur case noire h2 · Dame noire sur case blanche b1 · Roi blanc sur case noire g1 | Fou noir sur case blanche c8 · Dame noire sur case noire d8 · Cavalier noir sur case blanche e8 · Tour noire sur case noire f8 · Roi noir sur case blanche g8 · Pion noir sur case blanche f7 · Pion noir sur case blanche h7 · Pion blanc sur case noire f6 · Pion noir sur case blanche g6 · Dame blanche sur case noire h6 · Pion noir sur case blanche d5 · Pion blanc sur case noire e5 · Pion blanc sur case noire g5 · Pion noir sur case blanche c4 · Pion blanc sur case noire d4 · Tour blanche sur case noire f4 · Pion blanc sur case noire c3 · Cavalier blanc sur case noire g3 · Fou blanc sur case blanche g2 · Pion blanc sur case noire h2 · Dame noire sur case blanche b1 · Roi blanc sur case noire g1 | Fou noir sur case blanche c8 · Dame noire sur case noire d8 · Cavalier noir sur case blanche e8 · Tour noire sur case noire f8 · Roi noir sur case blanche g8 · Pion noir sur case blanche f7 · Pion noir sur case blanche h7 · Pion blanc sur case noire f6 · Pion noir sur case blanche g6 · Dame blanche sur case noire h6 · Pion noir sur case blanche d5 · Pion blanc sur case noire e5 · Pion blanc sur case noire g5 · Pion noir sur case blanche c4 · Pion blanc sur case noire d4 · Tour blanche sur case noire f4 · Pion blanc sur case noire c3 · Cavalier blanc sur case noire g3 · Fou blanc sur case blanche g2 · Pion blanc sur case noire h2 · Dame noire sur case blanche b1 · Roi blanc sur case noire g1 | Fou noir sur case blanche c8 · Dame noire sur case noire d8 · Cavalier noir sur case blanche e8 · Tour noire sur case noire f8 · Roi noir sur case blanche g8 · Pion noir sur case blanche f7 · Pion noir sur case blanche h7 · Pion blanc sur case noire f6 · Pion noir sur case blanche g6 · Dame blanche sur case noire h6 · Pion noir sur case blanche d5 · Pion blanc sur case noire e5 · Pion blanc sur case noire g5 · Pion noir sur case blanche c4 · Pion blanc sur case noire d4 · Tour blanche sur case noire f4 · Pion blanc sur case noire c3 · Cavalier blanc sur case noire g3 · Fou blanc sur case blanche g2 · Pion blanc sur case noire h2 · Dame noire sur case blanche b1 · Roi blanc sur case noire g1 | Fou noir sur case blanche c8 · Dame noire sur case noire d8 · Cavalier noir sur case blanche e8 · Tour noire sur case noire f8 · Roi noir sur case blanche g8 · Pion noir sur case blanche f7 · Pion noir sur case blanche h7 · Pion blanc sur case noire f6 · Pion noir sur case blanche g6 · Dame blanche sur case noire h6 · Pion noir sur case blanche d5 · Pion blanc sur case noire e5 · Pion blanc sur case noire g5 · Pion noir sur case blanche c4 · Pion blanc sur case noire d4 · Tour blanche sur case noire f4 · Pion blanc sur case noire c3 · Cavalier blanc sur case noire g3 · Fou blanc sur case blanche g2 · Pion blanc sur case noire h2 · Dame noire sur case blanche b1 · Roi blanc sur case noire g1 | 5 |
| 4 | Fou noir sur case blanche c8 · Dame noire sur case noire d8 · Cavalier noir sur case blanche e8 · Tour noire sur case noire f8 · Roi noir sur case blanche g8 · Pion noir sur case blanche f7 · Pion noir sur case blanche h7 · Pion blanc sur case noire f6 · Pion noir sur case blanche g6 · Dame blanche sur case noire h6 · Pion noir sur case blanche d5 · Pion blanc sur case noire e5 · Pion blanc sur case noire g5 · Pion noir sur case blanche c4 · Pion blanc sur case noire d4 · Tour blanche sur case noire f4 · Pion blanc sur case noire c3 · Cavalier blanc sur case noire g3 · Fou blanc sur case blanche g2 · Pion blanc sur case noire h2 · Dame noire sur case blanche b1 · Roi blanc sur case noire g1 | Fou noir sur case blanche c8 · Dame noire sur case noire d8 · Cavalier noir sur case blanche e8 · Tour noire sur case noire f8 · Roi noir sur case blanche g8 · Pion noir sur case blanche f7 · Pion noir sur case blanche h7 · Pion blanc sur case noire f6 · Pion noir sur case blanche g6 · Dame blanche sur case noire h6 · Pion noir sur case blanche d5 · Pion blanc sur case noire e5 · Pion blanc sur case noire g5 · Pion noir sur case blanche c4 · Pion blanc sur case noire d4 · Tour blanche sur case noire f4 · Pion blanc sur case noire c3 · Cavalier blanc sur case noire g3 · Fou blanc sur case blanche g2 · Pion blanc sur case noire h2 · Dame noire sur case blanche b1 · Roi blanc sur case noire g1 | Fou noir sur case blanche c8 · Dame noire sur case noire d8 · Cavalier noir sur case blanche e8 · Tour noire sur case noire f8 · Roi noir sur case blanche g8 · Pion noir sur case blanche f7 · Pion noir sur case blanche h7 · Pion blanc sur case noire f6 · Pion noir sur case blanche g6 · Dame blanche sur case noire h6 · Pion noir sur case blanche d5 · Pion blanc sur case noire e5 · Pion blanc sur case noire g5 · Pion noir sur case blanche c4 · Pion blanc sur case noire d4 · Tour blanche sur case noire f4 · Pion blanc sur case noire c3 · Cavalier blanc sur case noire g3 · Fou blanc sur case blanche g2 · Pion blanc sur case noire h2 · Dame noire sur case blanche b1 · Roi blanc sur case noire g1 | Fou noir sur case blanche c8 · Dame noire sur case noire d8 · Cavalier noir sur case blanche e8 · Tour noire sur case noire f8 · Roi noir sur case blanche g8 · Pion noir sur case blanche f7 · Pion noir sur case blanche h7 · Pion blanc sur case noire f6 · Pion noir sur case blanche g6 · Dame blanche sur case noire h6 · Pion noir sur case blanche d5 · Pion blanc sur case noire e5 · Pion blanc sur case noire g5 · Pion noir sur case blanche c4 · Pion blanc sur case noire d4 · Tour blanche sur case noire f4 · Pion blanc sur case noire c3 · Cavalier blanc sur case noire g3 · Fou blanc sur case blanche g2 · Pion blanc sur case noire h2 · Dame noire sur case blanche b1 · Roi blanc sur case noire g1 | Fou noir sur case blanche c8 · Dame noire sur case noire d8 · Cavalier noir sur case blanche e8 · Tour noire sur case noire f8 · Roi noir sur case blanche g8 · Pion noir sur case blanche f7 · Pion noir sur case blanche h7 · Pion blanc sur case noire f6 · Pion noir sur case blanche g6 · Dame blanche sur case noire h6 · Pion noir sur case blanche d5 · Pion blanc sur case noire e5 · Pion blanc sur case noire g5 · Pion noir sur case blanche c4 · Pion blanc sur case noire d4 · Tour blanche sur case noire f4 · Pion blanc sur case noire c3 · Cavalier blanc sur case noire g3 · Fou blanc sur case blanche g2 · Pion blanc sur case noire h2 · Dame noire sur case blanche b1 · Roi blanc sur case noire g1 | Fou noir sur case blanche c8 · Dame noire sur case noire d8 · Cavalier noir sur case blanche e8 · Tour noire sur case noire f8 · Roi noir sur case blanche g8 · Pion noir sur case blanche f7 · Pion noir sur case blanche h7 · Pion blanc sur case noire f6 · Pion noir sur case blanche g6 · Dame blanche sur case noire h6 · Pion noir sur case blanche d5 · Pion blanc sur case noire e5 · Pion blanc sur case noire g5 · Pion noir sur case blanche c4 · Pion blanc sur case noire d4 · Tour blanche sur case noire f4 · Pion blanc sur case noire c3 · Cavalier blanc sur case noire g3 · Fou blanc sur case blanche g2 · Pion blanc sur case noire h2 · Dame noire sur case blanche b1 · Roi blanc sur case noire g1 | Fou noir sur case blanche c8 · Dame noire sur case noire d8 · Cavalier noir sur case blanche e8 · Tour noire sur case noire f8 · Roi noir sur case blanche g8 · Pion noir sur case blanche f7 · Pion noir sur case blanche h7 · Pion blanc sur case noire f6 · Pion noir sur case blanche g6 · Dame blanche sur case noire h6 · Pion noir sur case blanche d5 · Pion blanc sur case noire e5 · Pion blanc sur case noire g5 · Pion noir sur case blanche c4 · Pion blanc sur case noire d4 · Tour blanche sur case noire f4 · Pion blanc sur case noire c3 · Cavalier blanc sur case noire g3 · Fou blanc sur case blanche g2 · Pion blanc sur case noire h2 · Dame noire sur case blanche b1 · Roi blanc sur case noire g1 | Fou noir sur case blanche c8 · Dame noire sur case noire d8 · Cavalier noir sur case blanche e8 · Tour noire sur case noire f8 · Roi noir sur case blanche g8 · Pion noir sur case blanche f7 · Pion noir sur case blanche h7 · Pion blanc sur case noire f6 · Pion noir sur case blanche g6 · Dame blanche sur case noire h6 · Pion noir sur case blanche d5 · Pion blanc sur case noire e5 · Pion blanc sur case noire g5 · Pion noir sur case blanche c4 · Pion blanc sur case noire d4 · Tour blanche sur case noire f4 · Pion blanc sur case noire c3 · Cavalier blanc sur case noire g3 · Fou blanc sur case blanche g2 · Pion blanc sur case noire h2 · Dame noire sur case blanche b1 · Roi blanc sur case noire g1 | 4 |
| 3 | Fou noir sur case blanche c8 · Dame noire sur case noire d8 · Cavalier noir sur case blanche e8 · Tour noire sur case noire f8 · Roi noir sur case blanche g8 · Pion noir sur case blanche f7 · Pion noir sur case blanche h7 · Pion blanc sur case noire f6 · Pion noir sur case blanche g6 · Dame blanche sur case noire h6 · Pion noir sur case blanche d5 · Pion blanc sur case noire e5 · Pion blanc sur case noire g5 · Pion noir sur case blanche c4 · Pion blanc sur case noire d4 · Tour blanche sur case noire f4 · Pion blanc sur case noire c3 · Cavalier blanc sur case noire g3 · Fou blanc sur case blanche g2 · Pion blanc sur case noire h2 · Dame noire sur case blanche b1 · Roi blanc sur case noire g1 | Fou noir sur case blanche c8 · Dame noire sur case noire d8 · Cavalier noir sur case blanche e8 · Tour noire sur case noire f8 · Roi noir sur case blanche g8 · Pion noir sur case blanche f7 · Pion noir sur case blanche h7 · Pion blanc sur case noire f6 · Pion noir sur case blanche g6 · Dame blanche sur case noire h6 · Pion noir sur case blanche d5 · Pion blanc sur case noire e5 · Pion blanc sur case noire g5 · Pion noir sur case blanche c4 · Pion blanc sur case noire d4 · Tour blanche sur case noire f4 · Pion blanc sur case noire c3 · Cavalier blanc sur case noire g3 · Fou blanc sur case blanche g2 · Pion blanc sur case noire h2 · Dame noire sur case blanche b1 · Roi blanc sur case noire g1 | Fou noir sur case blanche c8 · Dame noire sur case noire d8 · Cavalier noir sur case blanche e8 · Tour noire sur case noire f8 · Roi noir sur case blanche g8 · Pion noir sur case blanche f7 · Pion noir sur case blanche h7 · Pion blanc sur case noire f6 · Pion noir sur case blanche g6 · Dame blanche sur case noire h6 · Pion noir sur case blanche d5 · Pion blanc sur case noire e5 · Pion blanc sur case noire g5 · Pion noir sur case blanche c4 · Pion blanc sur case noire d4 · Tour blanche sur case noire f4 · Pion blanc sur case noire c3 · Cavalier blanc sur case noire g3 · Fou blanc sur case blanche g2 · Pion blanc sur case noire h2 · Dame noire sur case blanche b1 · Roi blanc sur case noire g1 | Fou noir sur case blanche c8 · Dame noire sur case noire d8 · Cavalier noir sur case blanche e8 · Tour noire sur case noire f8 · Roi noir sur case blanche g8 · Pion noir sur case blanche f7 · Pion noir sur case blanche h7 · Pion blanc sur case noire f6 · Pion noir sur case blanche g6 · Dame blanche sur case noire h6 · Pion noir sur case blanche d5 · Pion blanc sur case noire e5 · Pion blanc sur case noire g5 · Pion noir sur case blanche c4 · Pion blanc sur case noire d4 · Tour blanche sur case noire f4 · Pion blanc sur case noire c3 · Cavalier blanc sur case noire g3 · Fou blanc sur case blanche g2 · Pion blanc sur case noire h2 · Dame noire sur case blanche b1 · Roi blanc sur case noire g1 | Fou noir sur case blanche c8 · Dame noire sur case noire d8 · Cavalier noir sur case blanche e8 · Tour noire sur case noire f8 · Roi noir sur case blanche g8 · Pion noir sur case blanche f7 · Pion noir sur case blanche h7 · Pion blanc sur case noire f6 · Pion noir sur case blanche g6 · Dame blanche sur case noire h6 · Pion noir sur case blanche d5 · Pion blanc sur case noire e5 · Pion blanc sur case noire g5 · Pion noir sur case blanche c4 · Pion blanc sur case noire d4 · Tour blanche sur case noire f4 · Pion blanc sur case noire c3 · Cavalier blanc sur case noire g3 · Fou blanc sur case blanche g2 · Pion blanc sur case noire h2 · Dame noire sur case blanche b1 · Roi blanc sur case noire g1 | Fou noir sur case blanche c8 · Dame noire sur case noire d8 · Cavalier noir sur case blanche e8 · Tour noire sur case noire f8 · Roi noir sur case blanche g8 · Pion noir sur case blanche f7 · Pion noir sur case blanche h7 · Pion blanc sur case noire f6 · Pion noir sur case blanche g6 · Dame blanche sur case noire h6 · Pion noir sur case blanche d5 · Pion blanc sur case noire e5 · Pion blanc sur case noire g5 · Pion noir sur case blanche c4 · Pion blanc sur case noire d4 · Tour blanche sur case noire f4 · Pion blanc sur case noire c3 · Cavalier blanc sur case noire g3 · Fou blanc sur case blanche g2 · Pion blanc sur case noire h2 · Dame noire sur case blanche b1 · Roi blanc sur case noire g1 | Fou noir sur case blanche c8 · Dame noire sur case noire d8 · Cavalier noir sur case blanche e8 · Tour noire sur case noire f8 · Roi noir sur case blanche g8 · Pion noir sur case blanche f7 · Pion noir sur case blanche h7 · Pion blanc sur case noire f6 · Pion noir sur case blanche g6 · Dame blanche sur case noire h6 · Pion noir sur case blanche d5 · Pion blanc sur case noire e5 · Pion blanc sur case noire g5 · Pion noir sur case blanche c4 · Pion blanc sur case noire d4 · Tour blanche sur case noire f4 · Pion blanc sur case noire c3 · Cavalier blanc sur case noire g3 · Fou blanc sur case blanche g2 · Pion blanc sur case noire h2 · Dame noire sur case blanche b1 · Roi blanc sur case noire g1 | Fou noir sur case blanche c8 · Dame noire sur case noire d8 · Cavalier noir sur case blanche e8 · Tour noire sur case noire f8 · Roi noir sur case blanche g8 · Pion noir sur case blanche f7 · Pion noir sur case blanche h7 · Pion blanc sur case noire f6 · Pion noir sur case blanche g6 · Dame blanche sur case noire h6 · Pion noir sur case blanche d5 · Pion blanc sur case noire e5 · Pion blanc sur case noire g5 · Pion noir sur case blanche c4 · Pion blanc sur case noire d4 · Tour blanche sur case noire f4 · Pion blanc sur case noire c3 · Cavalier blanc sur case noire g3 · Fou blanc sur case blanche g2 · Pion blanc sur case noire h2 · Dame noire sur case blanche b1 · Roi blanc sur case noire g1 | 3 |
| 2 | Fou noir sur case blanche c8 · Dame noire sur case noire d8 · Cavalier noir sur case blanche e8 · Tour noire sur case noire f8 · Roi noir sur case blanche g8 · Pion noir sur case blanche f7 · Pion noir sur case blanche h7 · Pion blanc sur case noire f6 · Pion noir sur case blanche g6 · Dame blanche sur case noire h6 · Pion noir sur case blanche d5 · Pion blanc sur case noire e5 · Pion blanc sur case noire g5 · Pion noir sur case blanche c4 · Pion blanc sur case noire d4 · Tour blanche sur case noire f4 · Pion blanc sur case noire c3 · Cavalier blanc sur case noire g3 · Fou blanc sur case blanche g2 · Pion blanc sur case noire h2 · Dame noire sur case blanche b1 · Roi blanc sur case noire g1 | Fou noir sur case blanche c8 · Dame noire sur case noire d8 · Cavalier noir sur case blanche e8 · Tour noire sur case noire f8 · Roi noir sur case blanche g8 · Pion noir sur case blanche f7 · Pion noir sur case blanche h7 · Pion blanc sur case noire f6 · Pion noir sur case blanche g6 · Dame blanche sur case noire h6 · Pion noir sur case blanche d5 · Pion blanc sur case noire e5 · Pion blanc sur case noire g5 · Pion noir sur case blanche c4 · Pion blanc sur case noire d4 · Tour blanche sur case noire f4 · Pion blanc sur case noire c3 · Cavalier blanc sur case noire g3 · Fou blanc sur case blanche g2 · Pion blanc sur case noire h2 · Dame noire sur case blanche b1 · Roi blanc sur case noire g1 | Fou noir sur case blanche c8 · Dame noire sur case noire d8 · Cavalier noir sur case blanche e8 · Tour noire sur case noire f8 · Roi noir sur case blanche g8 · Pion noir sur case blanche f7 · Pion noir sur case blanche h7 · Pion blanc sur case noire f6 · Pion noir sur case blanche g6 · Dame blanche sur case noire h6 · Pion noir sur case blanche d5 · Pion blanc sur case noire e5 · Pion blanc sur case noire g5 · Pion noir sur case blanche c4 · Pion blanc sur case noire d4 · Tour blanche sur case noire f4 · Pion blanc sur case noire c3 · Cavalier blanc sur case noire g3 · Fou blanc sur case blanche g2 · Pion blanc sur case noire h2 · Dame noire sur case blanche b1 · Roi blanc sur case noire g1 | Fou noir sur case blanche c8 · Dame noire sur case noire d8 · Cavalier noir sur case blanche e8 · Tour noire sur case noire f8 · Roi noir sur case blanche g8 · Pion noir sur case blanche f7 · Pion noir sur case blanche h7 · Pion blanc sur case noire f6 · Pion noir sur case blanche g6 · Dame blanche sur case noire h6 · Pion noir sur case blanche d5 · Pion blanc sur case noire e5 · Pion blanc sur case noire g5 · Pion noir sur case blanche c4 · Pion blanc sur case noire d4 · Tour blanche sur case noire f4 · Pion blanc sur case noire c3 · Cavalier blanc sur case noire g3 · Fou blanc sur case blanche g2 · Pion blanc sur case noire h2 · Dame noire sur case blanche b1 · Roi blanc sur case noire g1 | Fou noir sur case blanche c8 · Dame noire sur case noire d8 · Cavalier noir sur case blanche e8 · Tour noire sur case noire f8 · Roi noir sur case blanche g8 · Pion noir sur case blanche f7 · Pion noir sur case blanche h7 · Pion blanc sur case noire f6 · Pion noir sur case blanche g6 · Dame blanche sur case noire h6 · Pion noir sur case blanche d5 · Pion blanc sur case noire e5 · Pion blanc sur case noire g5 · Pion noir sur case blanche c4 · Pion blanc sur case noire d4 · Tour blanche sur case noire f4 · Pion blanc sur case noire c3 · Cavalier blanc sur case noire g3 · Fou blanc sur case blanche g2 · Pion blanc sur case noire h2 · Dame noire sur case blanche b1 · Roi blanc sur case noire g1 | Fou noir sur case blanche c8 · Dame noire sur case noire d8 · Cavalier noir sur case blanche e8 · Tour noire sur case noire f8 · Roi noir sur case blanche g8 · Pion noir sur case blanche f7 · Pion noir sur case blanche h7 · Pion blanc sur case noire f6 · Pion noir sur case blanche g6 · Dame blanche sur case noire h6 · Pion noir sur case blanche d5 · Pion blanc sur case noire e5 · Pion blanc sur case noire g5 · Pion noir sur case blanche c4 · Pion blanc sur case noire d4 · Tour blanche sur case noire f4 · Pion blanc sur case noire c3 · Cavalier blanc sur case noire g3 · Fou blanc sur case blanche g2 · Pion blanc sur case noire h2 · Dame noire sur case blanche b1 · Roi blanc sur case noire g1 | Fou noir sur case blanche c8 · Dame noire sur case noire d8 · Cavalier noir sur case blanche e8 · Tour noire sur case noire f8 · Roi noir sur case blanche g8 · Pion noir sur case blanche f7 · Pion noir sur case blanche h7 · Pion blanc sur case noire f6 · Pion noir sur case blanche g6 · Dame blanche sur case noire h6 · Pion noir sur case blanche d5 · Pion blanc sur case noire e5 · Pion blanc sur case noire g5 · Pion noir sur case blanche c4 · Pion blanc sur case noire d4 · Tour blanche sur case noire f4 · Pion blanc sur case noire c3 · Cavalier blanc sur case noire g3 · Fou blanc sur case blanche g2 · Pion blanc sur case noire h2 · Dame noire sur case blanche b1 · Roi blanc sur case noire g1 | Fou noir sur case blanche c8 · Dame noire sur case noire d8 · Cavalier noir sur case blanche e8 · Tour noire sur case noire f8 · Roi noir sur case blanche g8 · Pion noir sur case blanche f7 · Pion noir sur case blanche h7 · Pion blanc sur case noire f6 · Pion noir sur case blanche g6 · Dame blanche sur case noire h6 · Pion noir sur case blanche d5 · Pion blanc sur case noire e5 · Pion blanc sur case noire g5 · Pion noir sur case blanche c4 · Pion blanc sur case noire d4 · Tour blanche sur case noire f4 · Pion blanc sur case noire c3 · Cavalier blanc sur case noire g3 · Fou blanc sur case blanche g2 · Pion blanc sur case noire h2 · Dame noire sur case blanche b1 · Roi blanc sur case noire g1 | 2 |
| 1 | Fou noir sur case blanche c8 · Dame noire sur case noire d8 · Cavalier noir sur case blanche e8 · Tour noire sur case noire f8 · Roi noir sur case blanche g8 · Pion noir sur case blanche f7 · Pion noir sur case blanche h7 · Pion blanc sur case noire f6 · Pion noir sur case blanche g6 · Dame blanche sur case noire h6 · Pion noir sur case blanche d5 · Pion blanc sur case noire e5 · Pion blanc sur case noire g5 · Pion noir sur case blanche c4 · Pion blanc sur case noire d4 · Tour blanche sur case noire f4 · Pion blanc sur case noire c3 · Cavalier blanc sur case noire g3 · Fou blanc sur case blanche g2 · Pion blanc sur case noire h2 · Dame noire sur case blanche b1 · Roi blanc sur case noire g1 | Fou noir sur case blanche c8 · Dame noire sur case noire d8 · Cavalier noir sur case blanche e8 · Tour noire sur case noire f8 · Roi noir sur case blanche g8 · Pion noir sur case blanche f7 · Pion noir sur case blanche h7 · Pion blanc sur case noire f6 · Pion noir sur case blanche g6 · Dame blanche sur case noire h6 · Pion noir sur case blanche d5 · Pion blanc sur case noire e5 · Pion blanc sur case noire g5 · Pion noir sur case blanche c4 · Pion blanc sur case noire d4 · Tour blanche sur case noire f4 · Pion blanc sur case noire c3 · Cavalier blanc sur case noire g3 · Fou blanc sur case blanche g2 · Pion blanc sur case noire h2 · Dame noire sur case blanche b1 · Roi blanc sur case noire g1 | Fou noir sur case blanche c8 · Dame noire sur case noire d8 · Cavalier noir sur case blanche e8 · Tour noire sur case noire f8 · Roi noir sur case blanche g8 · Pion noir sur case blanche f7 · Pion noir sur case blanche h7 · Pion blanc sur case noire f6 · Pion noir sur case blanche g6 · Dame blanche sur case noire h6 · Pion noir sur case blanche d5 · Pion blanc sur case noire e5 · Pion blanc sur case noire g5 · Pion noir sur case blanche c4 · Pion blanc sur case noire d4 · Tour blanche sur case noire f4 · Pion blanc sur case noire c3 · Cavalier blanc sur case noire g3 · Fou blanc sur case blanche g2 · Pion blanc sur case noire h2 · Dame noire sur case blanche b1 · Roi blanc sur case noire g1 | Fou noir sur case blanche c8 · Dame noire sur case noire d8 · Cavalier noir sur case blanche e8 · Tour noire sur case noire f8 · Roi noir sur case blanche g8 · Pion noir sur case blanche f7 · Pion noir sur case blanche h7 · Pion blanc sur case noire f6 · Pion noir sur case blanche g6 · Dame blanche sur case noire h6 · Pion noir sur case blanche d5 · Pion blanc sur case noire e5 · Pion blanc sur case noire g5 · Pion noir sur case blanche c4 · Pion blanc sur case noire d4 · Tour blanche sur case noire f4 · Pion blanc sur case noire c3 · Cavalier blanc sur case noire g3 · Fou blanc sur case blanche g2 · Pion blanc sur case noire h2 · Dame noire sur case blanche b1 · Roi blanc sur case noire g1 | Fou noir sur case blanche c8 · Dame noire sur case noire d8 · Cavalier noir sur case blanche e8 · Tour noire sur case noire f8 · Roi noir sur case blanche g8 · Pion noir sur case blanche f7 · Pion noir sur case blanche h7 · Pion blanc sur case noire f6 · Pion noir sur case blanche g6 · Dame blanche sur case noire h6 · Pion noir sur case blanche d5 · Pion blanc sur case noire e5 · Pion blanc sur case noire g5 · Pion noir sur case blanche c4 · Pion blanc sur case noire d4 · Tour blanche sur case noire f4 · Pion blanc sur case noire c3 · Cavalier blanc sur case noire g3 · Fou blanc sur case blanche g2 · Pion blanc sur case noire h2 · Dame noire sur case blanche b1 · Roi blanc sur case noire g1 | Fou noir sur case blanche c8 · Dame noire sur case noire d8 · Cavalier noir sur case blanche e8 · Tour noire sur case noire f8 · Roi noir sur case blanche g8 · Pion noir sur case blanche f7 · Pion noir sur case blanche h7 · Pion blanc sur case noire f6 · Pion noir sur case blanche g6 · Dame blanche sur case noire h6 · Pion noir sur case blanche d5 · Pion blanc sur case noire e5 · Pion blanc sur case noire g5 · Pion noir sur case blanche c4 · Pion blanc sur case noire d4 · Tour blanche sur case noire f4 · Pion blanc sur case noire c3 · Cavalier blanc sur case noire g3 · Fou blanc sur case blanche g2 · Pion blanc sur case noire h2 · Dame noire sur case blanche b1 · Roi blanc sur case noire g1 | Fou noir sur case blanche c8 · Dame noire sur case noire d8 · Cavalier noir sur case blanche e8 · Tour noire sur case noire f8 · Roi noir sur case blanche g8 · Pion noir sur case blanche f7 · Pion noir sur case blanche h7 · Pion blanc sur case noire f6 · Pion noir sur case blanche g6 · Dame blanche sur case noire h6 · Pion noir sur case blanche d5 · Pion blanc sur case noire e5 · Pion blanc sur case noire g5 · Pion noir sur case blanche c4 · Pion blanc sur case noire d4 · Tour blanche sur case noire f4 · Pion blanc sur case noire c3 · Cavalier blanc sur case noire g3 · Fou blanc sur case blanche g2 · Pion blanc sur case noire h2 · Dame noire sur case blanche b1 · Roi blanc sur case noire g1 | Fou noir sur case blanche c8 · Dame noire sur case noire d8 · Cavalier noir sur case blanche e8 · Tour noire sur case noire f8 · Roi noir sur case blanche g8 · Pion noir sur case blanche f7 · Pion noir sur case blanche h7 · Pion blanc sur case noire f6 · Pion noir sur case blanche g6 · Dame blanche sur case noire h6 · Pion noir sur case blanche d5 · Pion blanc sur case noire e5 · Pion blanc sur case noire g5 · Pion noir sur case blanche c4 · Pion blanc sur case noire d4 · Tour blanche sur case noire f4 · Pion blanc sur case noire c3 · Cavalier blanc sur case noire g3 · Fou blanc sur case blanche g2 · Pion blanc sur case noire h2 · Dame noire sur case blanche b1 · Roi blanc sur case noire g1 | 1 |
|   | a | b | c | d | e | f | g | h |   |

Viswanathan Anand - Magnus Carlsen, Championnat du monde d'échecs 2013, Chennai, neuvième partie.
Anand joue de façon aiguë contre la défense nimzo-indienne de Carlsen, ce qui lui donne des chances d'attaques. Carlsen se défend précisément, obtenant du contre-jeu côté dame et fait dame avec son pion b sur échec, pendant qu'Anand déplace ses pièces lourdes en vue d'un mat.
1. d4 Cf6 2. c4 e6 3. Cc3 Fb4 4. f3 d5 5. a3 Fxc3+ 6. bxc3 c5 7. cxd5 exd5 8. e3 c4 9. Ce2 Cc6 10. g4 0-0 11. Fg2 Ca5 12. 0-0 Cb3 13. Ta2 b5 14. Cg3 a5 15. g5 Ce8 16. e4 Cxc1 17. Dxc1 Ta6 18. e5 Cc7 19. f4 b4 20. axb4 axb4 21. Txa6 Cxa6 22. f5 b3 23. Df4 Cc7 24. f6 g6 25. Dh4 Ce8 26. Dh6 b2 27. Tf4 b1D+ 28. Cf1?? (28... Ff1 était nécessaire) De1 0-1.
Anand devait répondre 28. Ff1 sur l'échec. ChessBase propose une meilleure ligne : 28. Ff1 Dd1 29. Th4 Dh5 (les Noirs doivent sacrifier leur dame pour empêcher le mat) 30. Cxh5 gxh5 31. Txh5 Ff5 32. Fh3 Fg6 33. e6 Cxf6 34. gxf6 Dxf6 35. Tf5 Dxe6 36. Te5 Dd6, ce qui est probablement une nulle. À la place, Anand faute avec 28. Cf1 et abandonne après 28... De1, car après 29. Th4 Dxh4 30. Dxh4, les Noirs ont une tour en plus.

## Contrats publicitaires

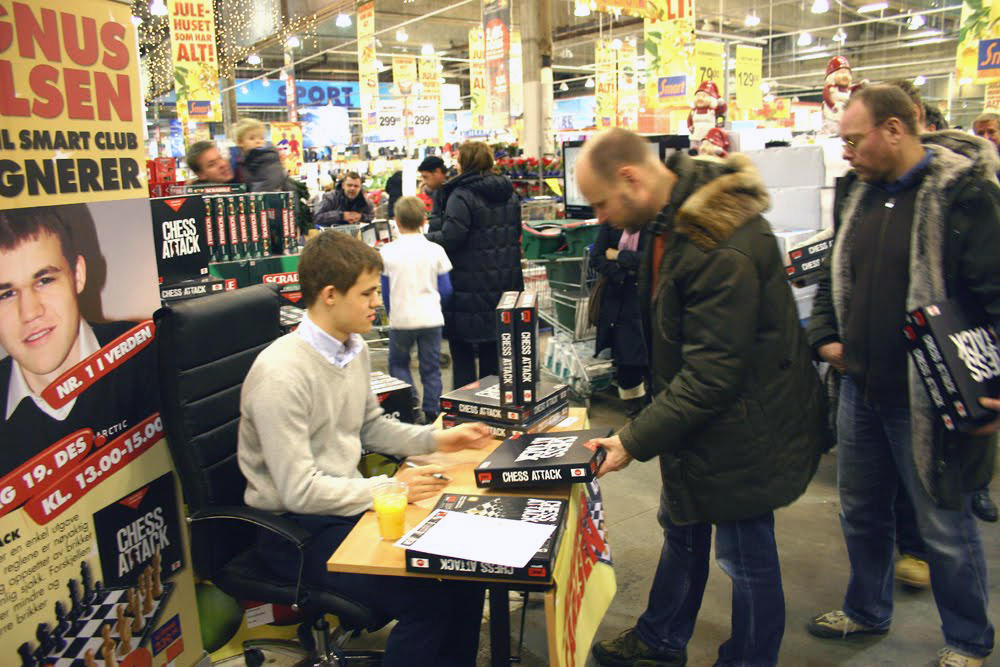
Magnus Carlsen promouvant la variante Chess Attack en 2010.

En 2010, Magnus Carlsen participe à une campagne publicitaire pour son sponsor, la marque G-Star Raw. Il pose, notamment en compagnie de l'actrice Liv Tyler, pour une série de photos réalisées par le photographe Anton Corbijn. La marque organise en outre à cette occasion un tournoi d'échecs sur Internet où les particuliers peuvent affronter Carlsen.
Chess Attack est une variante du jeu d'échecs qui se joue sur un échiquier 5x6. Il est vendu par une société norvégienne, Yes Games AS depuis 2008. Ce jeu est soutenu par Magnus Carlsen et Alexandra Kosteniouk.
En 2013, Magnus Carlsen a fondé une société Play Magnus AS basée à Oslo en Norvège. Cette société a lancé en 2014 une application Play Magnus qui propose de jouer des positions issues des parties de Carlsen contre un moteur qui simule le jeu de Carlsen à différents âges (de 5 à 29 ans),.

#### Ouvrages
- (en) Simen Agdestein, Wonderboy : How Magnus Carlsen became the youngest grandmaster ever., New in Chess, 2004, 190 p. (ISBN 90-5691-131-7)
- Adrian Mikhaltchichine et Oleg Stetsko, Magnus Carlsen : L'ascension d'un prodige, Les Avirons, Olibris, 2011, 310 p. (ISBN 978-2-916340-48-7)
- (en) Colin Crouch, Magnus Force : How Carlsen beat Kasparov's record, Everyman Chess, 2013, 286 p. (ISBN 978-1-78194-133-1)
- (en) Vassilios Kotronias et Sotiris Logothetis, Carlsen's assault on the throne, Quality Chess, 2013, 299 p. (ISBN 978-1-906552-22-0)
- (en) Cyrus Lakdawala, Carlsen, move by move, Everyman Chess, 2014, 432 p. (ISBN 978-1-78194-207-9)

#### Magazines
- Jean-Michel Péchiné et Peter Heine Nielsen, « Magnus Carlsen, what else ? », Europe Échecs, Paris, Promotion Jeux de L'Esprit, no 662,‎ février 2016, p. 28-33 (ISSN 0014-2794)

#### Bases de données et dictionnaires
- (en) Site officiel
- Ressources relatives au jeu :   - Chess Tempo
  - Fédération internationale des échecs
  - International Correspondence Chess Federation
- Ressource relative à l'audiovisuel :   - IMDb
- Ressource relative au sport :   - Munzinger
- Notices dans des dictionnaires ou encyclopédies généralistes :   - Britannica
  - Brockhaus
  - Den Store Danske Encyklopædi
  - Gran Enciclopèdia Catalana
  - Internetowa encyklopedia PWN
  - Nationalencyklopedin
  - Store norske leksikon
- Notices d'autorité :   - VIAF
  - ISNI
  - BnF (données)
  - IdRef
  - LCCN
  - GND
  - Espagne
  - Pays-Bas
  - Pologne
  - Catalogne
  - Norvège
  - Tchéquie

| Rang | Nom                       | Fédération  | Classement Elo | Né en |
| ---- | ------------------------- | ----------- | -------------- | ----- |
| 1    | Magnus Carlsen            | Norvège     | 2 839          | 1990  |
| 2    | Hikaru Nakamura           | États-Unis  | 2 807          | 1987  |
| 3    | Fabiano Caruana           | États-Unis  | 2 784          | 1992  |
| 4    | Rameshbabu Praggnanandhaa | Inde        | 2 779          | 2005  |
| 5    | Erigaisi Arjun            | Inde        | 2 776          | 2003  |
| 6    | Dommaraju Gukesh          | Inde        | 2 776          | 2006  |
| 7    | Nodirbek Abdusattorov     | Ouzbékistan | 2 771          | 2004  |
| 8    | Alireza Firouzja          | France      | 2 766          | 2003  |
| 9    | Wei Yi                    | Chine       | 2 753          | 1999  |
| 10   | Anish Giri                | Pays-Bas    | 2 748          | 1994  |

Source : (en) « Top 100 mixte », sur Fédération internationale des échecs, 1er août 2025